# 日本における携帯電話
日本における携帯電話（にほんにおけるけいたいでんわ、にっぽんにおけるけいたいでんわ）では、日本での携帯電話特有の事情について解説する。

## 概要
日本においては一時期無線通信や半導体といった分野でトップクラスの技術を有し、1979年の世界初の自動車電話を皮切りに世界初のサービスを次々と開始し、絵文字や写メなどの文化が花開いた。ところが特異な商慣行などで悪い意味でガラパゴス化を引き起こして海外での競争力を失い、2000年代後半からiPhoneやAndroidスマートフォン等の普及によって国際端末に市場を奪われ、国内メーカーの多くがスマートフォン移行に失敗して産業構造の変化の影響を大きく受けた。2010年代前半にスマートフォンが急速に普及してからは、コモディティ化とともに、端末の買い替え需要も低下し、海外と同様に、各携帯電話事業者は土管化が進んだ。

### 定義
電気通信事業法上の電気通信役務の区分では「携帯電話端末・PHS端末サービス」としてPHSと一体のものとして扱っている。
携帯電話不正利用防止法の「携帯音声通信」の定義でも「携帯して使用するために開設する無線局（中略）と、当該無線局と通信を行うために陸上に開設する移動しない無線局との間で行われる無線通信のうち音声その他の音響を送り、伝え、又は受けるもの」として、携帯電話とPHSを区別していない。
一方、電波法令上では、陸上移動局として無線局の免許を要する「携帯電話端末」を使う携帯電話と免許不要局の一種の小電力無線局である「PHS端末」を使うPHSを区別している。
- 一例として、無線設備規則では、第4節の3から第4節の4の7に各種の方式の携帯電話の無線設備の条件を規定しており、PHSの条件については第4節の9と別の節に規定している。

これは、携帯電話はかつての自動車電話を起源とするのに対し、PHSは第二世代コードレス電話を起源とし、各々異なる発展をしてきたからである。但し、陸上移動局は特定無線局として包括免許され無線局免許状は事業者が管理するため、利用者は違いを意識する事は無い。
この為、公的な資料・統計などでは内容により、頭書に「携帯電話（PHSを含む、以下同様）」と表記し後は「携帯電話」とのみ表記するか、「携帯電話」と「PHS」を区別する。
通信衛星による自動車・携帯電話に関しては衛星電話を参照
余談であるが、鉄道事業者の沿線にある回線に接続して使う携帯型の有線電話機も携帯電話機という。

## 歴史
本項では、携帯電話と関連が深い移動体通信システムについても紹介する。

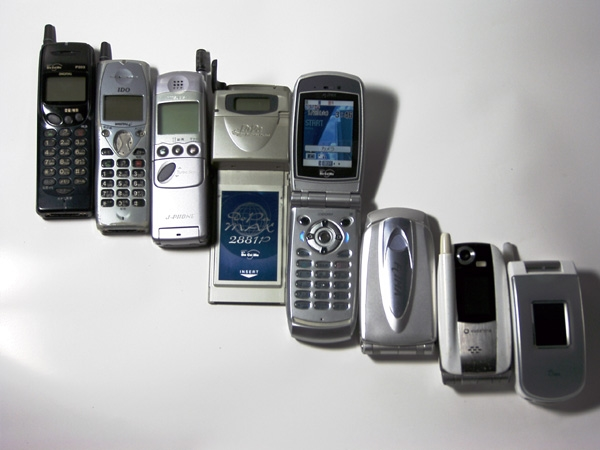
1997年から2004年までの日本歴代携帯電話端末の一部

### 前史

#### 1949年：警察無線の登場
太平洋戦争後、連合国軍最高司令官総司令部(GHQ)の指導により、1949年に警察がパトロールカー用に警察無線（PR-1超短波無線機）を導入。超短波帯で初めて周波数変調を採用し、これが戦後の日本の陸上移動通信システムの嚆矢となった。1970年代にはこれを発展させた移動警察電話も実用化されている。

#### 1950年：電波法施行
GHQの指導により無線電信法が廃止され、1950年6月に電波法・放送法・電波監理委員会設置法（電波三法）が施行された。これにより現在の無線通信制度が整えられた。

#### 1954年 - 1967年：列車電話の登場と自動車電話の基礎研究
1957年に近畿日本鉄道が特急ビスタカー（大阪駅─名古屋駅間）において、200kHz帯の誘導無線方式で列車電話サービスを開始（現在は廃止）。1960年には日本国有鉄道（現、JRグループ）が東海道本線の特急こだま・つばめにおいて400MHz帯の誘導無線方式でサービスを開始した。1965年には東海道新幹線で漏洩同軸方式の列車電話が登場した（後の1982年に開業した東北新幹線・上越新幹線でも採用、2021年廃止）。

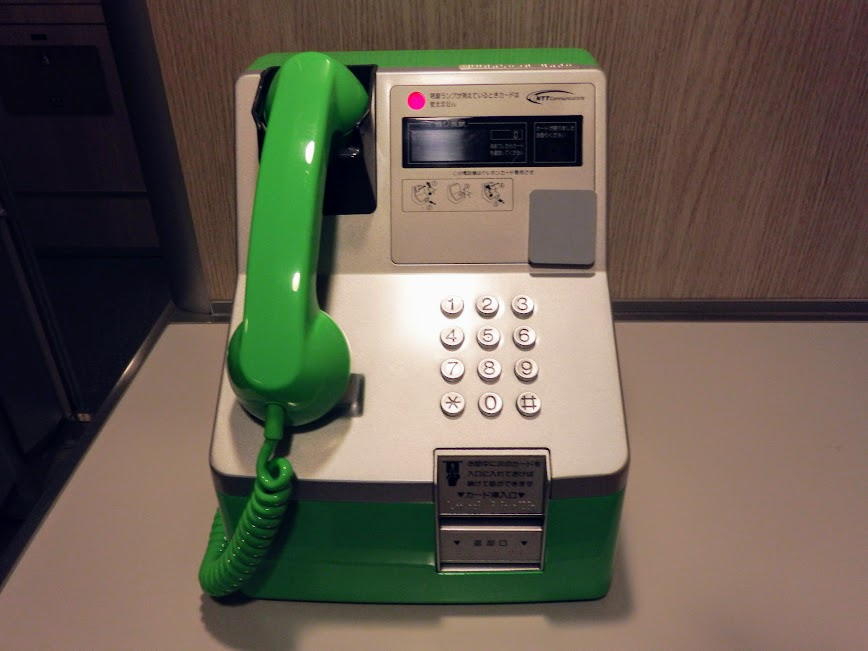
東北新幹線の列車公衆電話（2014年）

1954年に日本電信電話公社電気通信研究所が、自動車電話の基礎研究を開始。1961年には手動交換接続方式、1967年には自動交換接続方式の自動車電話システムを開発。これらは商用サービスとしては実用化には至らなかったものの、1968年の三陸沖北部地震を契機として、1970年に都市災害対策用無線電話システム（現 災害対策用可搬型無線システム）として実用化された。

#### 1968年：ポケットベルの登場
無線呼び出し（ポケットベル、後に言うポケベル）は日本では1968年にサービスが始まった。大衆的普及は1980年代後半以降となる。

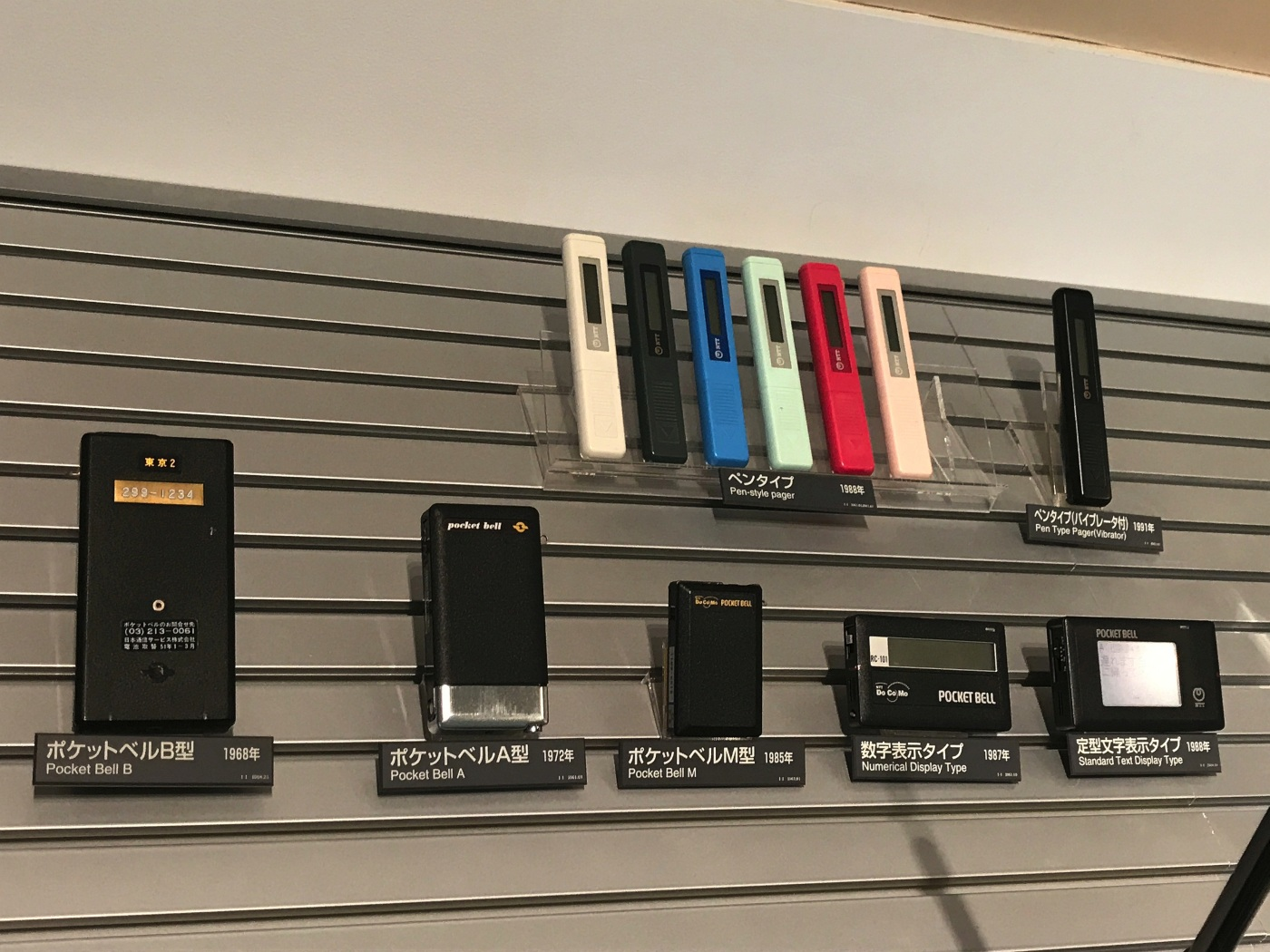
初期のポケットベル

#### 1970年：大阪万博でワイヤレステレホン・テレビ電話を出展
1970年3月から9月にかけて開催された日本万国博覧会（大阪万博）の電気通信館において、携帯型の無線電話機「ワイヤレステレホン」を出展し、一般加入電話と通話をするデモンストレーションが行われた。微弱電波を使用していたこともありコードレス電話と、携帯電話の両方の性質を持つものであった。またテレビ電話のデモンストレーションも行われた。

### 黎明期

#### 1979年：コードレス電話と、世界初の自動車電話の登場
1979年4月、日本電信電話公社が600-P形電話機をベースとしたコードレス電話のレンタルを開始した。1984年にはMCA方式が、固定電話端末の自由化により1987年には無線局免許が不要な小電力コードレス電話が制度化され、日本でコードレス電話が普及していった。
1979年12月3日、日本電信電話公社により、世界初の自動車電話サービスが始まった。小ゾーンのアナログ方式（第1世代移動通信システム）で、サービスエリアは当初は東京都区部に限られたが、1980年11月25日には大阪市、1982年1月には名古屋市にも展開し、順次全国へ広がっていった。なおこの時使用されていた端末TZ801の本体の大きさは約320×230×90mm、重量は約7kg（受話器・アンテナを含めると約10kg）、消費電力50W/6Wであったこともあり自動車のトランクルーム内に設置され、まだ携帯電話とは呼べる大きさではなかった。当時の1ヶ月の基本料金は3万円、通話料金は3分で280円（基地局から320km以上の遠方は720円）であった。なおアメリカでは規格策定が遅れ、4年後の1983年10月に、携帯電話の商用サービスが開始された。

#### 1982年 - 1991年：自動車電話・携帯電話の小型化
1982年5月25日に、日本電信電話公社は主要モジュールがLSI化された日本初のハンディタイプ携帯電話機TZ-802を世に出した。体積約1.5リットル、重量750g、消費電力35W/7Wと小型・軽量化された。この際、TZ-801型を利用する際の月額基本料が2万7000円に値下げされた。
1982年12月には、20万円で3年間の預かり期間がある保証金の制度が導入された。当時は周波数変調を用いたのみで、市販の受信機で誰でも会話の内容を傍受できるアナログ式であった。1993年には会話の内容を傍受することが困難で、周波数使用効率にも優れたTDMA方式の第二世代携帯電話（2G。PDC方式）サービスが、NTTドコモにより開始された。そして、2000年10月以降は、すべてデジタル式となっている。
日本で初めて登場した携帯電話機（ショルダ型自動車電話）は、1985年9月にNTT(NTT 旧 日本電信電話公社)がレンタルを開始した「ショルダーホン」の100型である。ショルダーホンは車外でも使用できる自動車電話という位置づけであり、電話機の重量も約3kgと重かったため、携帯時はショルダーバッグのように肩にかけて持ち出す必要があった。
サービス開始の前月に発生した日本航空123便墜落事故で、救助活動にあたった捜索隊（自衛隊、警察）にショルダーホンの試作機12台が提供された。その時点で郵政省からの無線局の免許は発効していなかったが、超法規的措置の適用により提供が実現した。
1988年には車載・ショルダ型兼用機TZ-803Aが発表され、体積1リットル、重量1.3kg、消費電力20W/0.7Wに、1989年2月には携帯電話TZ-803B（製造 日本電気・松下通信工業）が発表され、体積400ミリリットル、重量640gと小型・軽量化が進展した。
1989年4月にDDIセルラーグループが世界最小・最軽量の携帯電話「マイクロタック HP501」（体積221ミリリットル、重量305g、連続待ち受け時間 8時間、製造 モトローラ）を発売したこと機に、1990年には日本移動通信(IDO)がさらに小型・軽量の「IDOハンディフォン ミニモ」（大きさ54×16×27.5mm（体積203ミリリットル）、重量298g、製造 松下通信工業）を発売。1990年11月にはNTTも世界最小・最軽量（体積150ミリリットル、重量230g、連続待ち受け時間 8時間、製造 日本電気・三菱電機・松下通信工業・富士通）の小型携帯電話「mova TZ-804」を開発し、1991年4月に発売した。

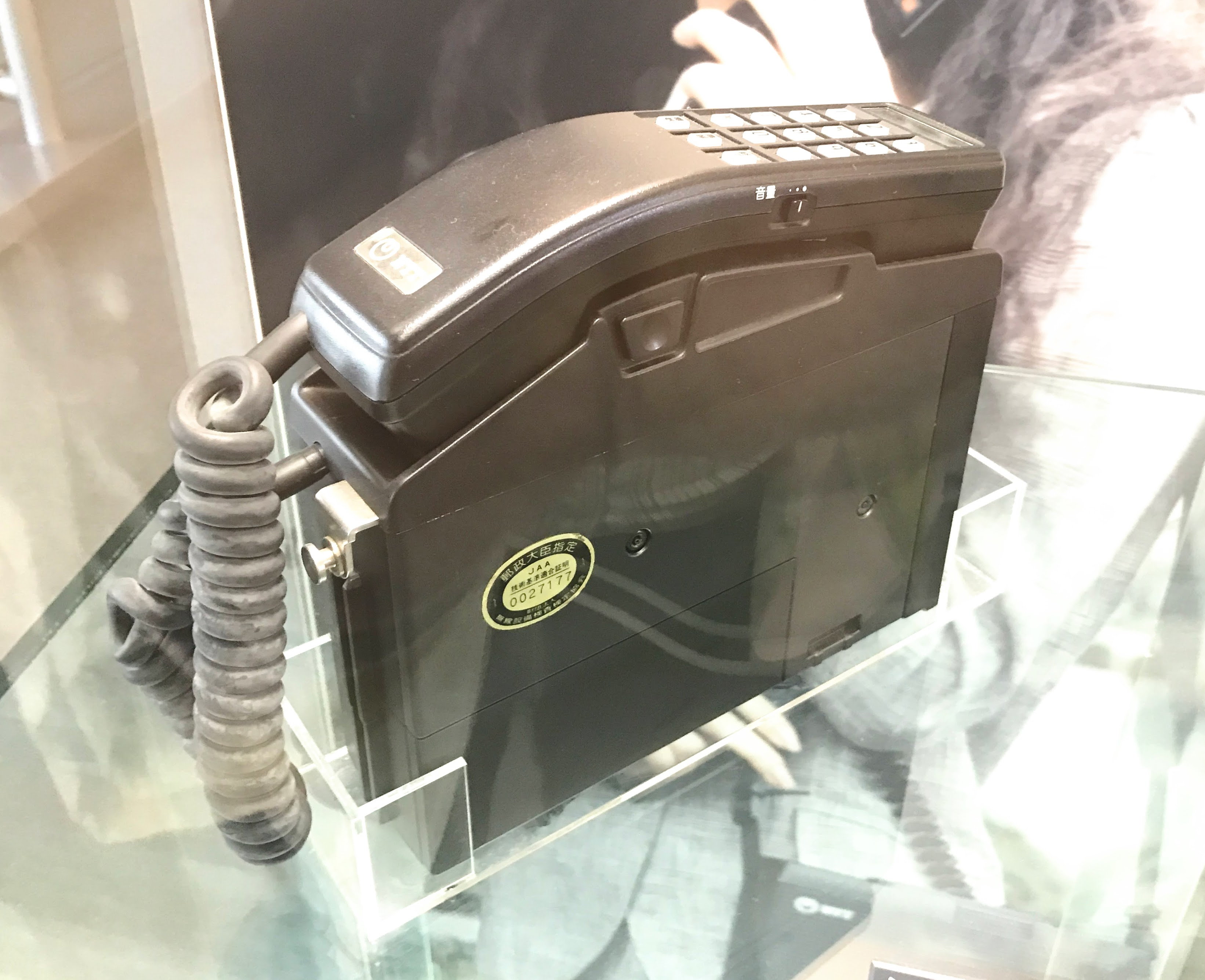
自動車電話100型（ショルダーホン、TZ-802型自動車無線電話用移動無線機）
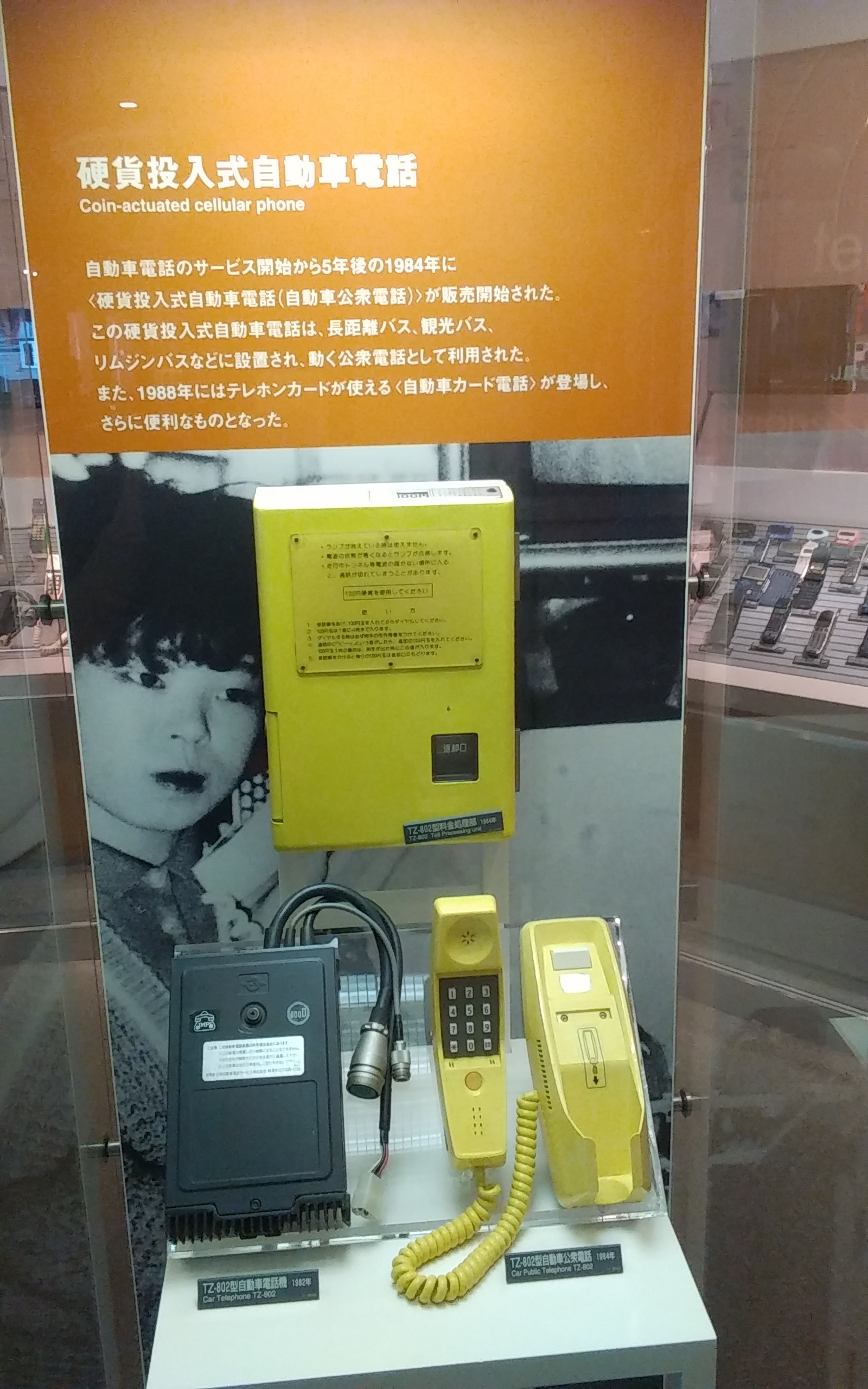
TZ-802型自動車公衆電話（1984年）
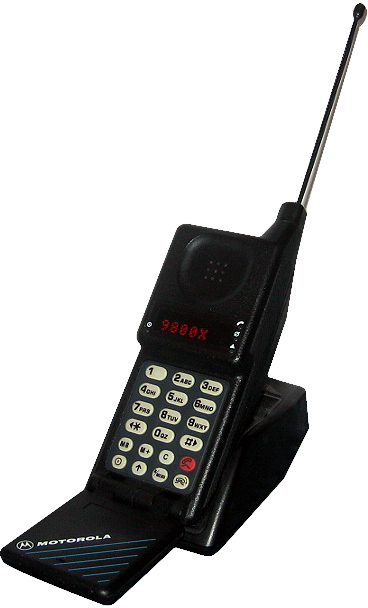
マイクロタック HP501の同系機（MicroTAC 9800X）
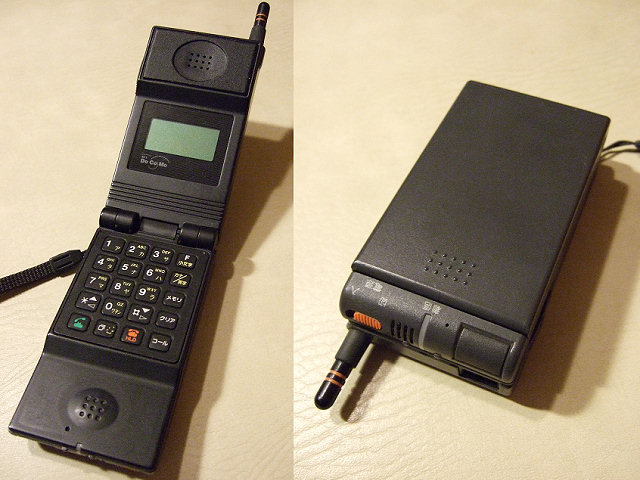
日本電気 TZ-804 後期型 (mova N)

#### 1987年：携帯電話サービス開始
1986年には電波法が改正され、自動車以外でも自動車電話が使用できるようになり、特急列車や高速バスにも自動車電話が設置された。また公衆電話型の自動車電話も登場した。
そして1987年4月には、NTTによって携帯電話サービスが開始された。システム・端末は自動車電話と兼用であった。

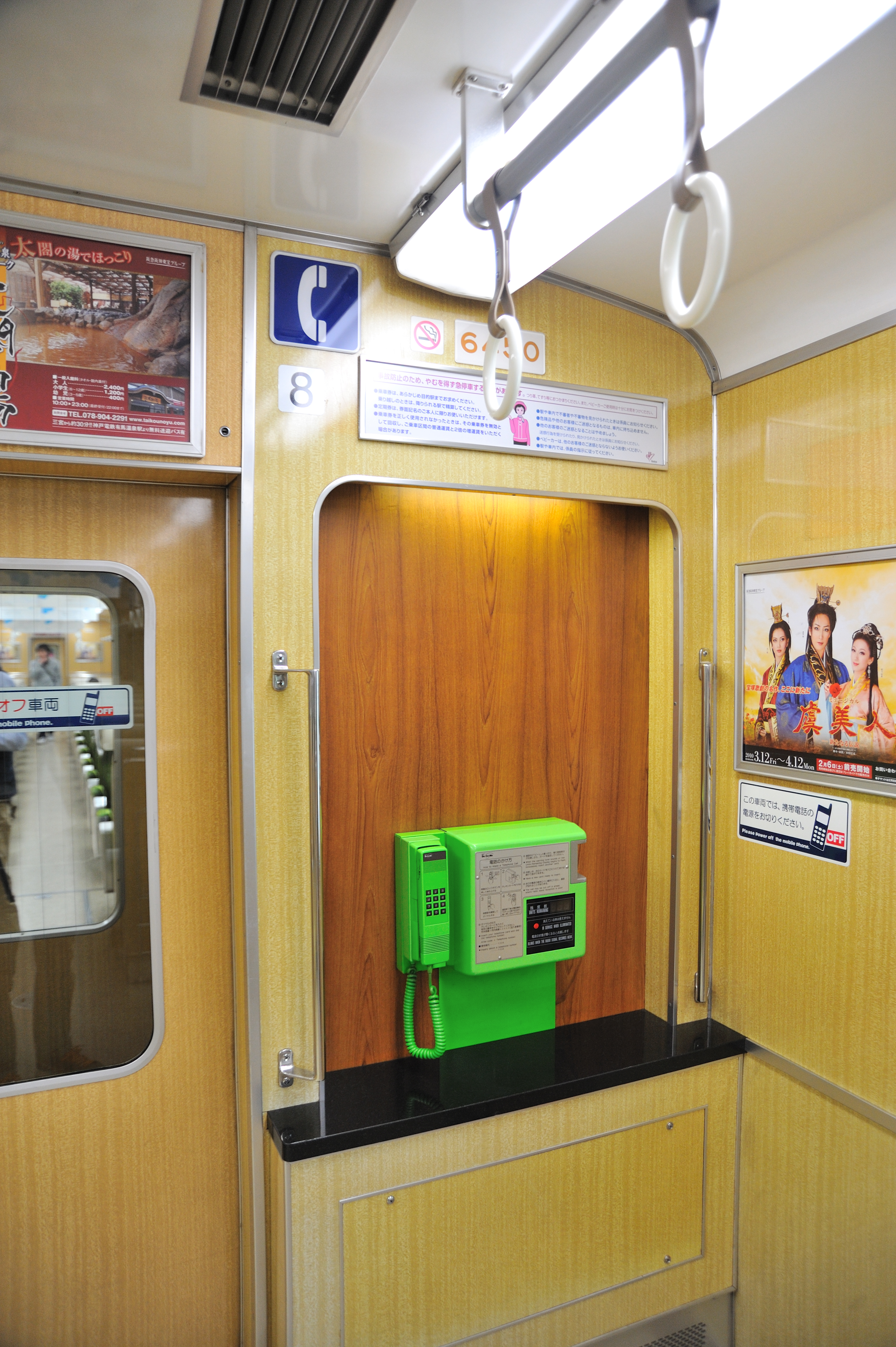
阪急6300系電車に設置されたmova方式の列車電話（2010年）
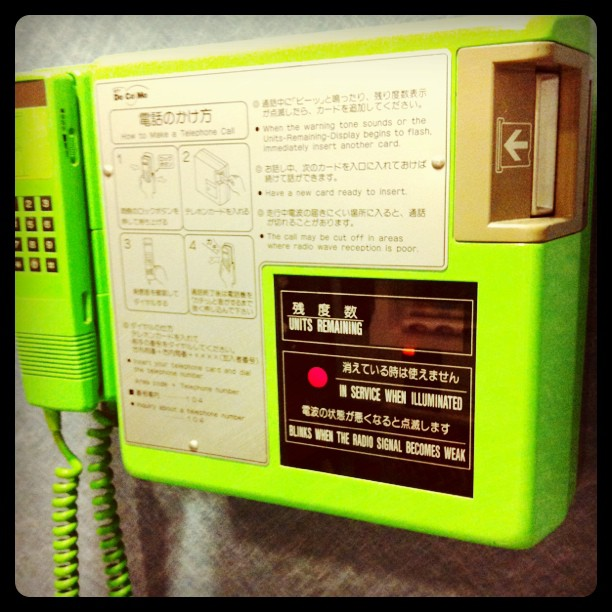
西武鉄道レッドアローに設置されたmova方式の列車電話（2011年）

#### 1988年 - 1994年：通信自由化による新規参入
通信自由化に伴い、1988年から1989年にかけて、それまでNTT（旧電電公社）が独占していた自動車電話事業に、旧・IDOや旧・DDIセルラーが新規参入を果たし、初期費用や通話料金などの価格の引き下げ競争が始まった。それまでの自動車電話のユーザーは企業の経営幹部層（エグゼクティブ）などにほぼ限られていたが、土木工事現場の連絡用などにも使われ、ビジネスユースに広がるようになった。
1989年11月には十勝テレホンネットワークが簡易自動車電話サービス「コンビニエンス・ラジオ・フォン」（CRP、簡易陸上移動無線電話通信）を、帯広市及びその周辺地域で開始した。自動車電話の普及が遅れていた地方都市を中心に、1990年にはテレコム青森・釧路テレコム・山口ニューメディアセンターが、1993年にはテレコム八戸・長岡移動電話システム・テレネット遠州が各地域でコンビニエンス・ラジオ・ホンのサービスを開始した。
1989年12月に日本シティメディアが東京都内で世界初のテレターミナル方式の無線パケット通信サービスを開始。1997年2月には関西シティメディアが大阪府周辺でサービスを開始した。
1992年7月には、NTTが移動通信事業部門（自動車電話・携帯電話・無線呼出・船舶電話・航空機電話）をNTT移動通信網（現 NTTドコモ）とその地域会社に譲渡し、各社が営業を開始した。
1994年には携帯電話新規参入の第二弾として、4月にはデジタルホングループ（現 ソフトバンク）が、6月にはツーカーグループ（KDDIの前身の一つ）がPDCデジタル方式(2G)で参入し、競争が激化していった。1996年にはデジタルホン・ツーカー間の相互ローミングを目的としたデジタルツーカーが設立されるなど、郵政省により新規参入を優遇する政策・指導も行われた。

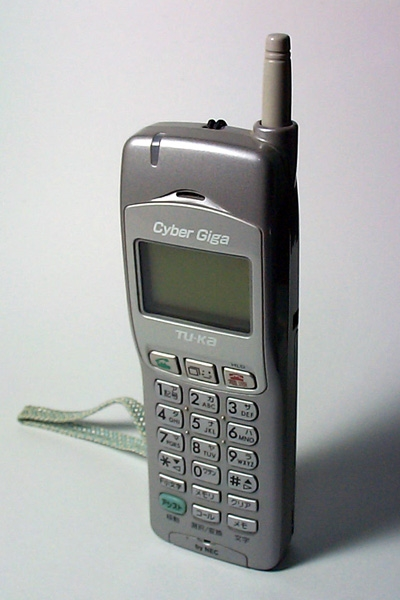
TU-KA TH-781（日本電気、1998年）

ポケベルの分野では1980年代後半、通信自由化により新電電（NCC）系のテレメッセージ各社が参入。それまで独占状態にあったNTTとのシェア争いが発生し全体の加入数は増加した。またそれまでは音声通知機能が主でビジネス用途がほとんどを占めていたが、同時期に数字のメッセージが送信可能となり、1992年頃から個人間で数字の語呂合わせや暗号でメッセージを送り合うブームが到来し、一般層にも本格的に普及し始めた。後にカナのメッセージも送信可能になるとブームは更に加速した。

### 普及期へ

#### 1993年：2Gサービスの開始
1993年3月にNTTドコモがPDCデジタル方式（第二世代携帯電話(2G)）の携帯・自動車電話サービスを開始し、世界初のデジタル携帯電話を使ったデータ通信サービス(2,400bps)を開始。1994年6月には日本移動通信（IDO KDDIの前身の一つ）もPDCデジタル方式の携帯・自動車電話サービスを開始し、高速データ通信サービス(9,6kbps)を開始。1Gでは音声通話しかできなかったが、2Gではデータ通信・パケット通信が可能となった。

#### 1994年：買取り制導入
1994年には、自動車・携帯電話機の買取制度（携帯電話機の売り切り制 通称、端末の自由化）の導入とともに、初期費用、回線利用に必要な料金の大幅な値下げが行われ、通信業界全体の大きなターニングポイントとなった。端末機の供給でも家電メーカーなどが加わり、20社近くが名乗りを上げた事もあり、競争はさらに加速され、結果、携帯電話が広く一般に普及する下地が作られた。日本国内の1992年での携帯電話機・自動車電話の稼働台数は約170万台。全人口に対する普及率は約1.4%にあたる。

#### 1995年 - 1998年：PHSブーム、多機能化の萌芽と新規事業者の撤退
PHS・携帯電話の普及と通話料金の低価格化による競争の激化により、新規参入事業者のコンビニエンス・ラジオ・フォン・船舶電話のマリネットホン・テレターミナル事業者の全社が携帯電話事業者に事業譲渡し、携帯電話サービスに統合された。なお当時は携帯電話事業者では加入者の急増により携帯電話用の周波数帯域がひっ迫しており、事業譲渡によって従来のサービスで利用していた周波数帯域を携帯電話に転用するという狙いがあった。
1995年1月17日の兵庫県南部地震（阪神・淡路大震災）では、有線インフラに壊滅的被害が発生した中、無線の強さを発揮した携帯が改めて見直された。一方で当時の携帯電話は一部地区を除いて119番への接続が出来ず、また被災地周辺では繋がりにくい状態が発生するなど、複数の問題点も露呈した。
そんな中、1993年に第二世代デジタルコードレス電話として開発されたPHSが、1995年にはついに簡易型携帯電話サービスとして開始された。端末や通話料の安さもあり若年層を中心に電話の新しいスタイルとして普及した。
1996年4月にはPHSで、携帯電話に先駆けてショートメール（SMS）の一種、セルラー文字サービス（DDIセルラー）が始まった。同年11月には同じSMSのPメール（旧DDIポケット）もヒットした。1997年6月には携帯電話でもSMSが始まった(ドコモmova)。
しかし当初は携帯電話との相互通話が不可能だったり、電波が受信しにくいという制限があったことや、携帯電話端末・料金の値下げなどによって次第に苦戦し、携帯音声通信サービスの日本国内での市場では、契約者数ベースで携帯電話に大きな差を付けられ、短いブームを経て衰退に向かう。

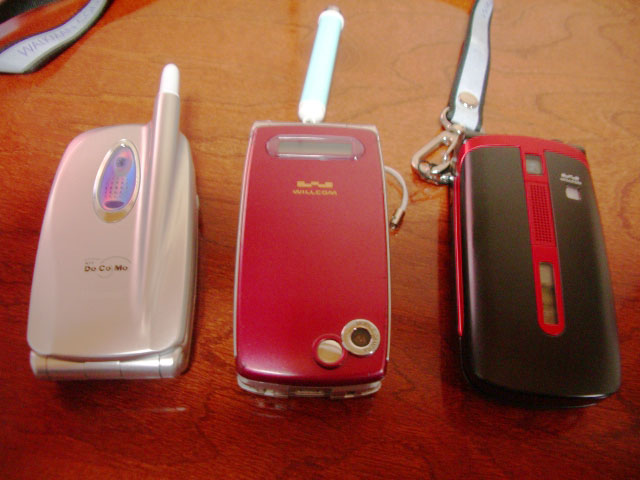
ドコモPHS 633S（シャープ）・ウィルコム AH-K3001V（京セラ）・同 WX310SA（三洋電機）

ポケベルも1996年に加入数のピークを迎えた。しかしこれ以降は、携帯電話での文字転送サービス（ショートメール）及び電子メールの普及も相まって、1998年頃から急速に携帯電話に取って代わられた。

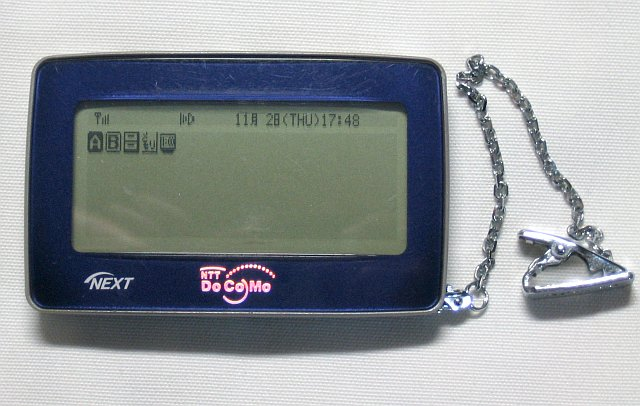
NTTドコモ インフォネクストB55 （1998年）

1995年7月に山口ニューメディアセンターがコンビニエンス・ラジオ・フォンのサービスを終了。エヌ・ティ・ティ中国移動通信網（現 NTTドコモ）に事業を譲渡した。1997年7月1日には残っていた6社全てがサービスを終了し、NTTドコモの地域会社・セルラーグループの地域会社に事業を譲渡した。
1996年5月、ドコモの「デジタルムーバN103HYPER」（製造元：NEC）が発売され、着信メロディ機能が携帯電話としては世界で初めて搭載され、プリセット楽曲から選択できた。同年9月には日本移動通信（現KDDI）も、携帯電話としては初めて自分で作曲したメロディを着信音にすることができる 「メロディ着信音作曲機能」を搭載した端末を発売した。
1997年12月、NTTドコモの携帯電話に接続し、データ通信機能を使用して低額でメールを送ることができるメール専用端末 「ポケットボード」（シチズン時計）が発売。その後各社・各キャリアが追随し、「フォトパレット」（au）、 「コミュニケーションパル」（シャープ）、「Pocket・E Cam」（九州松下電器/DDI Pocket）・「Sky e pad」（J-Phone）、「POCKET mopera」・「キャメッセプチ」・「キャメッセボード」・「CHASPY」（NTTドコモ）、「Cara」（セイコーインスツルメンツ/ツーカー）、「Browser Board」（シャープ/ドコモ、コミュニケーションパルのOEM、携帯・PHS両対応）、「パルディオEボード」（NTTドコモ/シチズン、PHS用）などが発売され、高機能な電話帳や、スケジュール管理機能、高画質なカメラの採用、着信メロディの作成機能などで他社製品との差別化を図っていたが、2004年頃からのパケット定額制の普及によりブームは収束。

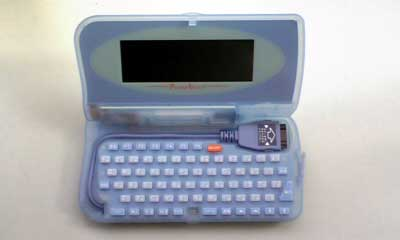
ポケットボード（1997年）
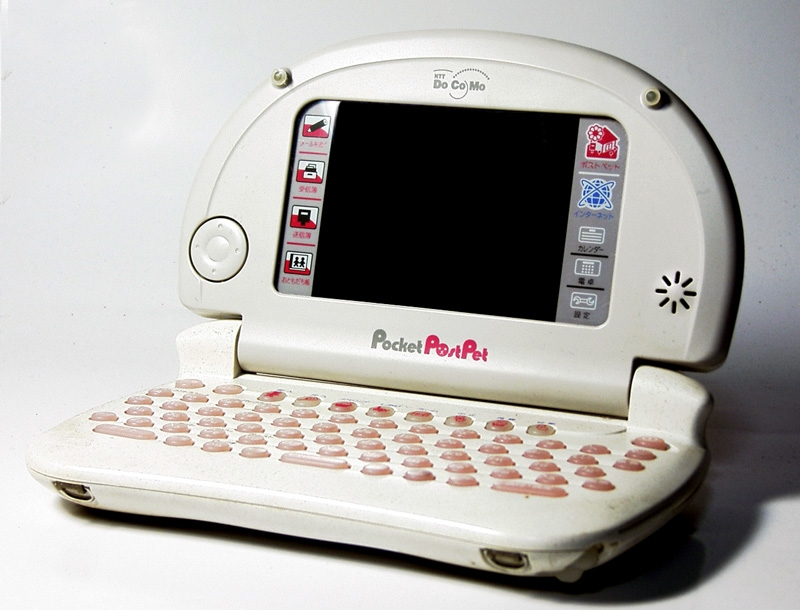
PocketPostPet（カシオ計算機、2000年）
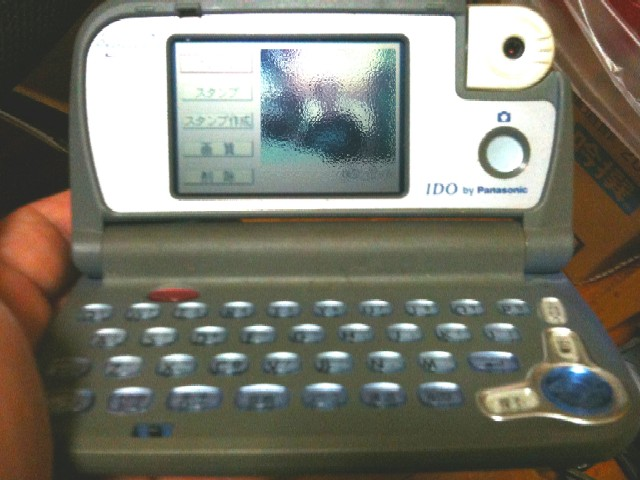
フォトパレット（松下通信工業、2000年）

1997年12月には船舶電話の東京湾マリネットが日本移動通信（現 KDDI）に、1998年6月には関西マリネットが関西セルラー電話（現 KDDI）に、瀬戸内マリネットが中国セルラー電話（現 KDDI）に経営を譲渡し、同日をもってサービス終了した。
1998年7月、DDIセルラーグループの関西・九州・沖縄セルラー（KDDIの前身の一つ）が、第2.5世代携帯電話(2.5G)としてcdmaOne方式を導入。相互ローミングのため、日本移動通信（IDO KDDIの前身の一つ）も1999年にcdmaOneを導入。
1998年7月には日本シティメディアがエヌ・ティ・ティ移動通信網（現 NTTドコモ 2000年にテレターミナルのサービスを終了）に、関西シティメディアが関西セルラー電話（1999年にテレターミナルのサービスを終了）に事業を譲渡し、テレターミナル事業から撤退した。

### インターネット/カメラ/電子マネー/テレビとの融合

#### 1999年 - 2000年：世界初のインターネットサービスとE-mail、カメラ内蔵携帯
1999年2月にドコモがiモードを、同年4月には旧DDIセルラーグループ・IDOが「EZweb」を開始し、世界に先駆けて携帯電話を使った携帯電話IP接続サービスが提供された。
それまでのSMS(ショートメール)に代わり、携帯メール（キャリアメール）も始まり、新たなコミュニケーションの手段として顔文字や絵文字が登場した。こうした着メロ機能があったり、ネットやメール対応した多機能携帯を、いわゆるフィーチャーフォンという。
それまで、通話専用端末で、小型化、通話音質と電池持ちの向上に重点が置かれていた携帯電話が、インターネット端末へと変貌を遂げ、質量130g程度までの大型化を許容しながら、液晶ディスプレイなどを中心にして、技術革新が進んでいった。従来は、モノクロだった液晶画面は、2000年からカラー画面化が進み、大画面・多色表示・高精細化が進んでいった。
このころから、ストレート型から折りたたみ型にすることで大画面を搭載したNEC製端末が人気となり、2001年からはNEC以外の他社も、ストレート型から折りたたみ型へと形状を転換していった。またこの頃から音楽聴取やゲームも携帯ですることが一般的になり、携帯カメラで動画撮影やテレビ電話も行われるようになった。
さらに、折りたたみ携帯電話のアンテナ形状についても、アンテナを先端からヒンジ部に移した2000年夏のドコモのP209iS（松下通信工業製）を皮切りに、2002年以降はヒンジ部設置が主流になり、伸縮式から固定式へと変わっていった。その後、2001年の世界初3G機種のドコモのP2101V（松下通信工業製）がアンテナ内蔵型を採用し、3G機種では内蔵型が一般的になった。1990年代後半以降に主流となっていたLEDによる着信・受信時の光るアンテナについては、通知ランプに置き換えられ、2000年代前半のドコモのNEC機種のようにiモードのロゴを光らせる演出をさせる機種もあった。

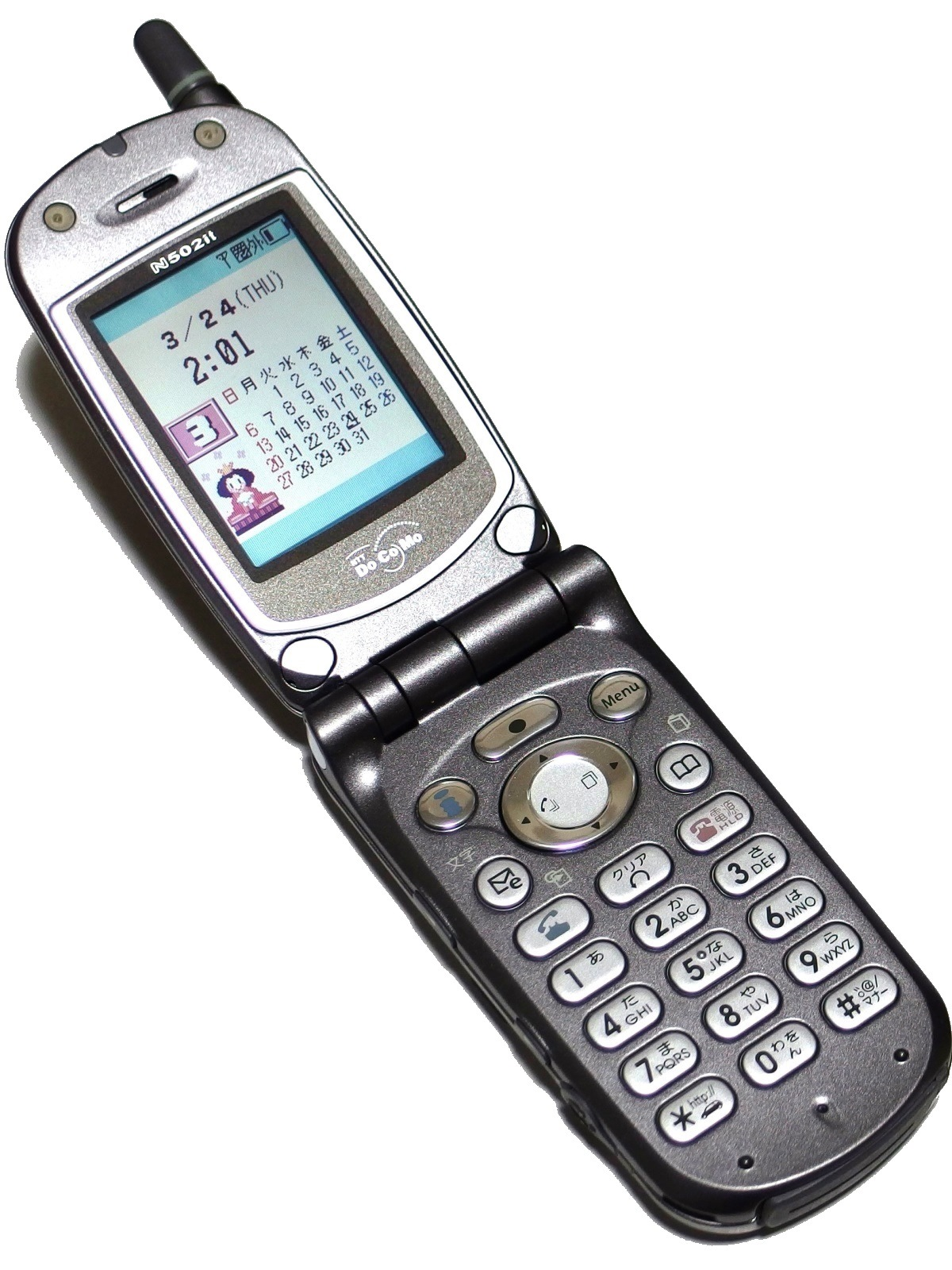
NTTドコモの折りたたみ型で初のカラー液晶を搭載したN502it（NEC（当時）、2000年）

1999年9月、京セラが世界で初めてカメラ付きPHS「VP-210」をDDIポケット（現：Y!mobile(ソフトバンク）から発売した。翌2000年11月には、J-PHONE（現・ソフトバンク）とシャープが写メールの前身サービスを世界で初めて開始し、シャープ製の世界初のカメラ付き携帯電話「J-SH04」が発売された。これによって携帯カメラで撮影した画像をメールに添付し、友人らに送ることが一般的になった。また、2002年にはJ-PHONEが動画をメールで送れる「ムービー写メール」を開始した。この写メールは、普通名詞と化し、「写メ」、「写メる」などの新語が登場した。

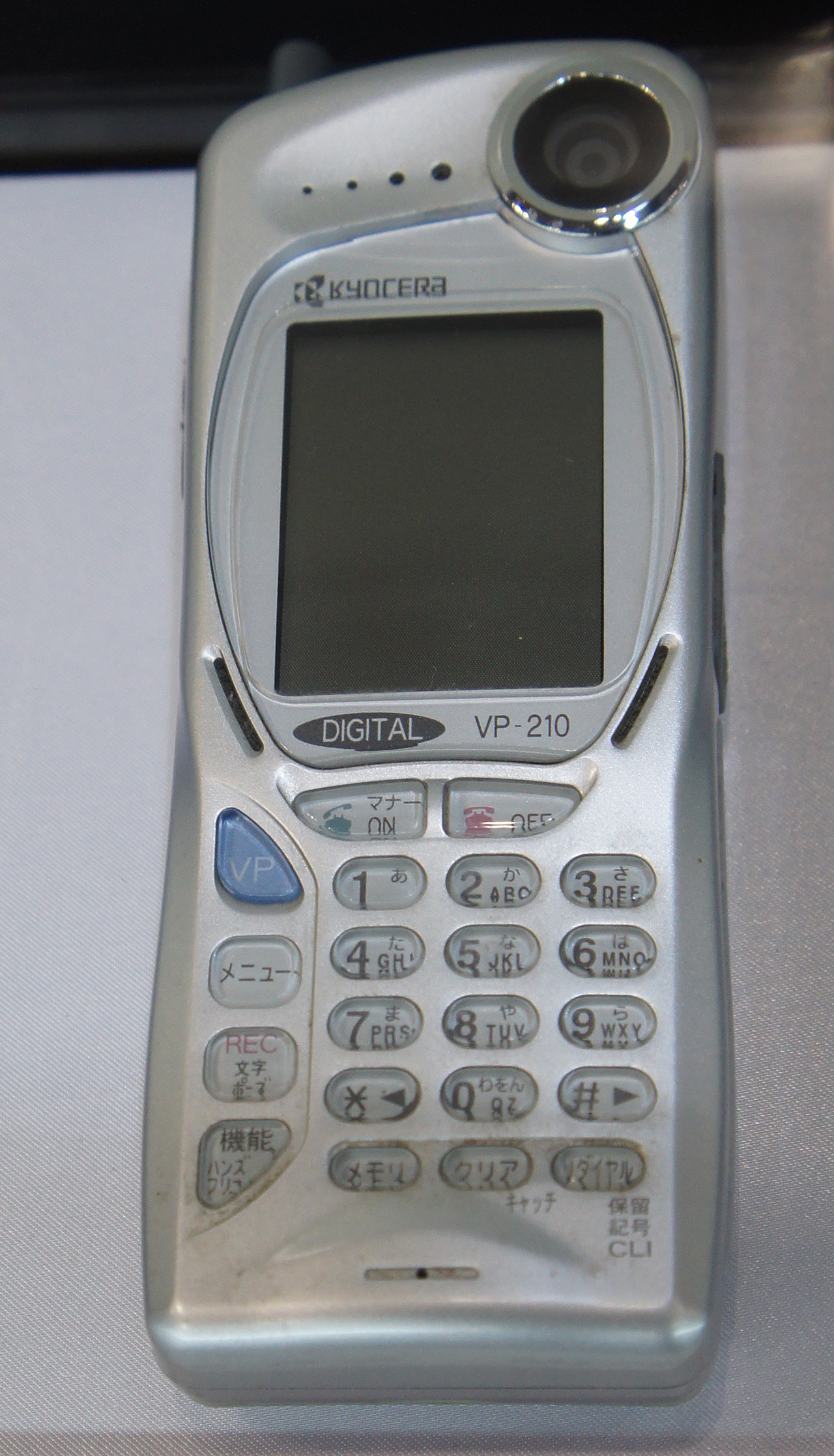
世界初のカメラつき携帯電話（PHS）、DDIポケット VP-210（京セラ、1999年）
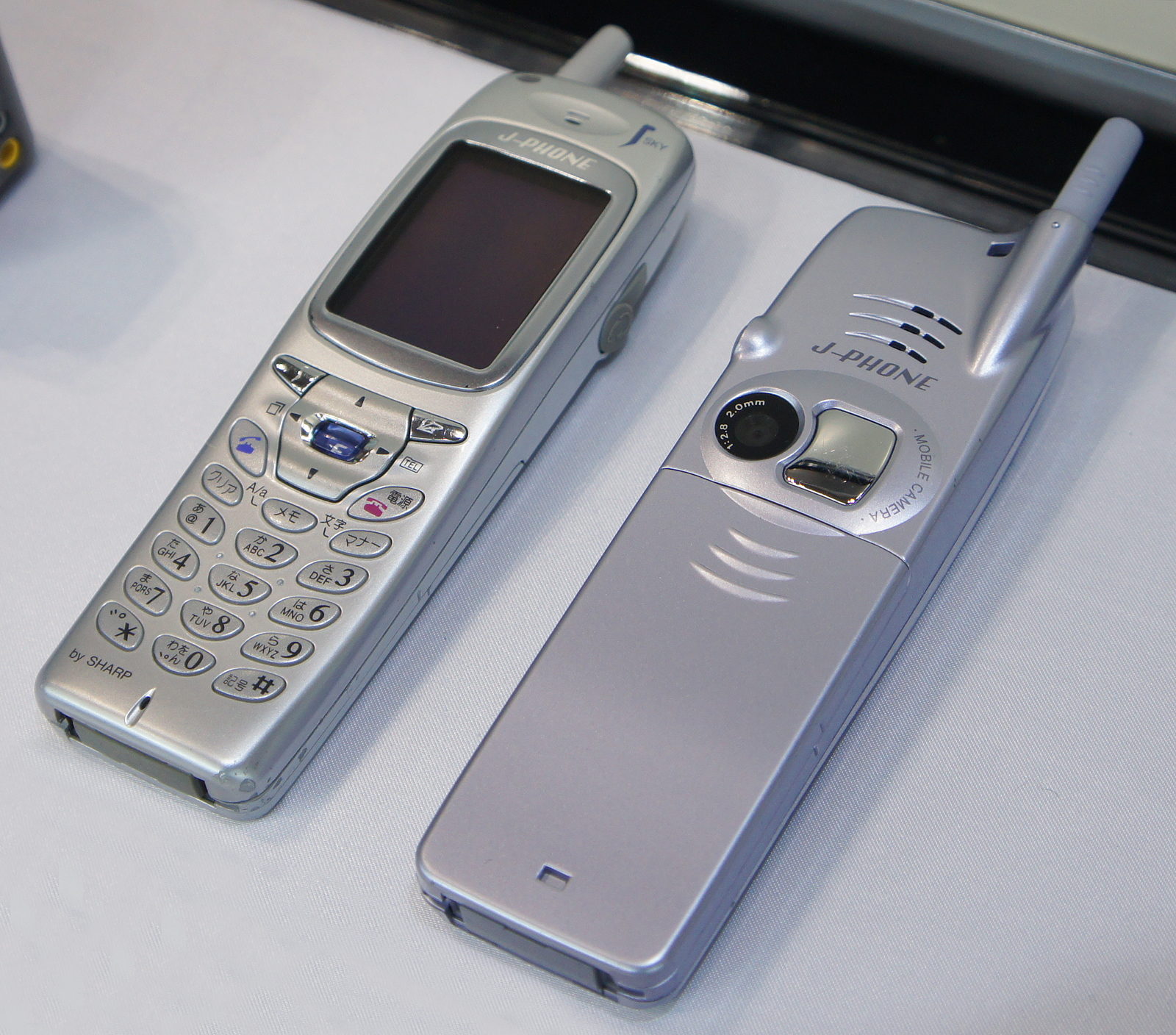
世界初のカメラ付き携帯電話となったJ-PHONEの J-SH04（シャープ、2000年）

#### 2001年 - 2004年：世界初の3Gサービス
2001年1月サービス開始のNTTドコモのiアプリを皮切りに、各社でJavaアプリケーションに対応した携帯電話が登場し、ゲームや地図などのさまざまアプリが登場していった。
2001年5月には日本において、世界初の第三世代携帯電話（3G、W-CDMA）の商用サービスがNTTドコモで始まった。2002年12月にはVodafone（現・ソフトバンク）でW-CDMA方式の3Gサービスを、2002年4月からKDDIがCDMA2000 1x方式の3Gサービスを開始した。
ただし、2Gから3Gへの移行期には、アナログ（1G）からPDC（2G）への移行期と比べて、すでに多くの人々が携帯電話を利用していたことから、2005年ごろまでのドコモやVodafoneの黎明期の3Gサービスでは多くの問題点が露呈した。
2001年10月に本格的にサービスを開始したドコモのFOMAでは、初期の端末はPDC端末と比べて重く、電池の持ちが悪い上、サービスエリアが狭く、料金も高かった。また、2004年のFOMA900iシリーズの登場以前のFOMA端末は、PDC端末と比べ、カメラ画素数やiアプリの性能が低かった。このため、すぐには普及しなかった。その後も、FOMA端末は2005年ごろの機種まで、PDC端末と比べて、OSが未熟で、キーレスポンスが遅くなりがちだった。さらに、着うたフル対応端末の導入が2006年夏で他キャリアより1～2年遅れた。
日本テレコムを買収してJ-PHONEを引き継いだイギリスVodafoneは、2002年12月に3Gを試験的に導入していたものの、Vodafone 3Gで本格的にサービスを開始するまで2年かかった。また、2004年～2005年のVodafone 3G対応携帯電話は、Vodafoneイギリス本部の意向があり、それまでのPDC用端末とは全く異なる、世界共通のUIを導入したことで、日本のユーザーにとっては使い勝手が悪くなった上、ソフトウェアの不具合も多発し、ユーザーの離反を招いた。この3G導入時の失敗により、Vodafoneは写メールで人気を伸ばしたJ-PHONE時代からは一転して、人気が低落した。その結果、Vodafoneはわずか3年ほどで日本撤退を決め、2006年にソフトバンクに携帯電話事業を譲渡することになる。
一方、従来のcdmaOneとの下位互換性が高く、2002年4月に3GのCDMA2000 1xを導入後も、2003年11月のCDMA 1X WIN導入まで、あえて大々的に3Gサービスを強調しなかったauでは、比較的スムーズに3Gへの移行が進んだ。
このころ、フィーチャーフォンの高機能化、サイトやアプリのリッチコンテンツ化が進んでいたが、家庭用回線のフレッツ・ISDNやフレッツ・ADSLのような定額の料金プランはまだなく、パケット通信費が青天井で、月額数万円～数十万円という高額請求になる、いわゆる「パケ死」が社会問題化した。特に、パーソナルコンピュータと接続してパソコンと同じインターネットに接続していた人の間ではデータ量も料金も膨大になった。そこで、2003年11月には、auがCDMA 1X WIN導入に合わせ、パケット定額制を導入し、2004年からドコモやVodafoneも3G回線のユーザー向けにパケット定額制を導入していった。

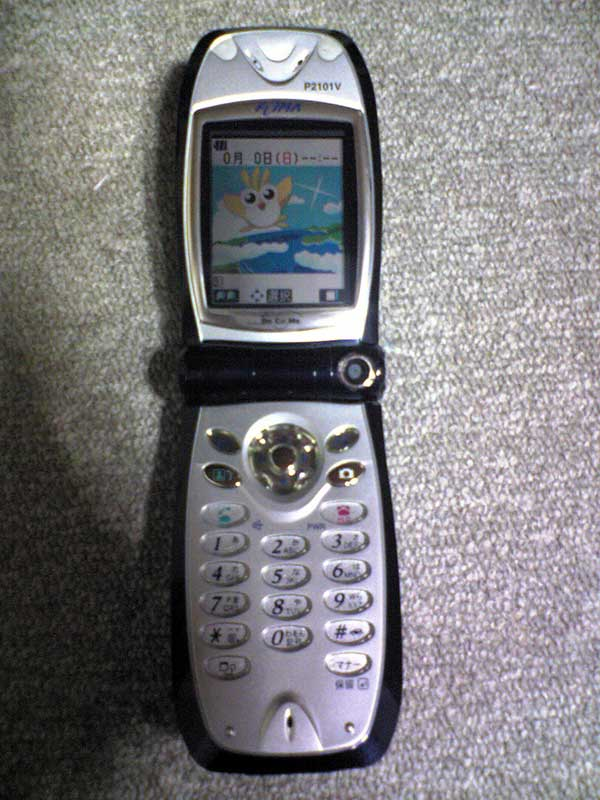
NTTドコモのFOMA1号機のP2101V(松下通信工業(現・パナソニック モバイルコミュニケーションズ)、2001年）
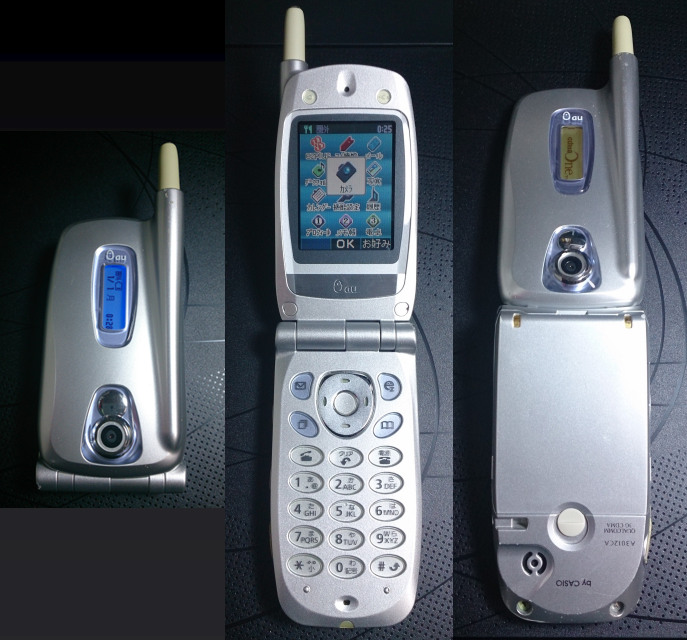
au初のカメラ付きCDMA2000 1x機のA3012CA(カシオ計算機（当時）、2002年）
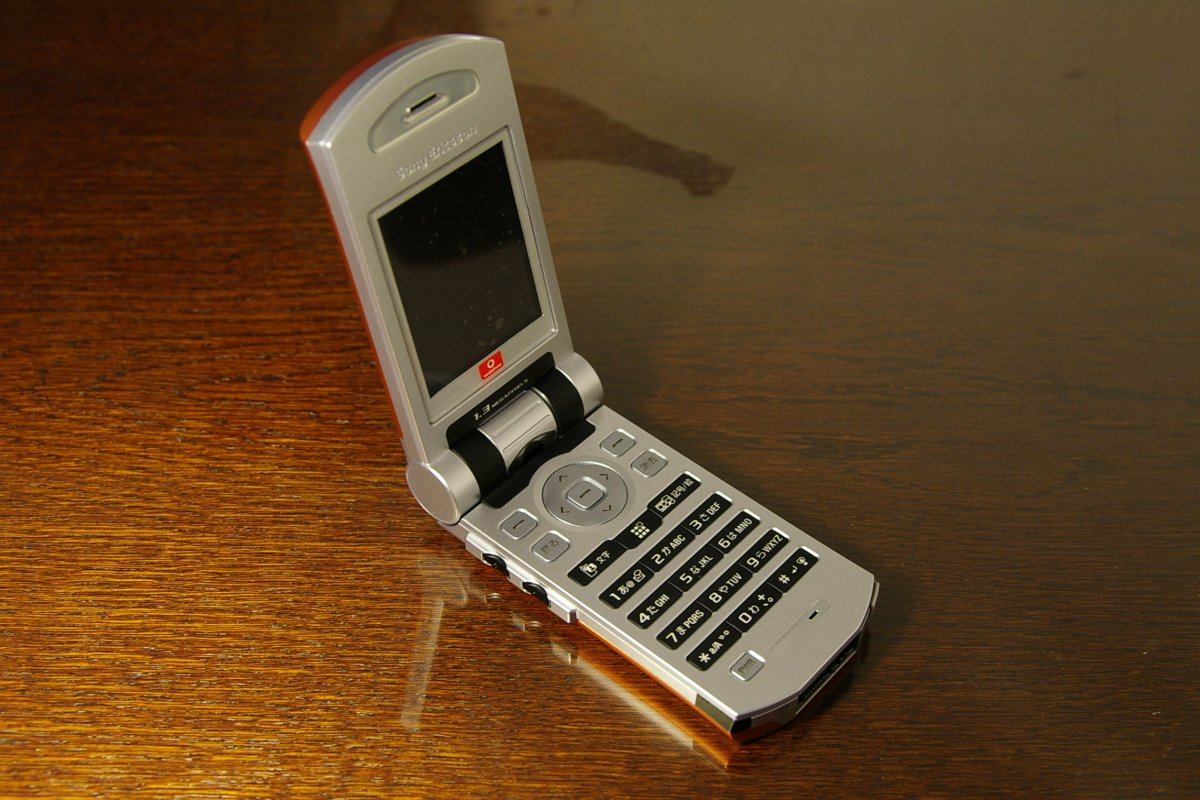
Vodafone 3Gが本格的に開始された世代のVodafone 802SE(ソニー・エリクソン・モバイルコミュニケーションズ（現・ソニーモバイルコミュニケーションズ）、2004年）

当初カメラ付き携帯電話導入に消極的だったauやドコモも、2002年から本格的にカメラ付き携帯電話を発売し、力を入れるようになった。カメラの画素数は2000年～2001年ごろは、トイカメラ並みの10万画素クラスだったが、2002年には30万画素クラス、2003年には100万画素以上のメガピクセルカメラで、オートフォーカス、QRコードなどが読めるバーコードリーダーを持つ携帯電話が登場。その後も画素数競争が白熱し、画素数でコンパクトデジタルカメラに匹敵するものとなり、コンパクトデジタルカメラやレンズ付きフィルムの市場を駆逐していった。
これに合わせて、2003年ごろから、高価格帯の携帯電話では、コンパクトデジタルカメラのように横向きに構えられる回転2軸ヒンジの折りたたみ型や、スライド型などの形状を採用した機種も数多く登場した。また、2002～2004年ごろの一時期には、折りたたみ端末を閉じた状態でも撮影ができるように1.0インチ前後の大型カラー画面のサブディスプレイを設けた機種が数多く販売された。また、第3世代携帯電話の登場とともに、テレビ電話用にサブカメラを設けた機種も発売されていった。
着信メロディも流行し、プリインストールや自作だけでなく、専用サイトから人気アーティストの最新楽曲のMIDIをダウンロードできるようにもなり、従来の単音から、2000年ごろには3、4和音、2001年ごろには16和音、2002年ごろには32和音、2003年ごろには64和音と各メーカーが競うように和音数を増やしていった。
しかし、2004年以降は着信メロディに代わって、AAC形式などでミュージシャンの実際の楽曲がダウンロードできる着うたや着うたフルが主流となるにつれ、和音数の多さは重要視されなくなり、着信メロディのダウンロードや自作機能も廃れ、その代わりにauのLISMOに代表されるような音楽配信サービスが登場していった。
2003年12月にVodafoneが投入したV601Nで、日本で初めてアナログテレビチューナー内蔵携帯電話が登場した。その後、地上波アナログテレビ放送が受信できる端末がVodafoneで数機種発売された。画面が表示されるアナログテレビ付き端末はVodafone以外には広まらなかったが、2004年からは、ドコモやauでも、放送が受信できる携帯電話として、ラジオチューナー内蔵携帯電話やマルチメディア放送のモバHO!（2009年3月停波）に対応した携帯電話が登場した。

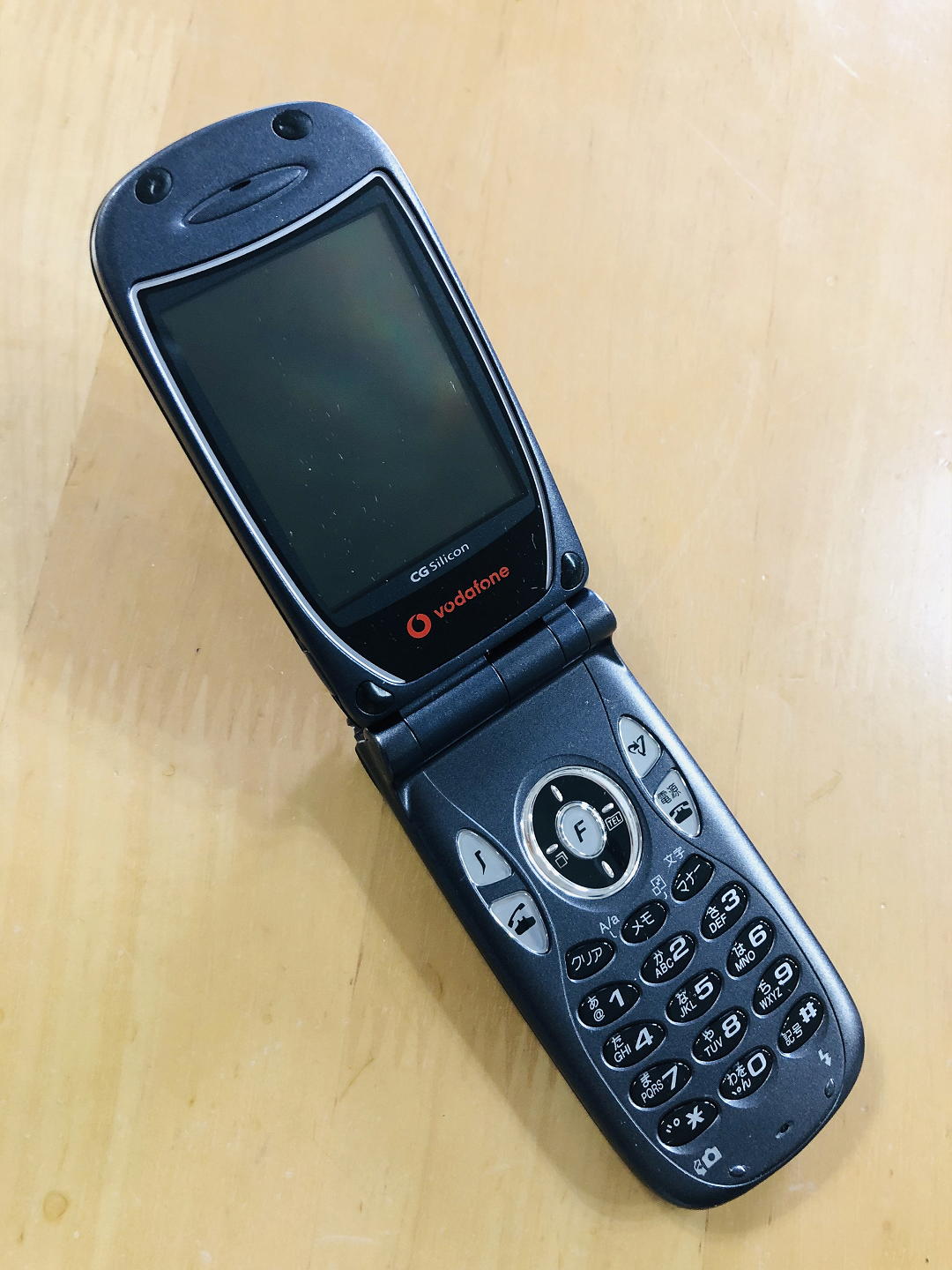
世界初のメガピクセルカメラ付き携帯電話のJ-PHONEの J-SH53（シャープ、2003年）
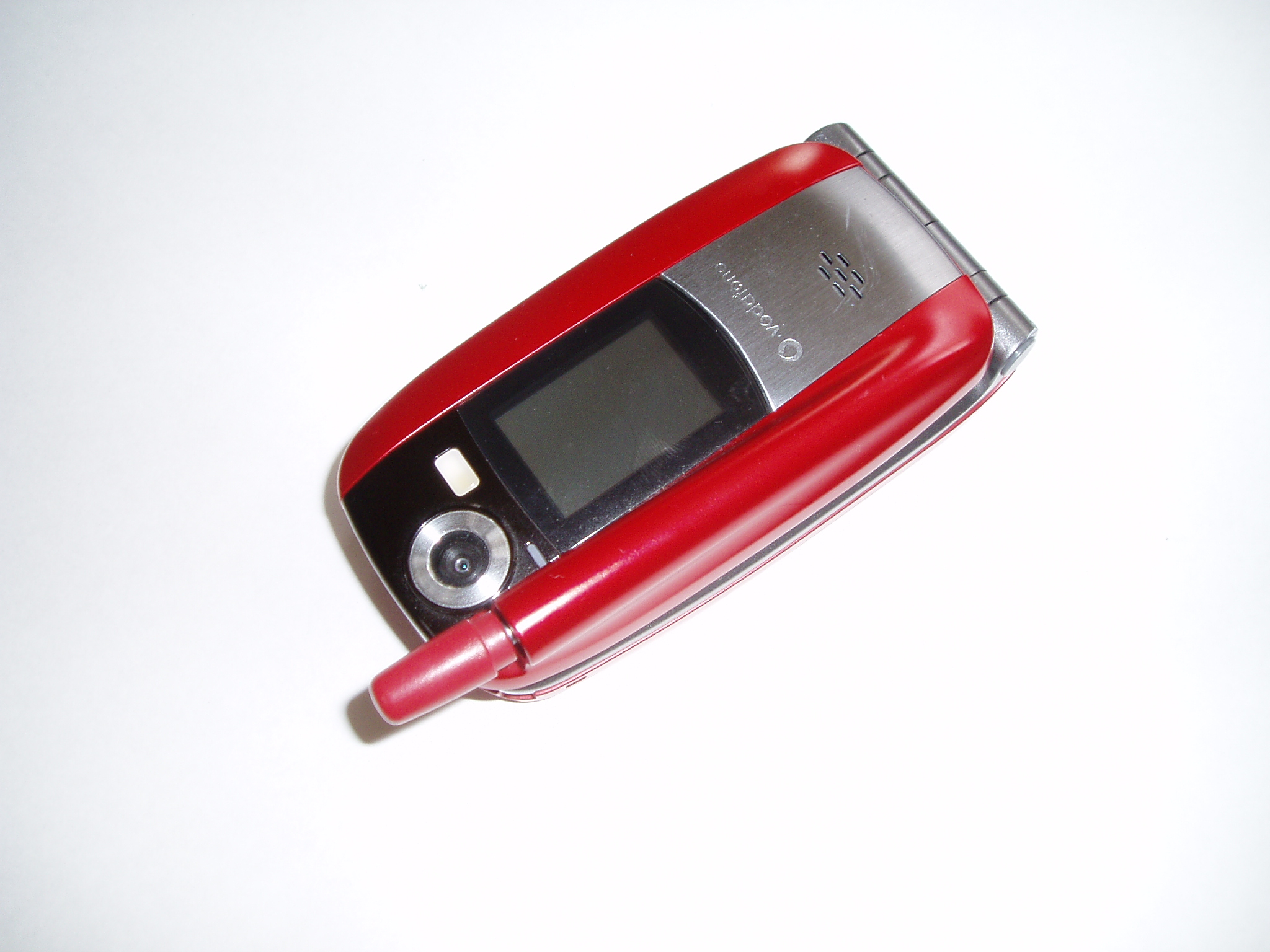
日本初のアナログテレビ付き携帯電話のVodafone V601N(NEC（当時）、2003年）

モバイル決済の先駆けも登場した。2000年代初頭に、ソニー（現・ソニーイメージングプロダクツ&ソリューションズ）が開発した非接触型ICカード技術の「FeliCa」の携帯電話搭載についての開発がNTTドコモや端末メーカー数社の間で進められた後、2004年夏に、ドコモから初めておサイフケータイ（「iモードFeliCa」）に対応したFeliCa搭載携帯電話が4機種発売され、携帯電話がプリペイドの電子マネー端末として利用できるようになった。おサイフケータイはドコモの商標であったため、当初のおサイフケータイ対応機種はドコモのみだったが、2005年からは同じ「おサイフケータイ」の商標で、auとVodafone（現・ソフトバンク）からも対応機種が発売されるようになった。
その後、2006年には、東日本旅客鉄道（JR東日本）が2001年11月に導入したFelicaによるICカード乗車券「Suica」を携帯電話で利用できる「モバイルSuica」、また、ドコモではおサイフケータイによるクレジットカード決済の「DCMX」が導入された（#ローカル規格の問題も参照）。

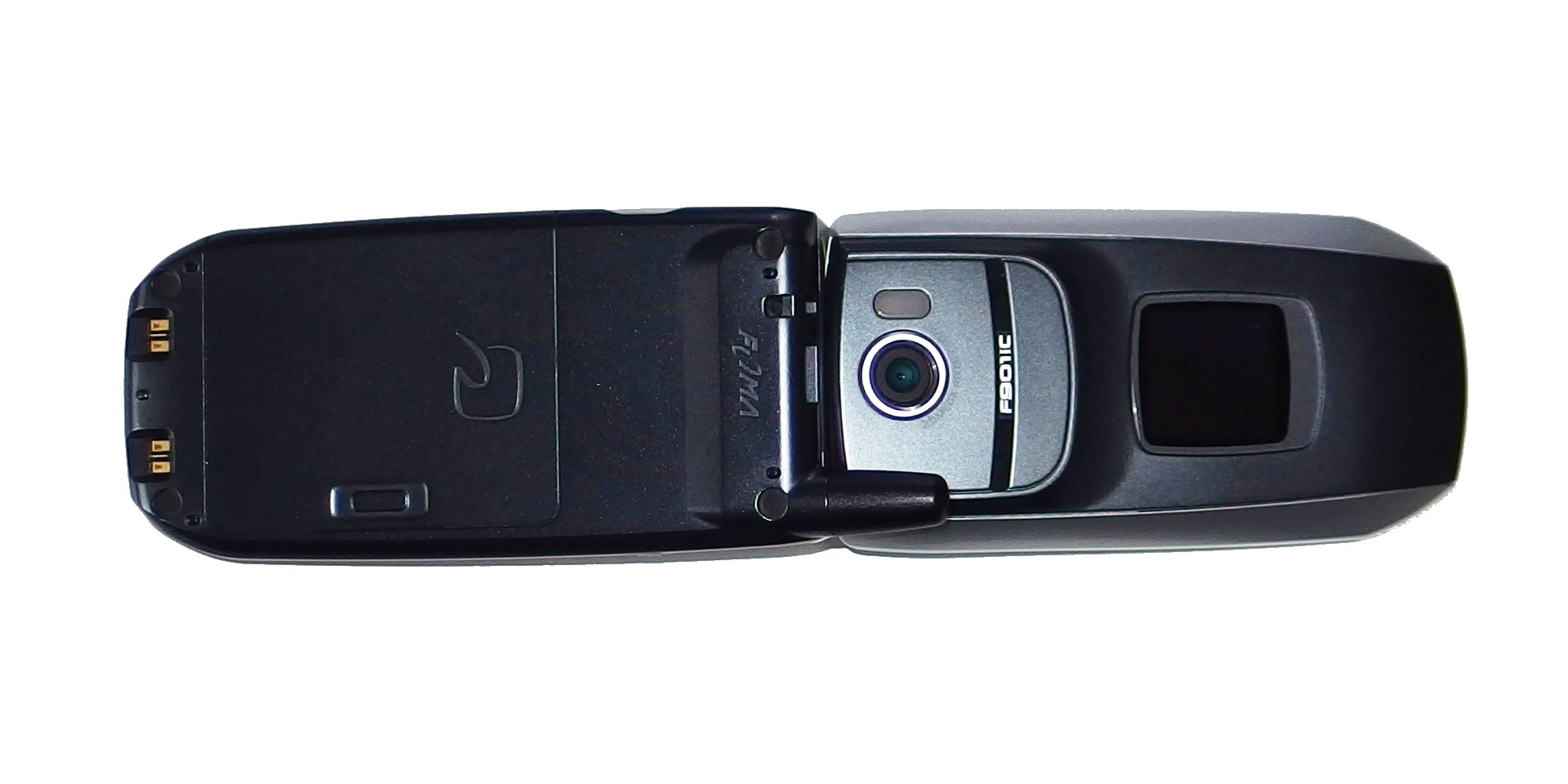
NTTドコモの初期のおサイフケータイ対応携帯電話のF901iC（富士通、2004年）

2004年12月、3Gネットワークを利用するスマートフォンVodafone 702NKが発売された。
スマートフォンは、フィーチャーフォンやPDAの更なる発展型であり、自分でカスタマイズ（機能の足し引き）できるなど、超小型パソコンとも言える機能およびオペレーティングシステムを備えている。パソコンが普及する一方でフィーチャーフォンが日本ほど高機能ではなかったアメリカでは、このあたりから、BlackBerryなどQWERTYキー付きのスマートフォンが普及を見せ始めていたが、日本では、2000年代中盤に主流だった日本メーカーのフィーチャーフォンと比べカメラ画素数などのスペックが低く、キャリアメールなど大手キャリアの各種サービスや、おサイフケータイなどに対応しておらず、折りたたみ式が主流だったフィーチャーフォンと比べ、大きくて重かったスマートフォンは、市場で大きな人気を得ることはできなかった。また、タッチパネル技術も未熟である上、パソコンに近い操作性で、当時のフィーチャーフォンの操作に慣れ親しんだユーザーには操作が難しく、2008年のiPhone 3G発売まで少数に留まった。

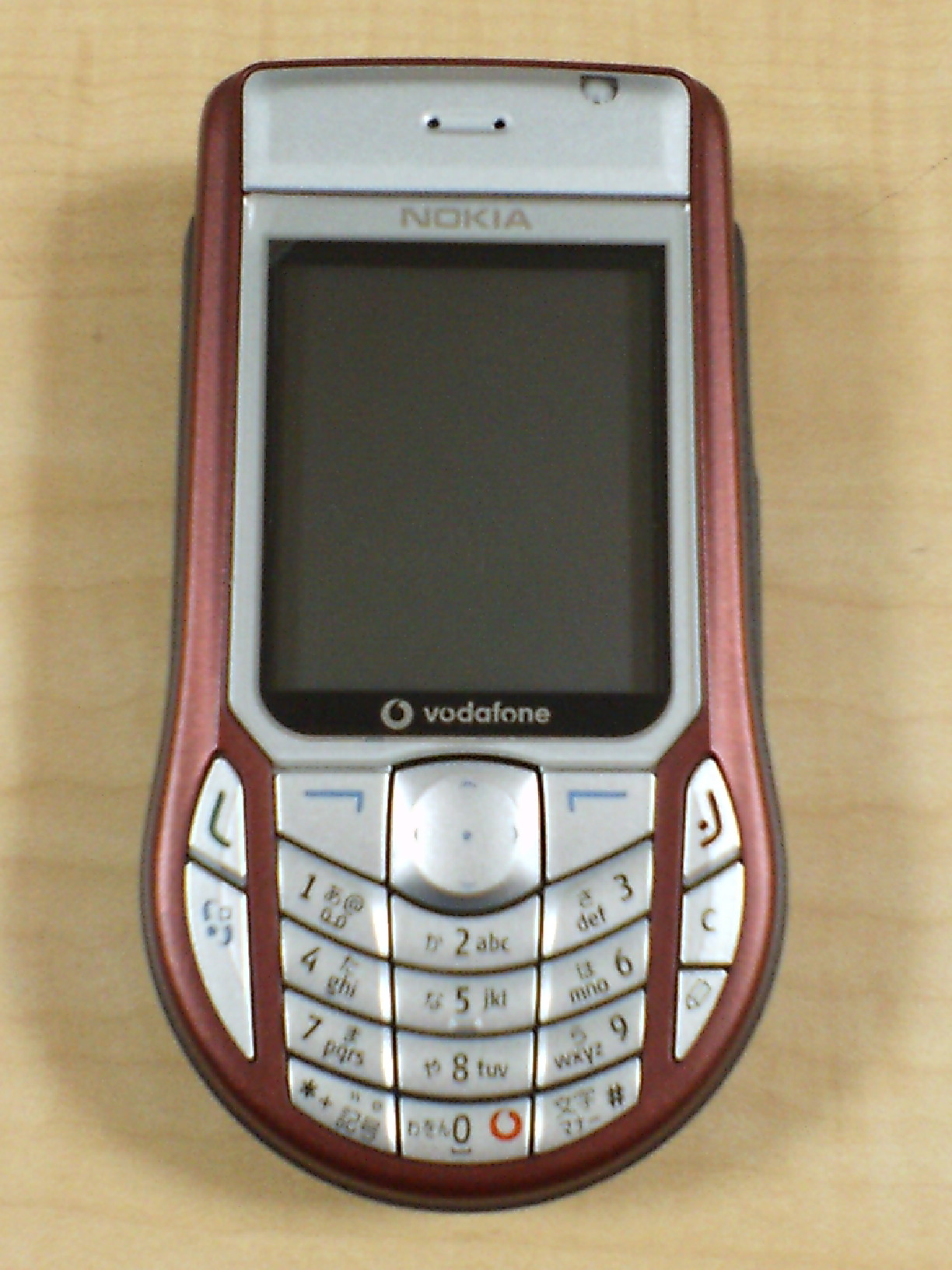
Vodafone 702NK（ノキア、2004年）
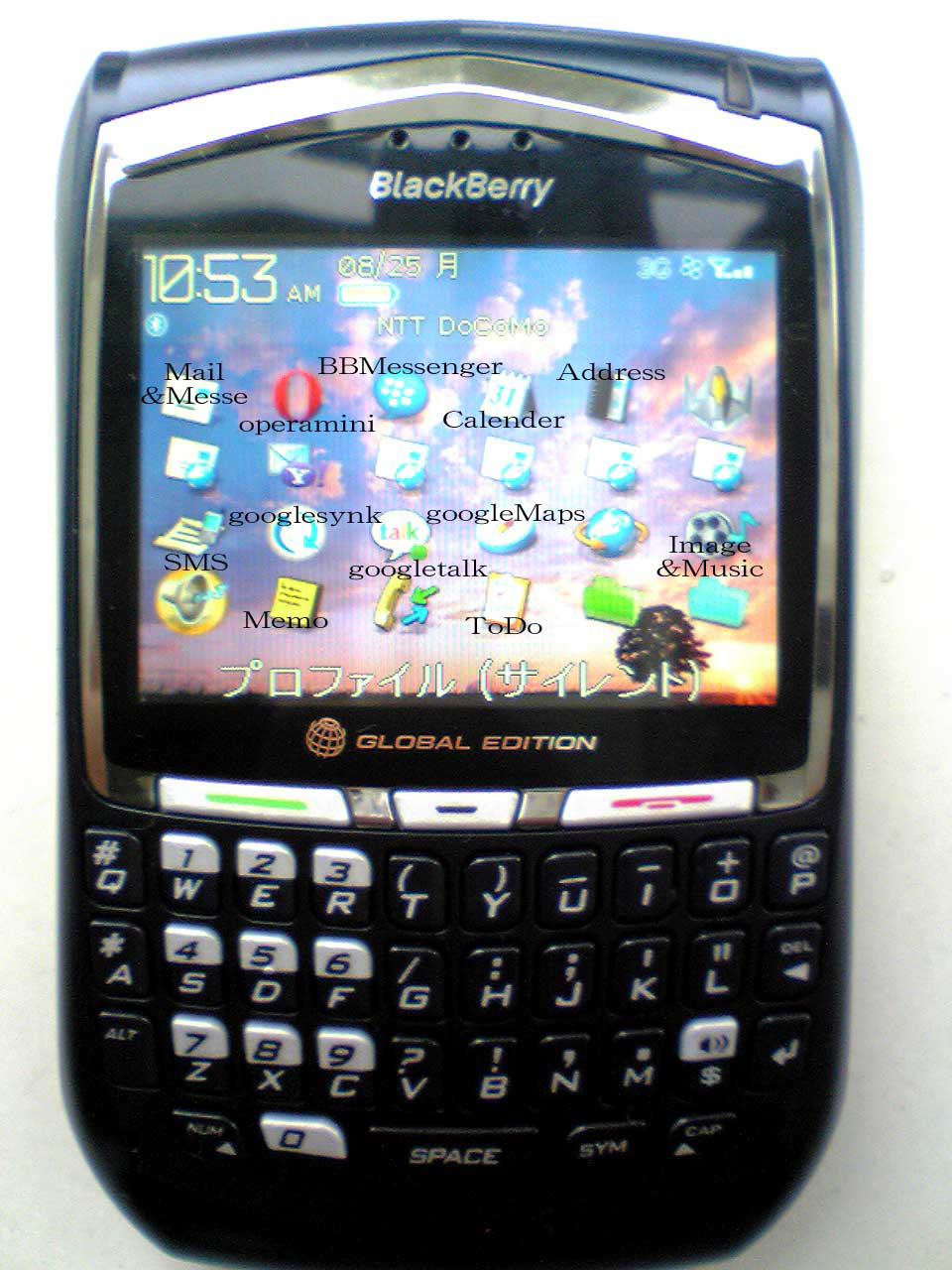
NTTドコモ BlackBerry 8707h（リサーチ・イン・モーション、2006年）

こうして、写真機能（写メール、iショット、フォトメールなど）、動画撮影機能（ムービー写メール、iモーション、ムービーメールなど）、アプリケーションをダウンロードする機能（iアプリ、S!アプリ、EZアプリ（BREW）→EZアプリ（B）、EZアプリ（Java）→オープンアプリプレイヤー→EZアプリ（J） など）、テレビ電話機能（FOMA/SoftBank 3G/CDMA 1X WIN）といった多数の機能が出揃い、90年代の不況の後に残ったのはコンビニとケータイだけと言われるほどの発展を遂げ、人々の生活を大きくを変えた。
多機能化により2003年頃から、電話機に組み込まれたソフトウェアの不具合（バグ）が頻発したこともあったが、キャリアショップへの持込みによるソフトウェア書き換えの導入や、エアダウンロードによるネットワーク経由でのソフトウェア更新技術の導入により端末の回収、全交換に至るものは減少している。
一方で、ワン切り、学校裏サイト、迷惑メールのような新しい社会問題も生まれた。

#### 2005年：ウィルコム、イー・モバイル参入とツーカーの撤退
2005年2月にDDIポケットから社名変更したPHS事業者のウィルコムが誕生した。また、インターネット・サービス・プロバイダ事業を行っていたイー・アクセスがイー・モバイルを設立し、2007年からサービスを開始し、携帯キャリアは4社体制となった。ウィルコムは大手携帯キャリアよりも早くから、シャープ製でWindows MobileのW-ZERO3をはじめとしたスマートフォンに力を入れ、イー・モバイルはネットブックやモバイルWi-Fiルーターを中心に展開した。

ウィルコム W-ZERO3 WS004SH（シャープ、2006年）
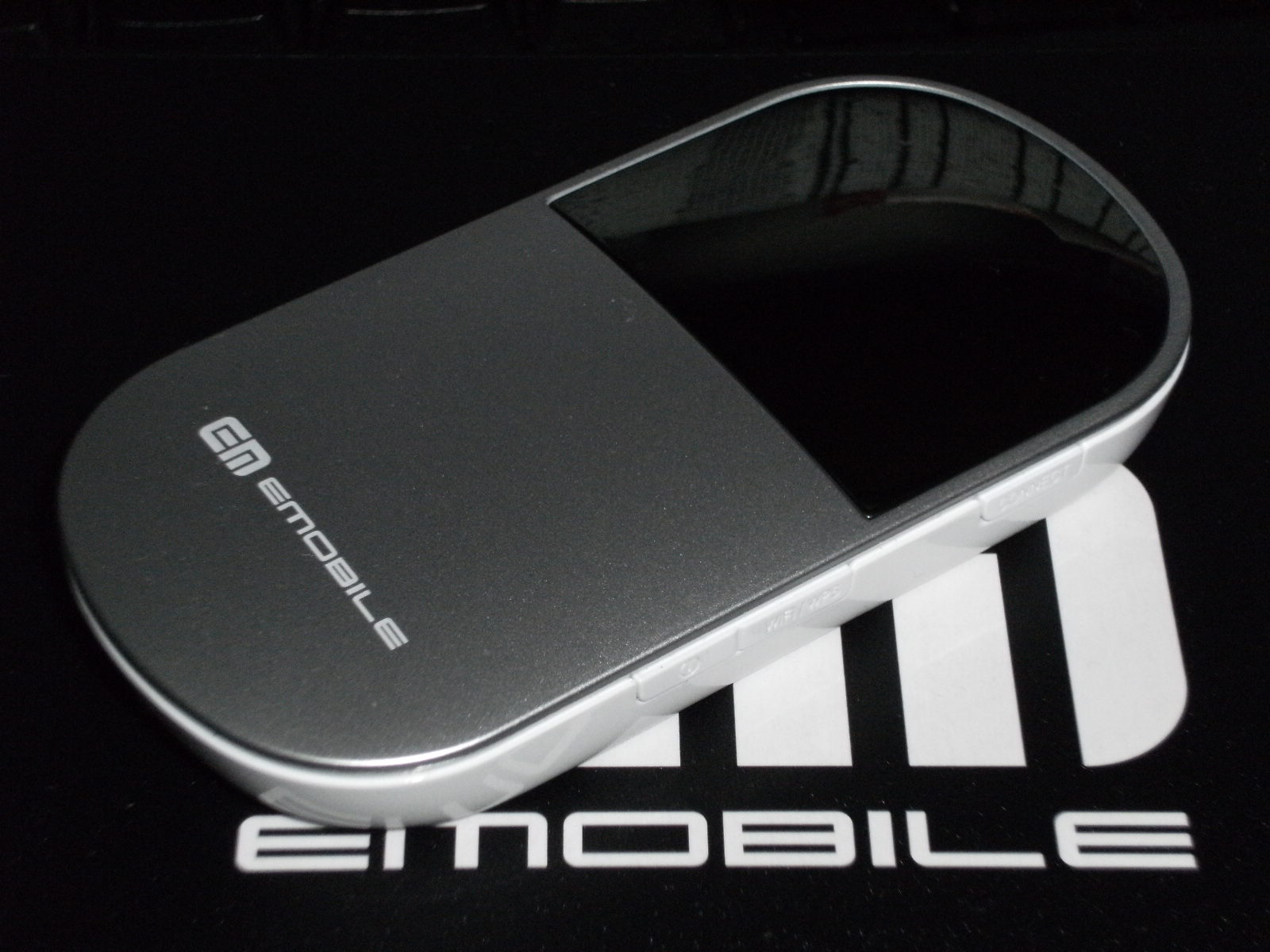
イー・モバイルのPocket WiFi D25HW（華為技術日本、2009年）
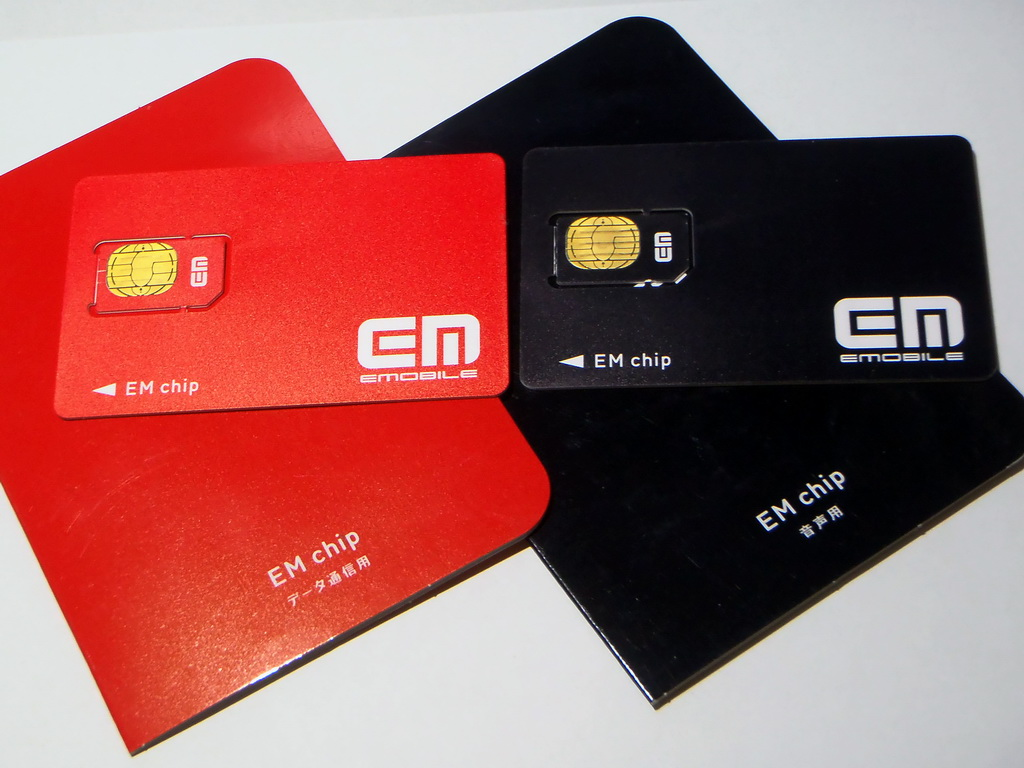
イー・モバイルのEM chip（SIMカード）

日産自動車やDDIなどが設立し、1999年の日産の資本撤退を経て、2000年からKDDIグループとなったツーカーが、2005年にKDDIにより完全子会社化され、2005年10月からauへの巻き取りにより吸収されることになった。
ツーカーは、3Gを導入せず、2002年ごろから、廉価モデルやプリペイド式携帯電話、ツーカーSなどシニア向け携帯電話に絞ったラインナップやライトユーザー向けの低料金プランに絞り、高性能モデルが中心のauとの棲み分けを図ったが、2000年代中盤からの3G普及への時代の変化に取り残されて、事業撤退し、2008年3月31日をもって停波した。

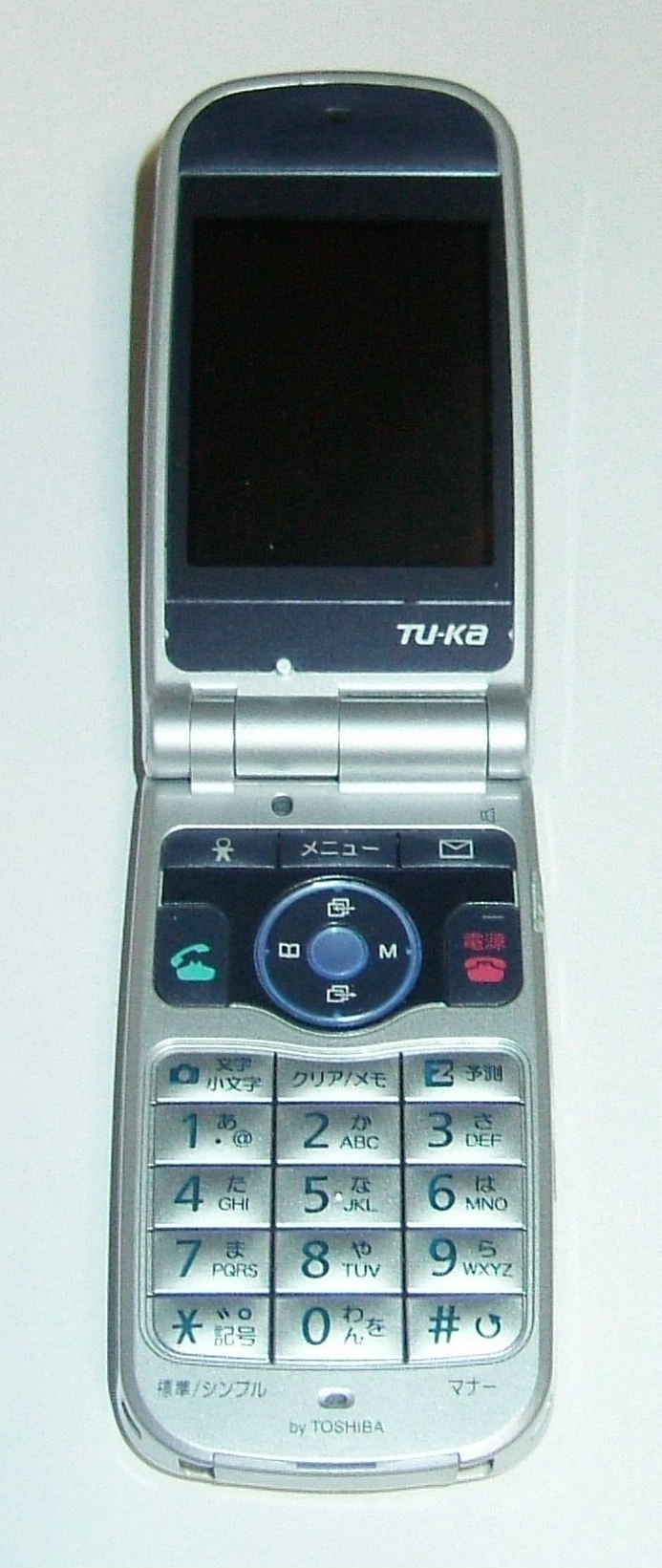
ツーカー最末期の端末、TT51（東芝、2005年）

#### 2006年：ソフトバンク参入とワンセグの開始
Vodafoneは2006年3月に日本テレコムをソフトバンクへ売却して、ブランドもソフトバンクモバイル（SBM、現・ソフトバンク）に変更された。
2006年4月には、2003年12月に開始された地上デジタルテレビ放送の携帯電話・移動体端末向けの1セグメント部分受信サービスであるワンセグがサービスが開始され、これに先立つ形で2005年12月に日本初のワンセグ携帯電話「W33SA」がauから登場した。W33SAに続き、各社からもP901iTV・905SHが販売された。
また、2006年5月には、Vodafoneからの譲受で、携帯電話事業に参入したばかりのソフトバンクが、ワンセグが見やすいようにサイクロイド機構を採用した「AQUOSケータイ」の905SHを発売し、当時のソフトバンク社長であった孫正義が同機種発表時に使った「予想外」という言葉が注目を集めた。このサイクロイド機構を採用したシャープのAQUOSケータイは、ヒット商品となり、2007年春までに大手3キャリアで導入された。また、AQUOSケータイのヒットにより、パナソニック、カシオ日立モバイルコミュニケーションズ（日立製作所）、東芝、ソニー・エリクソンも、各メーカーのテレビブランドを掲げたワンセグ携帯電話を投入し、ハイエンドモデルから廉価モデルにまでワンセグが広く普及していった。
それとともに、ワンセグが登場する以前は、カシオ計算機のG'zOneシリーズなどアウトドアでのヘビーユースに特化した機種に限られていた防水携帯電話が、風呂でのテレビ視聴が想定されるようになったこの頃から広く普及し、さらに防塵にも対応した機種も増えていった。
ワンセグは、最大画面解像度が2005年当時主流だったQVGAであったため、2008年以降主流になったフルワイドVGA以上の高解像度画面の携帯電話では、画面の粗さが目立ったが、その後、スマートフォンが普及しつつあった2013年夏に、HD画質に対応したフルセグチューナー付きAndroidスマートフォン（NTTドコモ・富士通製のF-06E）が登場した。
同年、野村総研の経済レポート「携帯電話産業の国際競争力強化への道筋－ケータイ大国日本が創造する世界羨望のICT生態系」で、最先端でありつつも世界シェアが無いことが指摘され、
「日本は本当にケータイ先進国なのかガラパゴス諸島なのか」と指摘された。

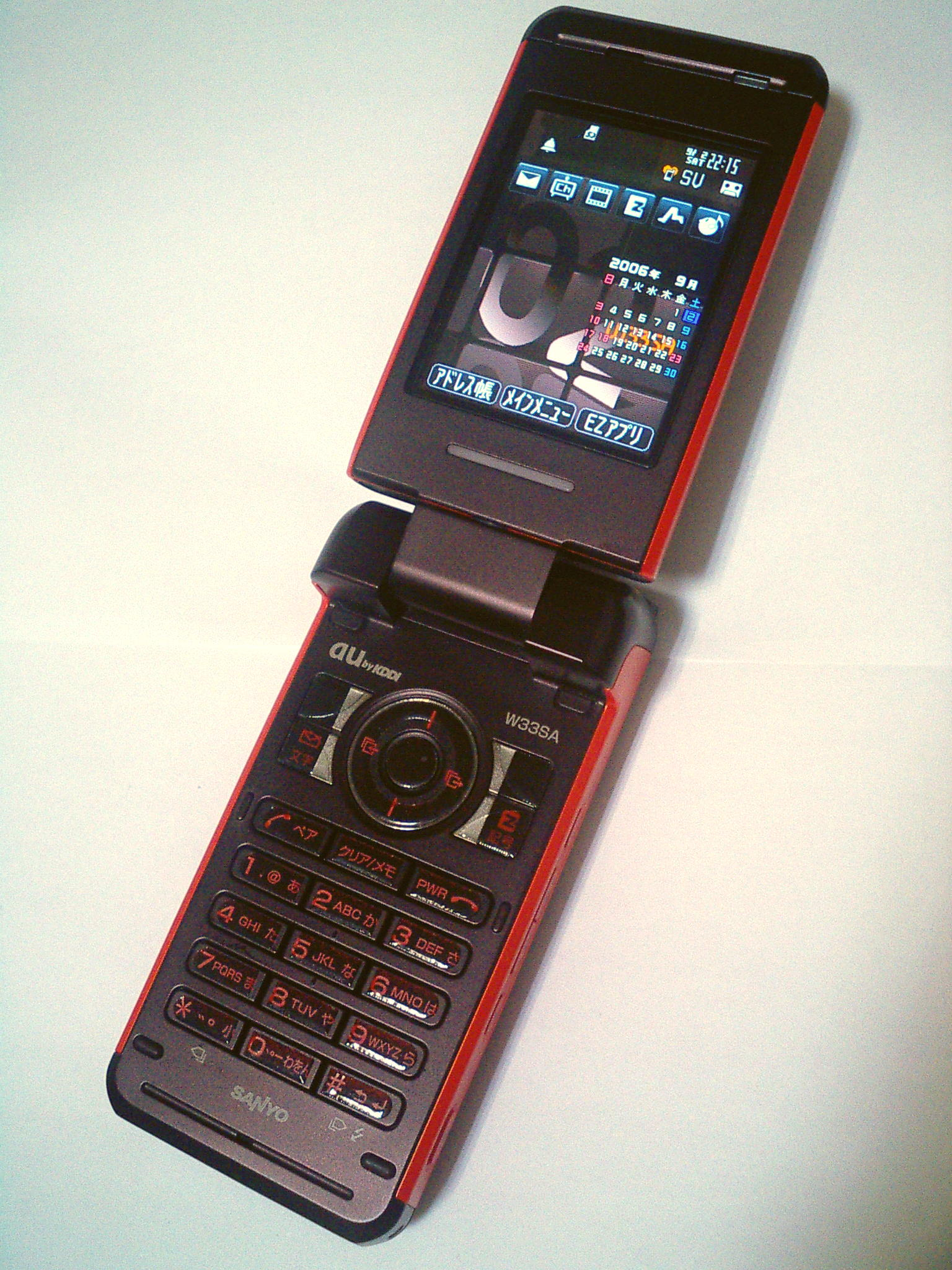
日本初のワンセグ搭載携帯電話のauのW33SA(三洋電機（当時）、2005年）
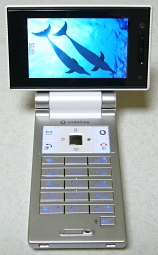
世界初のサイクロイド式折りたたみ携帯電話Vodafone 905SH（シャープ、2006年）

#### 2007年：MVNO新規参入へ
MVNOは、大手キャリアから通信網を借りることによりネットワーク維持費を削減し、広告宣伝費や実店舗が少なく、人件費が抑えられる仕組みである。
2007年11月にMVNO日本通信とNTTドコモとの相互接続協議にまつわる総務大臣裁定が下された。これに基づいて、2008年5月に総務省が「MVNOに係る電気通信事業法及び電波法の適用関係に関するガイドライン」が改定された。これによりMVNOなどの事業範囲が明確化され、また携帯電話事業者(MNO)とのレイヤー2接続も明記され、仮想移動体通信事業者（MVNO）の新規参入が促進されることとなった。
そして2009年3月に日本通信がNTTドコモと、IIJがイー・モバイルと相互接続を開始し、レイヤー2接続によるMVNOサービスを開始。これ以降MVNOの新規参入が相次ぎ、8年後の2017年9月時点ではMVNO事業者が747社に上り、携帯電話などの契約数のうち約1割を占めている。
MVNOの多くは、当初、データ通信のみのサービスで、のちに音声通話サービスを提供するようになった。しかしMVNOのデータ通信は、インターネット接続をするのにiモードなどキャリアのサービスに依存するフィーチャーフォンでは利用できなかったため、フィーチャーフォンが全盛だった2000年代末までは主にノートパソコン向けのニッチな存在であった。そのため、MVNOの普及はSIMフリー端末の普及する2010年代を待つことになる。

### スマートフォンの台頭

#### 2008年：iPhoneの日本上陸
2007年6月にアメリカで発売された初代iPhoneはGSM方式で3G非対応だったため、日本では発売されなかったが、翌2008年夏には3Gに対応したiPhone 3Gが発表され、7月にはAppleが日本でiPhone 3Gを発売し、携帯電話事業者ではソフトバンクモバイル（現 ソフトバンク）が独占販売した。
そのころ日本ではDoCoMo2.0キャンペーンが展開され、フィーチャーフォン最後の時代を迎えていた。iPhone 3Gの発売当初は、ワンセグなどの日本向け機能や、キャリアメール（のちに対応）などのキャリアの各種サービスにも対応せず、画面解像度フルワイドVGA、カメラ画素数500万画素が主流だった当時、ハーフVGAで、200万画素止まりだったことなどスペック面の低さへの懸念から、「売れ行き失速」と報じられるなど、普及には懐疑的な見方もあった。

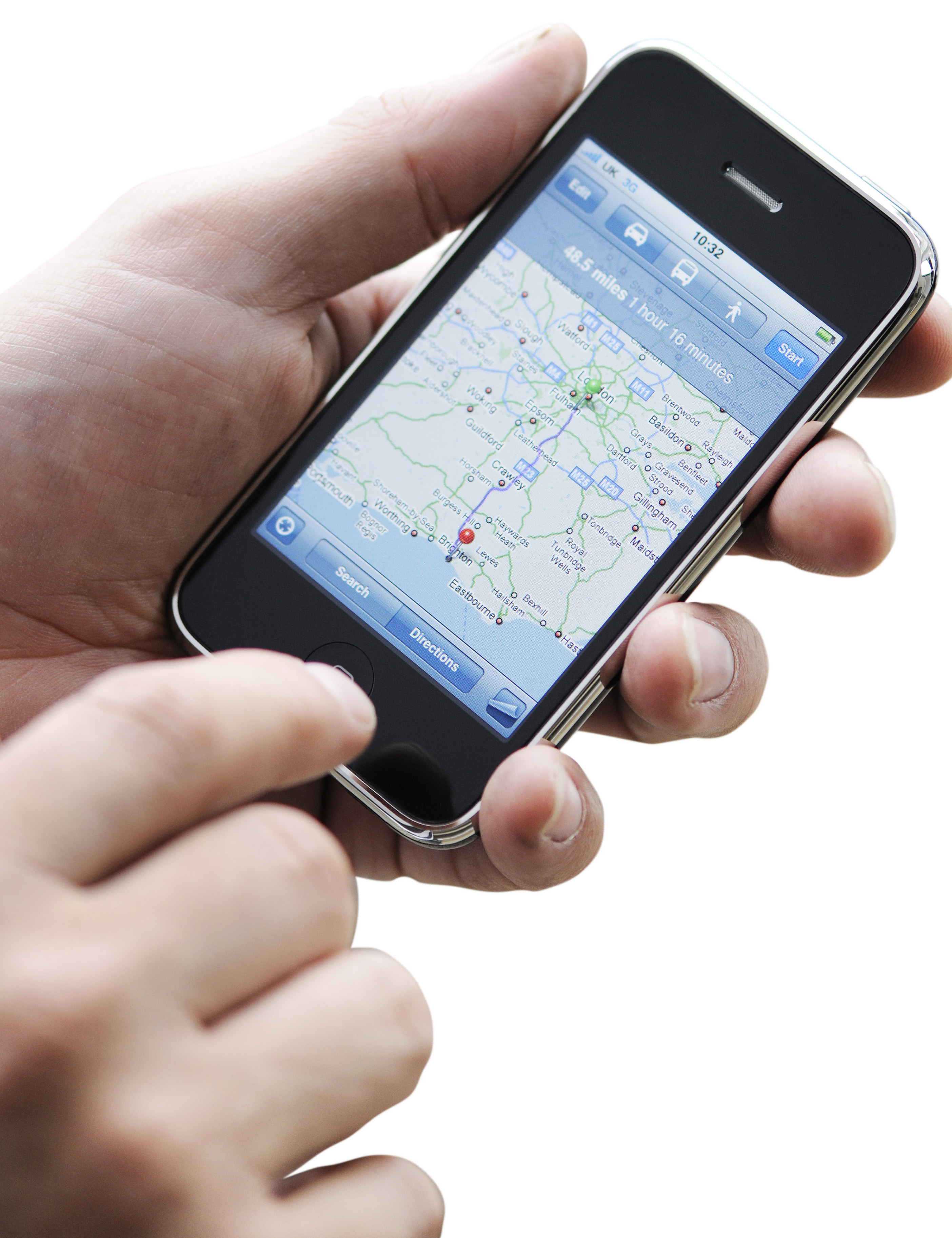
iPhone 3G（Apple、2008年）

#### 2009年 - 2013年：国内メーカーの撤退戦
しかし、販売したソフトバンクは2009年から「iPhone for everybody キャンペーン」を実施し、iPhoneの購入時の初期費用を安くできるよう優遇措置を取ったことで、イノベーター以外にも広まり始めた。2009年7月には、NTTドコモから初のAndroidスマートフォンであるHT-03A（HTC Magic）が発売された。こうして携帯電話端末の主力がスマートフォンに移行することになった。2010年6月発売のiPhone 4では画面解像度がフルワイドVGAを上回る960×640ドットの「Retinaディスプレイ」になるなど、スペックも底上げされたことで、当時最新のフィーチャーフォンと遜色がなくなり、普及に拍車がかかった。
スマートフォンの台頭により主要な端末メーカーの勢力図も変わり、国内では圧倒的なシェアを持っていた日本メーカーがスマートフォンで大きく出遅れてしまい、フィーチャーフォン時代にシェアをほとんど持っていなかった外資系メーカーが市場シェアを伸ばしていった。2010年代以降、日本独自で時代に取り残されていった日本のフィーチャーフォンは、ガラパゴス諸島の生物になぞらえ、「ガラパゴスケータイ」あるいは「ガラケー」と揶揄されるようになる。
2011年3月の東北地方太平洋沖地震（東日本大震災）では、直後に東日本の広範囲で携帯電話網がパンクした際、その影響を受けにくかったWi-Fiに標準で対応しているスマートフォンが注目を浴びた。同年6月にはスマートフォン向けコミュニケーションツールであるLINEが登場し、キャリアメールに代わる連絡手段として広く普及した。
日本のスマートフォン市場の中でも、特に人気となったアップルのiPhoneは、2011年夏までソフトバンクのみの販売で、iPhoneを使いたいがゆえに、ソフトバンクに番号ポータビリティで乗り換えるユーザーも少なくなかった。一方、auとドコモは、ソフトバンクのみからiPhoneが発売されていた2008年～2010年は、EZwebやiモード、キャリアメールに対応できず、ワンセグなどの日本向け機能を搭載していない外資系メーカーの機種が中心だったスマートフォンには慎重で、2010年ごろから日本メーカーのAndroidスマートフォン参入により、Androidスマートフォンのラインナップを増やしていった。しかし、iPhoneを取り扱っていなかったauやドコモは、Android黎明期の国産機種の不具合多発（後述）、同時期の日韓関係悪化などもあり、iPhoneの発売までスマートフォン市場で苦戦した。
2010年夏にネットブック型のIS01を皮切りにISシリーズを導入し、同年秋から「Android au」を掲げ、鳴り物入りでAndroidに参入したauは苦戦の末、2011年10月にiPhone 4SでiPhoneを導入し、iPhone中心の展開に大きく舵を切った。2010年春のXperia SO-01BでAndroid端末としては初めてのヒットを収めたものの、その後もiPhoneを扱えず、特定のメーカーの機種を優遇せずに、日本・韓国メーカーのAndroidを手広く主力として販売していたドコモは大きく苦戦した。ドコモはiPhone未発売がたたって2012年11月には2006年10月の番号ポータビリティ開始以来最多となる21万件の転出を記録した。そこで、2013年夏モデルから、ドコモはXperia AとGALAXY S4の「ツートップ」販売で、特定のメーカーの機種を優遇して販売するようになり、2013年9月にドコモもiPhone 5s・iPhone 5cでiPhoneを導入した。それ以降、大手3キャリアともiPhoneが主力機種として展開されるようになり、iPhoneの新規購入者向けには多額の販売奨励金（キャッシュバック）が導入されるようになった。
一方、アップルなど外資系メーカーに先を越された日本メーカーも、2010年ごろから、おサイフケータイやワンセグ対応、防水・防塵、テンキーなど、当時の外資系メーカーの機種にない機能を搭載させながら、Androidスマートフォンへと進出したものの、カスタマイズされたSymbian OSなどフィーチャーフォン用OSとは全く異なるAndroidの開発ノウハウが未熟だった2012年ごろまでの黎明期の機種は、電池持ちが悪く、さらには異常な発熱、電話の誤発信などの誤作動、再起動の繰り返しなどの致命的な不具合が多かった。これにより、動作が比較的安定していたiPhoneなど外資系メーカーのスマートフォンに替えるユーザーが増えることで、日本メーカー離れが進み、さらに各キャリアのキャッシュバック、旧機種下取りなどのiPhoneの販売面での優遇措置や、iPhone人気に合わせたサードパーティーによるケースなどのグッズの拡充により、iPhoneのシェアが過半数を占めるほどにまで高くなった。こうして、フィーチャーフォンの時代にはシェアの高かった日本メーカーは、フィーチャーフォン市場が衰退し、スマートフォンに市場が移行するにつれて、シェアを落としたり、携帯電話事業そのものから撤退したりしていった。フィーチャーフォンからスマートフォンへと主力市場が急速に変化していく中で、NEC、カシオ計算機、三洋電機、東芝、パナソニック、日立製作所、三菱電機などそれまで日本のモバイル市場で大きなシェアを持っていた多くのメーカーが携帯電話市場から撤退した。
逆に、2011年6月17日には従来の携帯電話に操作方法が近く(テンキー搭載)、音声通話もしやすい形状(折りたたみ型)で、且つ、従来の機種別に、個別のOSが使われ統一されていなかったフィーチャーフォン用OSではなく、Android OSを採用した、世界初のAndroidフィーチャーフォン（スマケー／スマートケイタイ）、シャープ製AQUOS PHONE THE HYBRID SoftBank 007SHが発売された。なお「スマケー／スマートケイタイ」は2011年にソフトバンクによって商標登録されているため、後に他社がAndroidフィーチャーフォンを発売する際、他の名称(auのガラホなど)が使用される一因となった。
スマホ時代を迎え、2010年12月にはNTTドコモが第3.9世代移動通信システム（3.9G 商業上は4Gと呼称）のLTE通信サービスXiを開始。2011年にはau系のUQモバイルによりau向けの+WiMAXを開始。2012年2月にはソフトバンクモバイル系のWireless City Planningが、ソフトバンクモバイル向けにAXGP(TD-LTE)を使用したSoftBank 4Gを開始。3月にはイー・アクセスがEMOBILE LTEを、KDDI・沖縄セルラー電話連合（au）がau 4G LTEを、9月にはソフトバンクモバイルがSoftBank 4G LTEを開始した。
対して、2012年3月にNTTドコモのmovaサービス（第2世代移動通信システム/2G)が終了。2Gを使用している自動車電話・列車電話サービスも終了した。
ウィルコムとイー・モバイルも、両社とも2010年ごろに経営が悪化し、ソフトバンクからの買収、吸収合併を経て、ソフトバンクのサブブランドのY!mobileとなった（2022年3月以前は沖縄県でのY!mobileの一部事業のみ「ウィルコム沖縄」が展開していたが、2022年4月にソフトバンクに吸収合併された）。

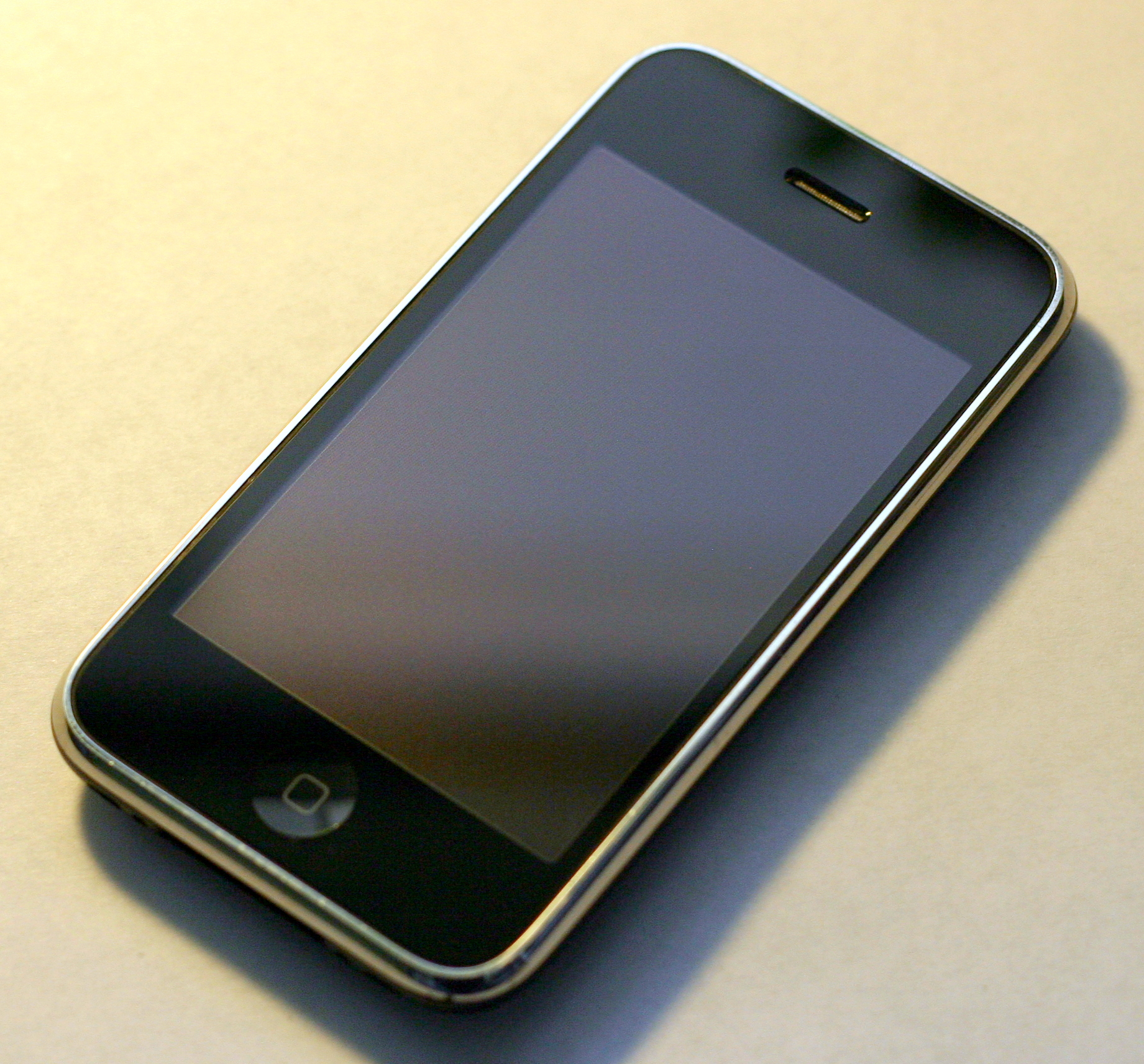
iPhone 3GS（アップル、2009年）
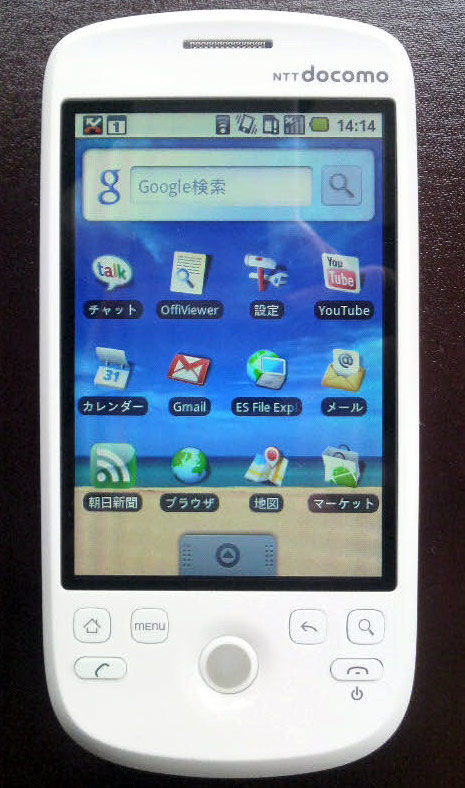
HT-03A（HTC、2009年）
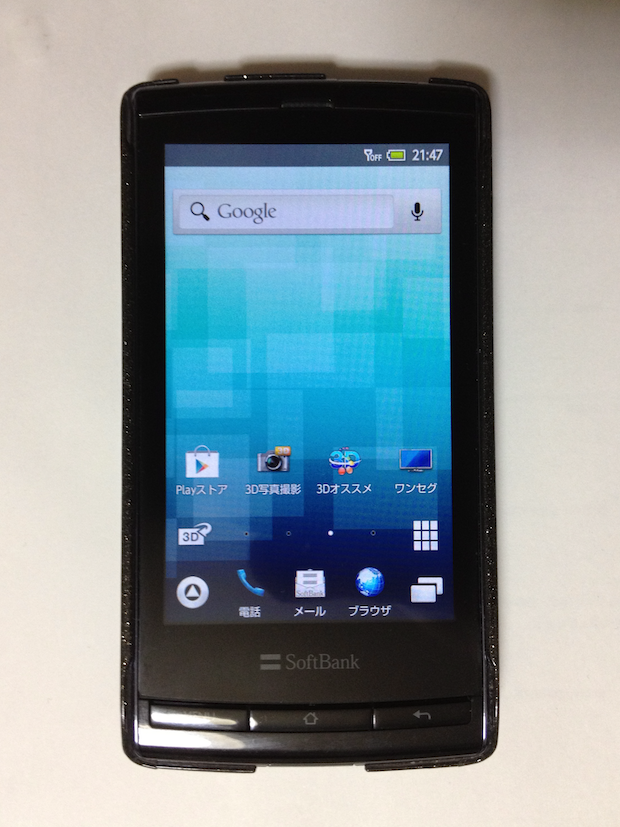
GALAPAGOS SoftBank 003SH（シャープ、2010年）

#### 2014年 - 2015年：格安スマホ・MVNOの普及
この頃各社は「MVNO元年」と位置づけ、大手キャリアではなく、SIMフリー端末とMVNOの組み合わせという使い方が普及していく。ファーウェイやASUS、ZTE、モトローラ・モビリティ（レノボ）など、大手キャリア向け機種をあまり投入していない中国・台湾メーカーを中心に、SIMロックフリースマートフォンが日本でも多数発売されるようになった。それに合わせて、コミュニケーションアプリの「LINE」ですでに高い知名度があったLINEのLINEモバイルや、イオングループなど異業種からも含め、MVNOへの新規参入が相次いだ。イオンは月額2980円の格安スマホを販売し一躍ヒット商品となった。このあたりから、MVNOはSIMカードの販売だけではなく、SIMフリースマートフォンをセットで販売するようになり、こうしたスマートフォンは「格安スマホ」と呼ばれるようになる。
一方、大手もこのMVNOの格安プランに対抗し、2014年には、PHS事業を展開していたウィルコムおよびイー・モバイルを運営していたイー・アクセスを買収したソフトバンクは、これら2社の買収を利用し、サブブランドのワイモバイルを、KDDIは自社グループにMVNO「UQ mobile」をそれぞれ立ち上げた。サブブランドは、有名タレントによるテレビCM、大手の販売網を利用した実店舗展開やそれによるアフターサービス、既存のMVNOのネックだった通信速度、事業規模が小さいMVNOでは困難であり、大手の流通網を生かした型落ちのiPhoneの販売などで、差別化を図り、囲い込んだ。

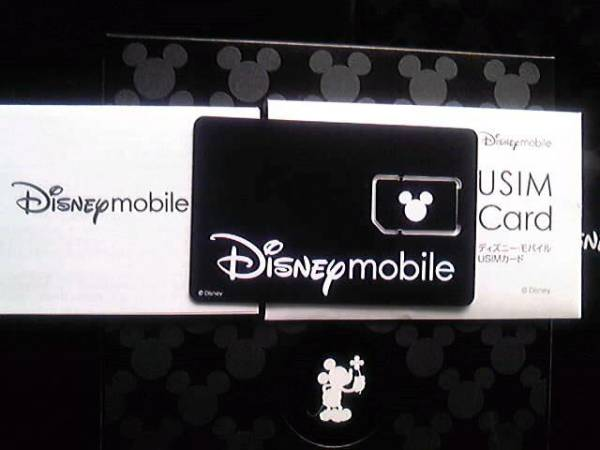
ディズニー・モバイルのSIMカード
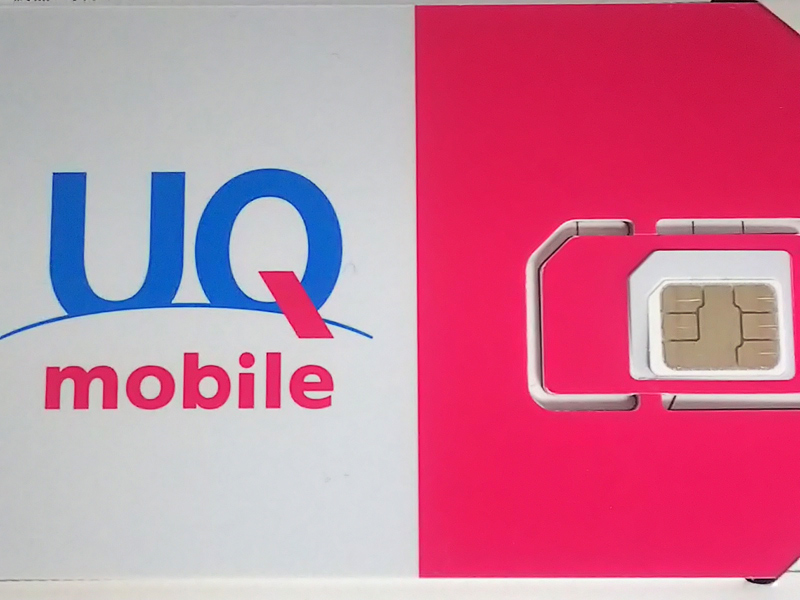
UQ mobileのSIMカード
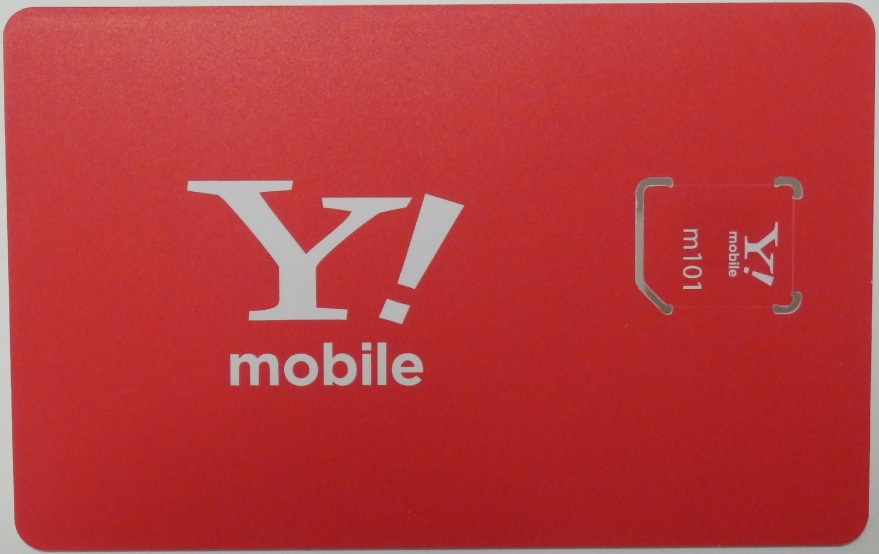
Y!mobileのSIMカード

2015年にはスマートフォンの個人保有率が50%を超えていた。2012年以降、フィーチャーフォンの新機種が急速に減っていった一方、大手3キャリアが通話定額サービスを相次いで開始した2014年度には、フィーチャーフォンの出荷台数が2007年度以来7年ぶりに増加するなど、操作が容易で、音声通話がしやすいフィーチャーフォンの新機種を望む声が一定数あった。そこで、従来の操作体系をできるだけ維持しつつも、このころにはすでに広く普及していたスマートフォン用のAndroid OSや部品を使うことで、開発コストを抑えた、Androidフィーチャーフォン（ガラホ）が、2015年のau向けのシャープ製AQUOS K SHF31を皮切りに登場し、富士通コネクテッドテクノロジーズ、パナソニック モバイルコミュニケーションズ、京セラも追従していった。

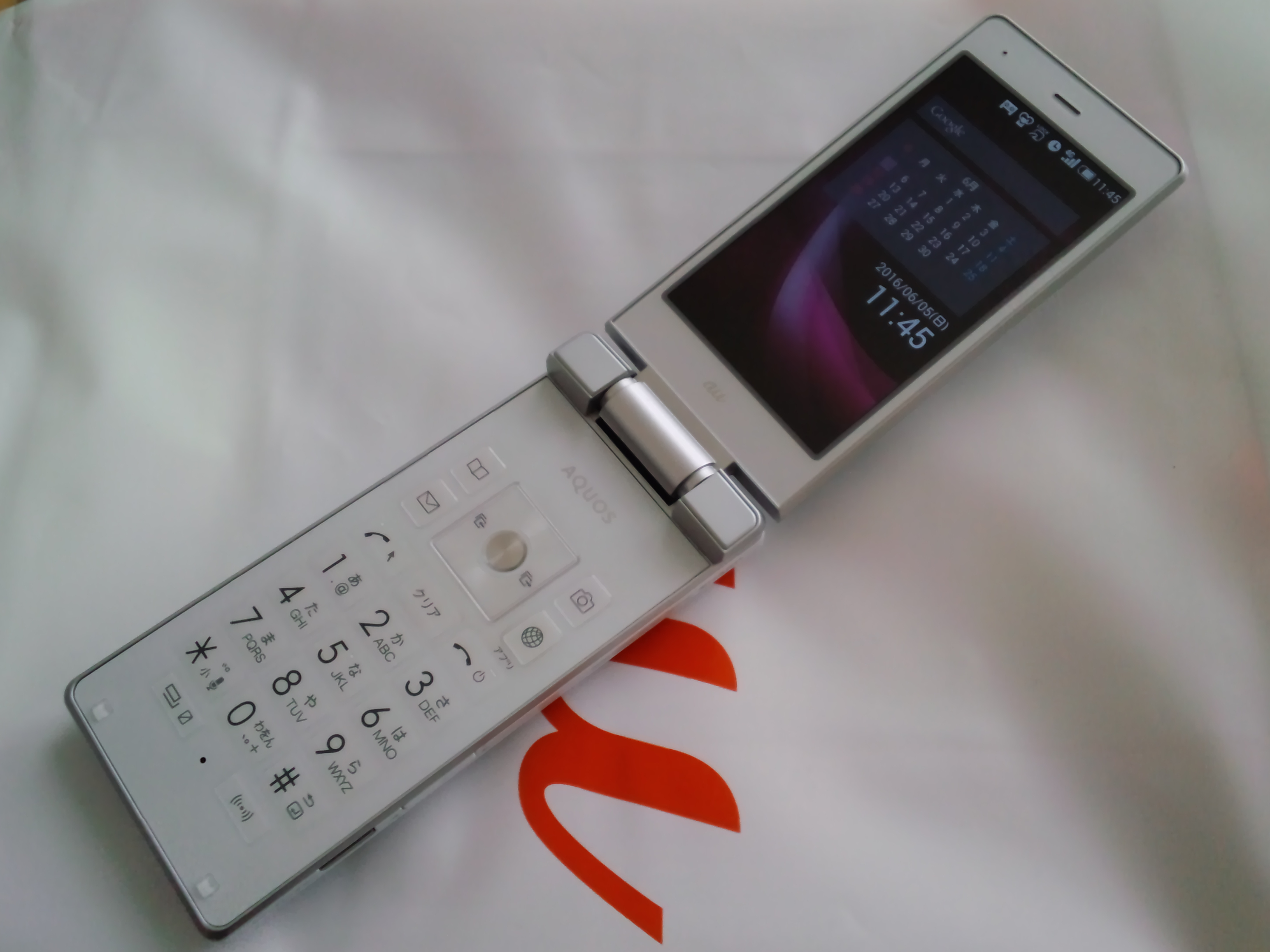
auのガラホ AQUOS K SHF32（シャープ、2015年）
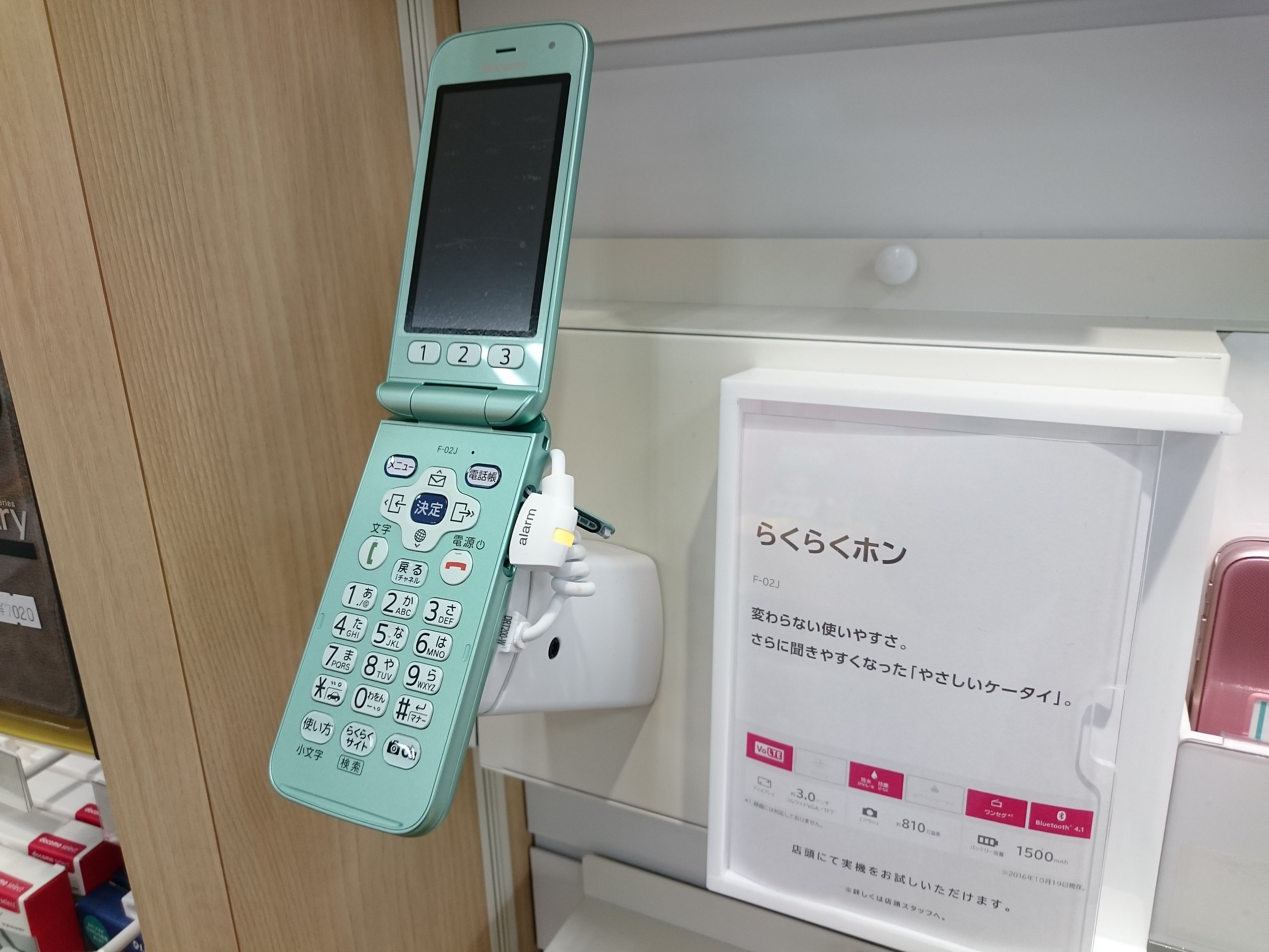
NTTドコモのガラホ らくらくホン F-02J（富士通コネクテッドテクノロジーズ、2016年）
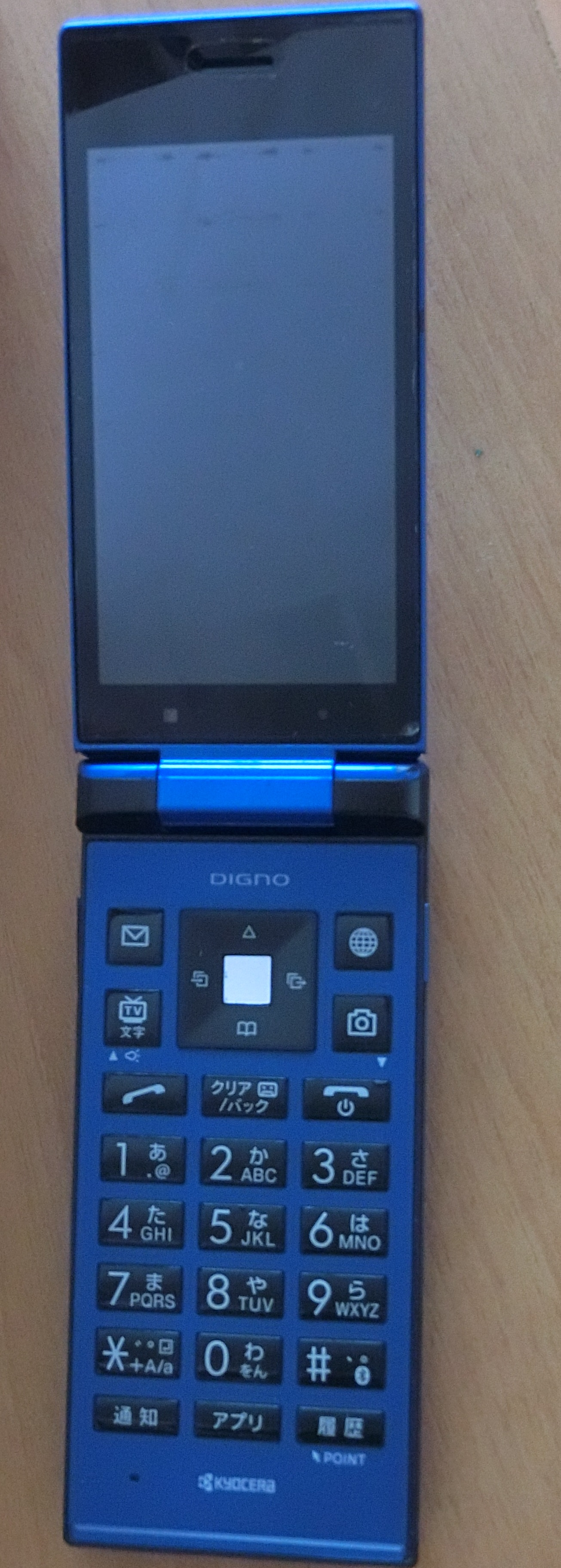
ソフトバンクのガラホ DIGNOケータイ 501KC（京セラ、2016年）

2014年6月にはNTTドコモが、12月にはKDDI・沖縄セルラー電話連合（au）とソフトバンクモバイルが、従来のG.711よりも高音質な音声コーデックAMR-WBとEVS（auのみ未対応）を使用した音声通話サービスVoLTEを開始。一部のガラホもVoLTEに対応した。

#### 2016年 - 2018年：総務省による指導
総務省は2016年4月、「スマートフォンの端末購入補助の適正化に関するガイドライン」を発表。本体料金を格安にし、その代わり毎月の費用から請求することで安いと錯覚させる「実質0円」商法の禁止を指示した。実質0円商法は大手3社の慣習となっていたため激震が走り、MVNOが勢いづいた。ただし抜け道的手法でその後も実質0円商法は続いた。
この間、2016年4月20日にはピーアップが自社初のSIMフリースマートフォン「Mode1（MD01P）」発売。
2018年8月、総務省が「モバイルサービスの提供条件・端末に関する指針」を改正し、携帯電話事業者が中古スマートフォンにおいてSIMカードのSIMロック解除に応じることを義務づけられた。大手3キャリアでも、総務省の指導などにより、端末との分離プランの導入や、ある程度の料金の値下げが進んだ結果、大手キャリアからMVNOへの顧客流出に歯止めがかかった。MVNOでもこの頃よりFREETELやDMM mobileの楽天モバイルへの吸収、BIGLOBEのKDDI傘下入り、LINEモバイルに対するソフトバンク出資（その後傘下に）といった業界再編が起きている。
また総務省は、IoT・M2M向けデータ通信専用機器の需要を見込み、2017年1月にM2M専用の電話番号を020帯に割り当てた。
2018年1～3月期には、ガラホを除くフィーチャーフォンの出荷台数が0になった。2026年3月31日（予定）のドコモのFOMAの停波をもって、日本の3G携帯電話は、25年の歴史に幕を下ろすことになる。
パナソニックは2016年冬モデルで投入した初のAndroidフィーチャーフォンであるドコモ向けP-01J以降、後継機が発売されておらず、事実上日本の携帯電話市場から撤退。シャープは同年、台湾の鴻海精密工業の傘下となる。2018年には富士通がブランド売却を表明した。iPhone上陸より10年を経て従来からのメーカーはソニーと京セラのみとなった。

#### 2019年：楽天参入とワンセグ裁判
2012年のソフトバンクによるイー・アクセスの買収後、MNOは3キャリア体制になっていたが、2014年にNTTドコモ回線を使ったMVNOとして携帯電話業界に参入した楽天が、2017年12月に携帯電話キャリア事業への新規参入を表明し、2019年10月に自社でネットワークを整備するMNOに転換、サービスを開始。これにより、再びMNOは4キャリア体制となった。

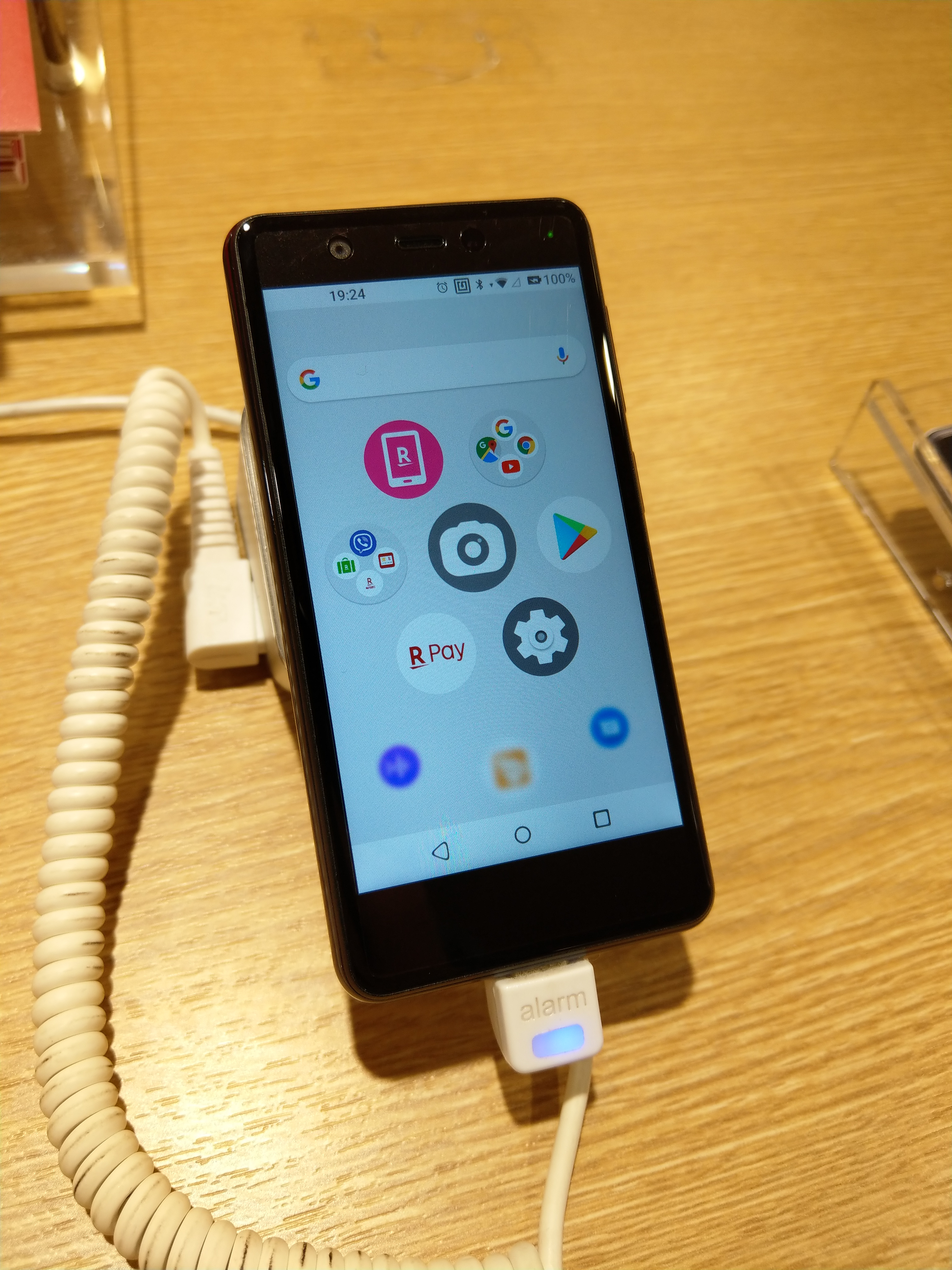
MNOとなった楽天モバイルの初の自社ブランド端末であるRakuten Mini（Tinno Mobile、2020年）

2010年代より各種ネット動画サイトの普及や海外製スマホでの非搭載などで衰退傾向にあったワンセグであったが、この年、その命運を決定付ける判決が出た。NHKは「ワンセグ携帯電話は、テレビ放送が受信できる機器である以上、所有者はNHK受信料を支払わなければならない」という主張をしてきたが、大手携帯電話キャリアでは受信料についての案内をしてこなかったため、家庭用のテレビを持たない世帯でも、ワンセグ付き携帯電話の所有者の多くが受信料を支払わないままNHKのテレビ番組を視聴できていた。このワンセグ付き携帯電話のNHK受信料が争点となった裁判が行われ、2019年3月に最高裁判所で、NHKの主張が認められた。これにより、ワンセグ機能を搭載することはもはやメリットではなくリスクだという忌避感が強まり、衰退に拍車がかかった。
2019年5月には、MAYA SYSTEMがクラウドSIM搭載スマートフォン「jetfon P6」発売。

### 5G時代

#### 2020年：5Gの導入
日本の携帯電話の通信周波数は、諸外国よりも一足早く3.9G通信に参入していた。ところが、5Gでは大きく遅れを取っていた。調査では、5Gの利用者数は1%未満と極めて低かったほか、関心自体が低い傾向が見受けられた。2019年秋にラグビーワールドカップ2019に合わせ、NTTドコモが5Gプレサービスを実施し、2020年3月にようやく大手3キャリアで5Gサービスが導入された。また、2019年10月からMNOとなった楽天モバイルも2020年9月から5Gを導入している。ただし、4Gと比べるとサービスエリアは狭く、今後のエリア拡大が課題となった。
なお、端末面では、同年には、日本で人気の高いiPhoneでは初めて5Gに対応したiPhone 12シリーズ4機種が大手3キャリア（2021年4月には楽天モバイルでも発売され4キャリア）で発売され、5G対応スマートフォンの普及が始まった。
これまでサブブランドを持っていなかったNTTドコモは、菅義偉内閣の値下げ要請を受け、2020年12月に、新プランの「ahamo」を発表し、ソフトバンクやKDDIもahamoに追従する動きを見せている。KDDI系のMVNOブランドであったUQ mobileは、それまで同ブランドを展開していたUQコミュニケーションズからの事業承継によりMNOとなった。

#### 2021年 - 2022年：2年縛りの終了
2021年1月末にはソフトバンク(旧 ソフトバンク・ウィルコム沖縄連合)が提供するPHSサービスが法人向けテレメトリングサービスを除いて提供終了した。
総務省の指導により、NTTドコモは2021年10月以降、ソフトバンクは2022年2月1日（一部法人向け除く）、auは2022年3月31日をもって2年縛りを廃止した。
2022年9月28日、JENESISが新たに立ち上げた「aiwaデジタル」ブランドからスマホ「JA2-SMP0601」を発売。

#### 2023年：京セラの個人向け携帯電話の一部の撤退とFCNT（旧富士通）の買収
2023年5月15日、1989年から30年以上に渡って、携帯電話を製造してきた京セラが、日本国内の個人向け汎用携帯電話事業から撤退すると表明した。また、時をほぼ同じくして、2021年11月から京セラ製のBALMUDA Phoneの供給を受けてきたバルミューダも、同年5月12日に携帯電話事業からの撤退を表明した。なお、京セラによると、法人向け携帯電話およびタフネススマートフォン「TORQUE」シリーズは事業を継続するとしている。
さらに、同年5月30日、1991年に携帯電話事業へと参入した富士通から、2018年に事業を継承したFCNT（旧社名：富士通コネクテッドテクノロジーズ）が東京地方裁判所に民事再生法の申し立てに入ったことを発表した。負債総額は1,431億円だったという。その後、Lenovoからの出資を受け、新会社であるFCNT合同会社が、FCNTのブランドと合わせて製品開発や販売、サービス事業を承継することになった。これで個人向け携帯電話・スマホを手掛ける純日本国内メーカーは京セラ（個人向けは2023年度で新規開発を完了、2025年度で供給と販売を終了予定）と、ソニー（スマートフォンのみ）の二社を数えるのみとなった。なお、海外資本による日本国内メーカーはシャープ（資本元：鴻海精密工業)と、FCNT（資本元：Lenovo Group Limited）の二社となる。

### 船舶電話・航空機電話史

#### 1953年：港湾電話の登場
1953年3月に、日本船舶通信が、船舶向けの港湾電話（通称、ハーバー・サービス 1959年に「船舶電話」に改称）を東京湾・大阪湾（スケルチ方式）でサービスを開始。1973年3月に自動交換内航船舶電話に移行し、サービス終了。

#### 1964年：手動交換内航船舶電話の登場
1964年に船舶向けの手動交換内航船舶電話（スケルチ方式）が横浜港・神戸港で、1958年にパイロット方式のものが瀬戸内海・駿河湾で開始された。1986年（昭和61年）3月にサービス終了。

#### 1973年：船舶電話の統合
1979年3月に、地域ごとに方式が異なっていた船舶電話を廃止し、サービスエリアを日本沿岸全域（沿岸から50～100km）とする自動交換内航船舶電話サービスを開始。1993年（平成5年）9月30日にサービス終了。

#### 1986年：航空機電話の登場
1986年5月にはNTTによって、日本列島とその沿岸から200海里内（約370km）の上空5,000mを飛行する航空機を対象とした発信専用の航空機電話サービスが開始され、また15年後の2001年7月には通信衛星N-STARを使用した衛星航空機電話サービス（衛星電話のワイドスターと共用）が開始された。両者ともに2004年3月にサービス終了。

#### 1988年：マリネットグループ参入
1988年9月に東京湾マリネットが、1989年12月に関西マリネットが、1991年4月に瀬戸内マリネットが船舶電話サービスを開始した。1989年11月16日には日本船舶通信が、自動交換内航船舶電話の後継として親会社のNTTの自動車電話・航空機電話とシステムを共用した新内航船舶電話サービスを開始し、マリネットグループに対抗した。新内航船舶電話サービスは1999年（平成11年）3月31日にサービス終了。

#### 1996年：衛星電話の登場
1996年3月、航空機電話・船舶電話サービスの置き換えを目的として、NTTドコモにより日本の領海内専用のN-STAR衛星電話（現 ワイドスター）を開始。

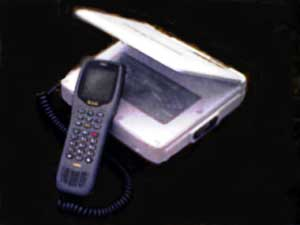
WIDESTAR DUO可搬タイプ

#### 1997年：船舶電話マリネットの撤退
1997年12月には船舶電話の東京湾マリネットが日本移動通信（現 KDDI）に、1998年6月には関西マリネットが関西セルラー電話（現 KDDI）に、瀬戸内マリネットが中国セルラー電話（現 KDDI）に事業を譲渡し、同日をもってサービス終了した。

#### 1998年：携帯電話海上利用の解禁
船舶電話とのすみ分けの都合で、海上での携帯電話の利用が禁止されていたが、1998年のマリネットホン廃止に伴う代替措置として平水区域での使用が認められた。1999年には新内航船舶電話サービス廃止に伴う代替措置として、沿岸区域（概ね領海《沿岸から12海里、約22km》を指す）まで緩和された。基地局の配置に依存するので確実に領海内で使用できるとは限らないものの遭難の救助要請にも使われている。

#### 1999年：船舶電話のサービス終了
1999年3月、衛星電話ワイドスターに置き換える形で、船舶向けの新内航船舶電話サービスを終了。

#### 2004年：航空機電話・衛星航空機電話のサービス終了
2004年3月、航空機向けの航空機電話と、衛星電話ワイドスターを使用した衛星航空機電話サービスを終了。

## 年表

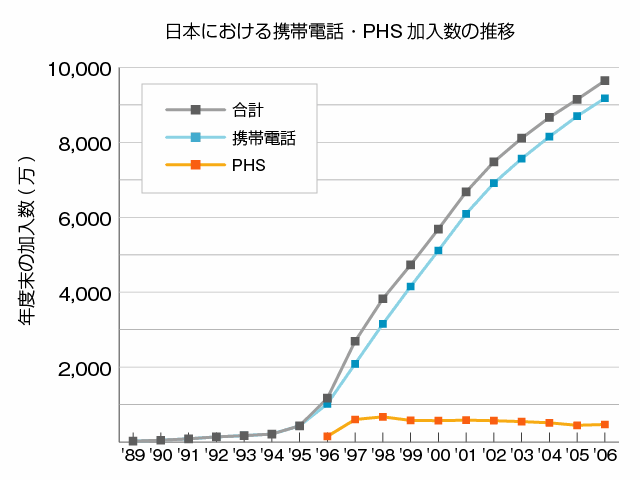
日本における携帯電話の加入数

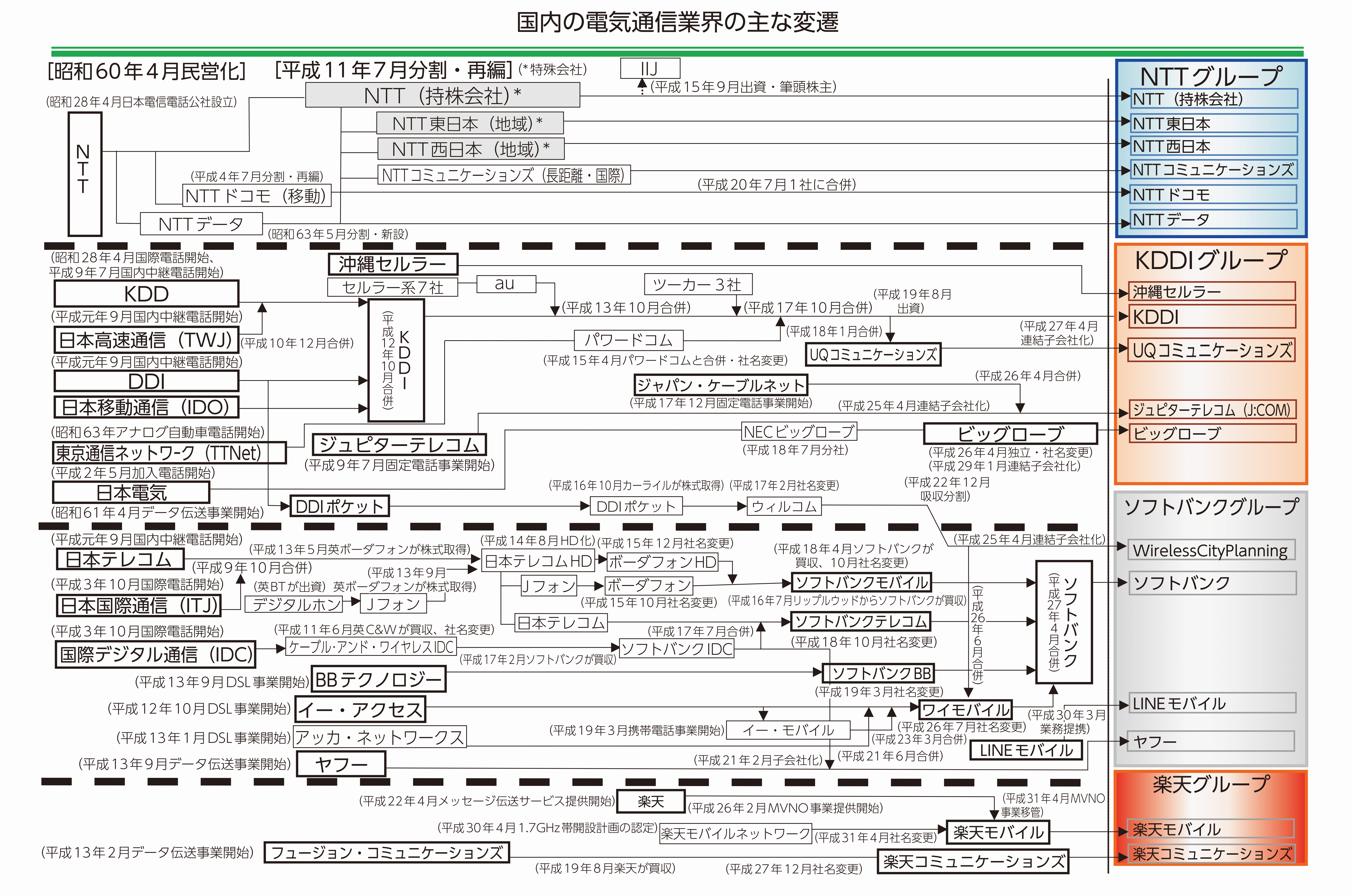
日本国内の電気通信業界の主な変遷（2019年4月現在）

### 1980年代以前
1979年
- 日本において、世界で初めて自動車電話サービスが日本電信電話公社で始まる。

1985年
- 日本電信電話 (NTT)が、初の民生用可搬型無線電話機[注 3]「ショルダーホン」発売。

1987年
- NTT、「ショルダーホン」より小型化した携帯電話機発売。

1988年
- 日本移動通信（IDO、現・KDDI(auブランド)）及び関西セルラーなどDDIセルラーグループ各社（現・KDDI/沖縄セルラー電話連合(各auブランド)）が新規参入。NTTの独占体制が終わる。

1989年
- DDIセルラーグループが初の超小型携帯電話機「モトローラ・マイクロタック」発売。

### 1990年代
1992年
- NTTよりNTT移動通信網各社（現・NTTドコモ）へ移動体通信事業移管開始。

1993年
- NTTドコモ、初のデジタル方式（PDC）携帯電話開始。

1994年
- 携帯電話機の売り切り制開始。
- デジタルホングループ（現ソフトバンク）、ツーカーグループ新規参入。

1996年
- 地域指定方式が廃止。
- デジタルホン、携帯電話初の全画面液晶タッチパネル対応機種を発売。

1997年
- 各携帯電話事業者がショートメッセージサービスを開始。デジタルホングループの「スカイウォーカー」は携帯電話初の電子メールが利用可能。

1998年
- DDIセルラー、初のCDMA方式cdmaOne開始（IDOは1999年に開始）。

1999年
- NTTドコモとIDO、アナログ（ハイキャップ）方式終了。
- デジタルホン・デジタルツーカーグループが統合しJ-フォングループに。社名も「J-フォン」を冠したものに変更。
- 携帯電話からのインターネット接続サービス（携帯電話IP接続サービス）「iモード」、「EZweb」、「J-スカイ（現・Yahoo!ケータイ）」開始。
- NTTドコモ、携帯電話初の和音着信メロディ対応機種を発売。
- NTTドコモ、携帯電話初のカラー液晶機種を発売。
- 道路交通法の改正に伴い、運転中の携帯電話等[注 4]の使用が原則禁止となる[注 5]。
- 01月01日 — 2時をもって携帯電話・PHSの番号11桁化（0a0-bc-defgh → 090-abcd-efgh、070-abcd-efgh）。

### 2000年代
2000年
- DDIセルラー・IDO、アナログ (TACS) 方式終了。これによりアナログ方式は全キャリアでサービス終了。
- 沖縄セルラーを除くDDIセルラーグループ各社が株式会社エーユーに統合（関西セルラーを存続会社として合併したため、本社は大阪にあった）。
- DDIセルラー・IDO、携帯電話初の防水機能対応機種を発売。
- J-フォン、携帯電話初のカメラ付き携帯電話を発売。
- J-フォン、携帯電話初のTFTカラー液晶（65536色）の機種を発売。
- KDDI、メモリーカードに対応し携帯電話初の音楽再生機能対応機種を発売。
- 10月01日 — KDD・DDI・IDO合併によりKDDIが発足（発足の少し前の7月に、DDIセルラーグループとIDOの全国統一ブランド「au」を導入）。
- 11月01日 — KDDIがガク割サービスを開始。

2001年
- KDDI、携帯電話初のBluetooth対応機種を発売。
- NTTドコモ、携帯電話初のJavaアプリケーション対応機種を発売。
- J-フォン、折り畳み・TFTカラー液晶・カメラ付・Javaアプリ・写メール・FM音源16和音という人気機能を詰め込んだハイスペック機J-SH07を発売。
- KDDIが株式会社エーユーを吸収合併。以後は同社の移動体通信事業のブランドとなる（同社の連結子会社の沖縄セルラー電話を含む）。
- NTTドコモ、自社開発の第三世代携帯電話であるW-CDMA方式「FOMA」開始。FOMA開始に伴い、携帯電話初のテレビ電話対応・動画撮影可能機種が登場。

2002年
- 携帯電話の番号に、「080」が追加される。
- J-フォングループの持株・事業会社をJ-フォン株式会社に一本化。
- J-フォン、第三世代携帯電話であるW-CDMA方式「ボーダフォングローバルスタンダード（VGS）」（現・SoftBank 3G）を開始。
- J-フォン、ムービー写メールサービスを開始。
- J-フォン、携帯電話初のQVGA液晶の機種を発売。
- KDDI、着うたサービスを開始。
- 04月01日 — KDDI/沖縄セルラー電話連合（各au）、cdmaOne方式の発展型第三世代CDMA2000 1xRTT方式「CDMA 1X」（現・au 3G）開始。

2003年
- J-フォン株式会社、ボーダフォン株式会社に社名変更。
- KDDI・沖縄セルラー（au）、PDC方式終了。
- NTTドコモ、携帯電話初の指紋認証対応機種を発売。
- J-フォン、携帯電話としては世界初の100万画素カメラ対応機種を発売。
- 11月28日 — KDDI・沖縄セルラー（au）、CDMA2000 1x EV-DO方式「CDMA 1X WIN」（現・au 3G）開始。これに伴い携帯電話初のパケット定額制を導入。

2004年
- NTTドコモ、携帯電話初のおサイフケータイ対応機種を発売。
- 11月01日 — 道路交通法が再度改正され、運転中に携帯電話等[注 4]を使用した場合の罰則が強化される[69]。なお、自転車についても東京都では同様の規制があり、5万円以下の罰金となる[70]。

2005年
- 03月31日 — NTTドコモ、プリペイド式携帯電話の新規受付を終了。
- 10月01日 — ツーカーグループ3社（株式会社ツーカーセルラー東京、株式会社ツーカーセルラー東海、株式会社ツーカーホン関西）がKDDIと合併。事実上、KDDI へ吸収され、それ以降は2008年3月31日のサービス終了（停波）まで同社の移動体通信事業のブランドとなる。

2006年
- 01月28日 — モバイルSuica JR東日本の電子マネー「Suica」対応開始。
- 04月01日 — 地デジの1セグメント放送「ワンセグ」開始。
- 04月01日 — 携帯電話不正利用防止法が全面施行。
- 04月15日 — ボーダフォン、携帯電話としては世界初のVGA液晶の機種を発売。
- 06月30日 — KDDI ツーカーが新規受付を終了。
- 08月01日 — ドコモHSDPA（いわゆる3.5世代）を開始。
- 10月01日 — ボーダフォン株式会社、ソフトバンクモバイル株式会社（現・ソフトバンク株式会社）に買収され、ブランド変更および、HSDPA運用開始。
- 10月24日 — 番号ポータビリティ制度開始。

2007年
- 03月31日 — 13年ぶり新規参入のイー・モバイルが定額データ通信サービス「EMモバイルブロードバンド」を開始。
- 04月以降 — 携帯電話事業者が新規に提供する第三世代携帯電話端末は、110番通報や119番通報のレスポンスタイムを固定電話並に向上するため、原則としてGPS測位方式による位置情報通知機能に対応。

2008年
- 03月31日 — KDDI ツーカー事業がサービス終了。
- 03月31日 — ソフトバンクモバイルがPDC（第2世代）サービスの新規受付を終了[注 6]。
- 07月01日 — NTTドコモグループが統合し全国一社体制になる。
- 07月11日 — ソフトバンクモバイル、iPhone 3Gを発売。

2009年
- 07月10日 — NTTドコモ、Android搭載のHT-03A発売。

### 2010年代
2010年
- 03月31日 — ソフトバンクモバイルがPDCサービス(2G)を終了。
- 04月01日 — NTTドコモ、Android搭載のXperia SO-01Bを発売。
- 12月24日 — NTTドコモが3.9世代通信サービスXi（クロッシィ）（LTE方式）サービスの提供を開始[71]。

2011年
- 2011年度の国内携帯電話端末のスマートフォンの出荷台数が2417万台に達し、総出荷台数の56.6%がスマートフォンとなりフィーチャーフォンの出荷台数を上回った。

2012年
- 03月31日 — NTTドコモがmova（PDC方式）サービスを終了。
- 07月22日 — KDDI/沖縄セルラー電話連合（au）、旧800MHz帯エリアの停波、およびcdmaOneの全サービスの終了、およびCDMA 1Xの音声サービスの終了[注 7]。
- 09月21日 — KDDI/沖縄セルラー電話連合（au）とソフトバンクモバイルがLTEサービスを開始。

2013年
- 11月 — これまでPHS専用だった電話番号特番の「070」が、携帯電話で公式に使用開始（割当自体は2013年当初より開始）。

2015年
- 04月01日 — ソフトバンクモバイル、ソフトバンクBB、ソフトバンクテレコム、ワイモバイルの3社を吸収合併。
- 04月24日 — 2017年以降、日本のメーカーがガラケー生産中止を発表[72][73]。
- 06月01日 — NTTドコモが、移動体通信事業者として初の音声通話定額制サービス「カケホーダイ&パケあえる」を提供開始。大手2社も追随した
- 07月01日 — ソフトバンクモバイルは、商号をソフトバンク株式会社に変更。親会社のソフトバンク株式会社はソフトバンクグループ株式会社に商号変更。

2016年
- 4月20日 — ピーアップが携帯電話製造に参入。自社初のSIMフリースマートフォン「Mode1（MD01P）」発売。
- 9月13日 — ソフトバンクが大容量のデータ通信ができる料金プラン「ギガモンスター」受付開始。後に、その他の大手2社も同様のサービスを展開。

2018年
- 03月31日 — ソフトバンク・ウィルコム沖縄がPHSの新規契約受付けを終了[74]。

2019年
- 5月 — MAYA SYSTEMがクラウドSIM搭載スマートフォン「jetfon P6」発売。
- 10月01日 — 楽天モバイルが第四極としてMNOサービスを開始。「無料サポータープログラム」として参加者5000人を対象にサービスを開始する。
- 12月01日 — 道路交通法が改正され、ながら運転の防止を視野に運転中に携帯電話等[注 4]を使用した場合の罰則がさらに強化される[75]。

### 2020年代
2020年
- 04月08日 — 楽天モバイルがMNOサービスの正式サービスを開始。

2021年
- 01月31日 — 一般利用者向けのPHSのサービスを終了[76]。

- 03月31日 — auが3GサービスのCDMA 1X WINおよびVoLTE非対応機種のau 4G LTEサービスを終了[77]。

2023年
- 03月31日 — 全てのPHSのサービスを終了[78]。

予定
2024年
- 01月31日 — ソフトバンクがSoftBank 3Gを終了（予定）[79]。

2026年
- 03月31日 — NTTドコモがiモードおよび3GサービスのFOMAを終了（予定）[80]。

## サービス
2001年には通信速度の高速化、電波利用効率の更なる改善、通話・通信品質の向上、国際ローミングサービスの拡充などを目的としたCDMA方式の第三世代携帯電話（3G。FOMA、W-CDMA方式）サービスがNTTドコモにより開始された。2002年にはKDDIがCDMA2000 1xのサービスを開始。
なお、日本以外ではアナログ式が残る地域（例・北米）も存在する。
日本での携帯電話事業者は、いわゆる大手キャリア（MNO）と、MVNOの事業者に分けることができる。MVNOの場合は、回線は大手3社のものを事業者が借り受け、MNOがやるような自前の基地局やネットワーク網を建設せず、設備投資などの必要が少なくて済むことによって低価格によりサービスを提供することが可能であるとしている。またMNOからMVNOへの顧客の流出が増えたため、大手キャリアが低価格の料金プランを提供するサブブランドが2014年頃から始まった。

### 大手4社
- NTTドコモ
- KDDI（au）
  - 沖縄セルラー電話
- ソフトバンク（SoftBank）
- 楽天モバイル

このうち、最後発の楽天モバイルを除く老舗の携帯電話事業者3社は、当初地域ごとに別の会社でなければならなかった。その後各社ともに全国地域会社を統合している。
当初、BBモバイル、イー・モバイル（当時は、イー・アクセス傘下の企業）が1.7GHz帯・W-CDMA、アイピーモバイルが2.0GHz帯（TDD）・TD-CDMA方式による新規参入を表明、2005年9月に基地局の免許を申請し、フィールドテストなどが行われた。同年11月にはこの3社に対し総務省が参入の認定を行い免許を交付した。
その後、BBモバイルは当初、2007年4月1日にサービスを開始する予定であったが、ボーダフォンを買収し、その既設施設と割り当て周波数帯を利用するため、2006年4月ソフトバンクに交付された免許の返上を申し出た。そして2006年10月、ボーダフォンをソフトバンクモバイルへ商号変更・ブランド名をソフトバンクとし事業を展開した。
イー・モバイルはHSDPAにより2007年3月31日にデータ通信専用型サービスを開始した。

### 格安SIM
仮想移動体通信事業者（MVNO）が提供するサービス。携帯電話やPHSなどの物理的な移動体回線網を自社では持たないで、実際に保有する他の事業者から借りて（再販を受けて）、自社ブランドで通信サービスを行う事業者のことである。
2001年日本通信を皮切りに始まった。当初はPHSのMVNOが多かった。時の携帯電話3社独占を危惧した総務省は競争促進のためにMVNOの参入を促した。
主にMVNOはインターネットサービスプロバイダが多かったが象印マホービンのポットの利用状況遠隔監視のみまもりホットラインや高級携帯電話VERTUといった、既存の携帯電話事業者では提供できないようなサービスもあった。2009年3月には日本通信がNTTドコモのFOMAハイスピード網において、レイヤー2でのMVNO契約を取り交わし、MVNOから他のMVNOへ回線の再々販といったこともおきた。
第2世代移動通信システムが主流だった頃は、9.6kbpsや28.8kbpsなど低速で通信料金も従量制が主流だったが、第3世代移動通信システム以降のサービスが主流になってからは下り14Mbpsなど、モバイルブロードバンドと呼ばれる高速な通信が主流になり、通信料金が定額制なのが主流になった。その反面、意図的に速度を抑える事で安価に提供するサービスも存在する。
フィーチャーフォン時代はキャリアメールなどが使用できないため注目度は低かったが、スマホ普及開始期の2009年7月1日時点で42社存在した。その後2010年代になり急速に拡大する。

### 電話サービス
日本国内では、料金制度として、月額基本料に無料通話分を含んだパック料金がある（SoftBankのホワイトプランなどを除く）。また、料金前払いのプリペイド式携帯電話もある。国外では、固定電話よりも普及の早い発展途上国もあり、時間貸しの公衆電話としての利用もある。
日本の場合、電報、コレクトコール、ダイヤルQ2、ナビダイヤル等、テレドーム等は、全部または一部の事業者から利用できないものがある。また、フリーダイヤル等は掛ける先（着信）側での契約がされていないと掛けられない。新幹線の公衆電話（秋田・山形新幹線を除く）からはNTTドコモ以外の事業者には発信できない。
また、留守番電話・転送電話機能やキャッチホン機能を備えたサービス・端末が一般的である。

### 料金形態
音声通話の場合は通話時間、データ通信の場合は通信時間またはデータ量で算出される。また、世界的に早い時期にデータ通信（パケット通信）の定額制を導入している（NTTDoCoMo：パケ・ホーダイ、au by KDDI：EZフラット（2004年8月からダブル定額/ダブル定額ライト）、SoftBank：パケットし放題（旧Vodafone時代のデュアルパケット定額））。
最近では、音声通話の定額制も一部で始まっており、大々的にCMを行ったため話題を呼んでいる。
欧米の事業者は、周波数使用権をオークションで購入する費用、日本の事業者はインセンティブに多額の費用を負担しており、両者の料金を単純に比較することはできない。

### テキストメッセージング

#### ポケットベルからショートメールへ
1990年代前半から中盤にかけてはPHS・携帯電話の料金が高価だったこともあり、料金の安価なポケットベルが女子高生・女子大生を中心に広く普及し、また数字以外のカタカナ・英字・絵文字も送ることができるフリーメッセージ機能が登場したこともあり、コミュニケーションツールとしての活用方法が拡大していった。
1990年代半ばからはPHSが全国でサービスを開始し、携帯電話もデジタル方式の第2世代移動通信システム(通称2G)のサービス開始に伴い、PHS・携帯電話でウェブサイトの閲覧やショートメッセージサービス（SMS、いわゆるショートメール）の利用が可能になった。
なお当時のショートメールはポケベルのフリーメッセージ機能を強く意識して設計されており、海外のSMSと違って絵文字を使うことができたり、ポケベルの文字入力方式を真似たベル打ちを採用した機種も多かった。
そして、1997年に携帯電話の各キャリアがSMSサービスに標準対応したモデルを市場に投入し始めると、大学生以上の個人ユーザーが急速にポケットベル離れを起こし、携帯電話がポケットベルに取って代わるのに大きな役割を果たした。
PHSでは1996年4月にDDIセルラー（現KDDI・沖縄セルラー電話）により「たのしメール」の名称で、携帯電話では1997年6月にNTTドコモのデジタルmova（第2世代デジタル方式）のサービス開始により「ショートメール」の名称でSMSサービスが始まった。
このメールサービスは、電話番号だけでメールを送受信できるショートメール（サービス名はショートメール・Cメール・スカイメール・S!メール・ライトメール・Pメール・きゃらトーク・きゃらメール・Aメール・プチメール・セルラー文字サービス・たのしメール等）だった。

#### ショートメール(SMS)からキャリアメールへ
ショートメールは同一キャリアの契約者間でしかメールを送受信できないという大きな欠点があり、キャリアメールが普及した後の2011年7月にNTTドコモ・KDDI・沖縄セルラー電話・ソフトバンクモバイル（現ソフトバンク）・イーアクセス（現ワイモバイル）が相互接続を開始するまで、他のキャリアの契約者にショートメールを送ることができなかった。
1999年から各社で携帯電話のインターネット接続サービスが始まり、それに伴い他キャリアの利用者にもメールを送ることができ、電子メールも使えるキャリアメール（サービス名は「iモードメール」（独自規格）・「EZwebメール」（独自規格を経て、MMSに対応）・「スカイメール」（独自規格で、のちにSMS化し「Vodafone live!メール」に改称 現「S!メール」）が始まった。
なお当時はパケット通信料が従量制で、なおかつ高額であったため、親に携帯電話代を支払ってもらっている中高生は通信費を抑えるためにワン切りをメール代わりに使う者もいた。
しかし2000年代半ばにパケット定額制の料金プランが定着したことをきっかけに、送受信に追加料金がかからないキャリアメールは中高生にも広く普及するようになった。
ちなみに2008年7月にiPhone 3Gが発売されたことをきっかけにスマートフォンが普及し、スマートフォンではショートメールに相当するものをSMSと呼んでいたことから、ショートメールはSMSと呼ばれるようになった。

#### キャリアメールからLINEへ
2011年6月には携帯電話向けインスタントメッセンジャーのLINEが登場。2012年10月には首相官邸公式アカウントが開設され、2014年7月には日本国内の利用者数が5200万人を超えるなど急成長し、若者をはじめとして30・40代にもコミュニケーション手段としてLINEを使用する動きが広がり、キャリアメールの利用が減っていった。
日本国外でも同様にWhatsApp・Facebook Messenger・Skype・テンセントQQ・微信・カカオトークなどのスマートフォンでも利用可能なインスタントメッセンジャーが普及しており、欧米の通信キャリアを中心にSMS利用者の減少による危機感から、2012年からRich Communication Servicesに基づくインスタントメッセンジャー（joyn・Advanced Messaging・joyn.Tなど 日本では+メッセージ）サービスが各キャリアで行われている。
2010年代前半から仮想移動体通信事業者（MVNO、いわゆる格安SIM）が普及しはじめたが、移動体通信事業者（MNO、いわゆる大手通信キャリア）は仮想移動体通信事業者に対してキャリアメール・MMSなどの付加サービスを貸し出していない（ディズニー・モバイル・UQ mobileを除く）。このため、MVNO契約者はフリーメールを使用することが多い。
有料であること、移行が困難であること、キャリアメール特有の迷惑メール対策が仇となり、他キャリアのメールが迷惑メール扱いになるなど、キャリアメールを使用する利点は非常に少なくなっている。

### SIMロックと解除

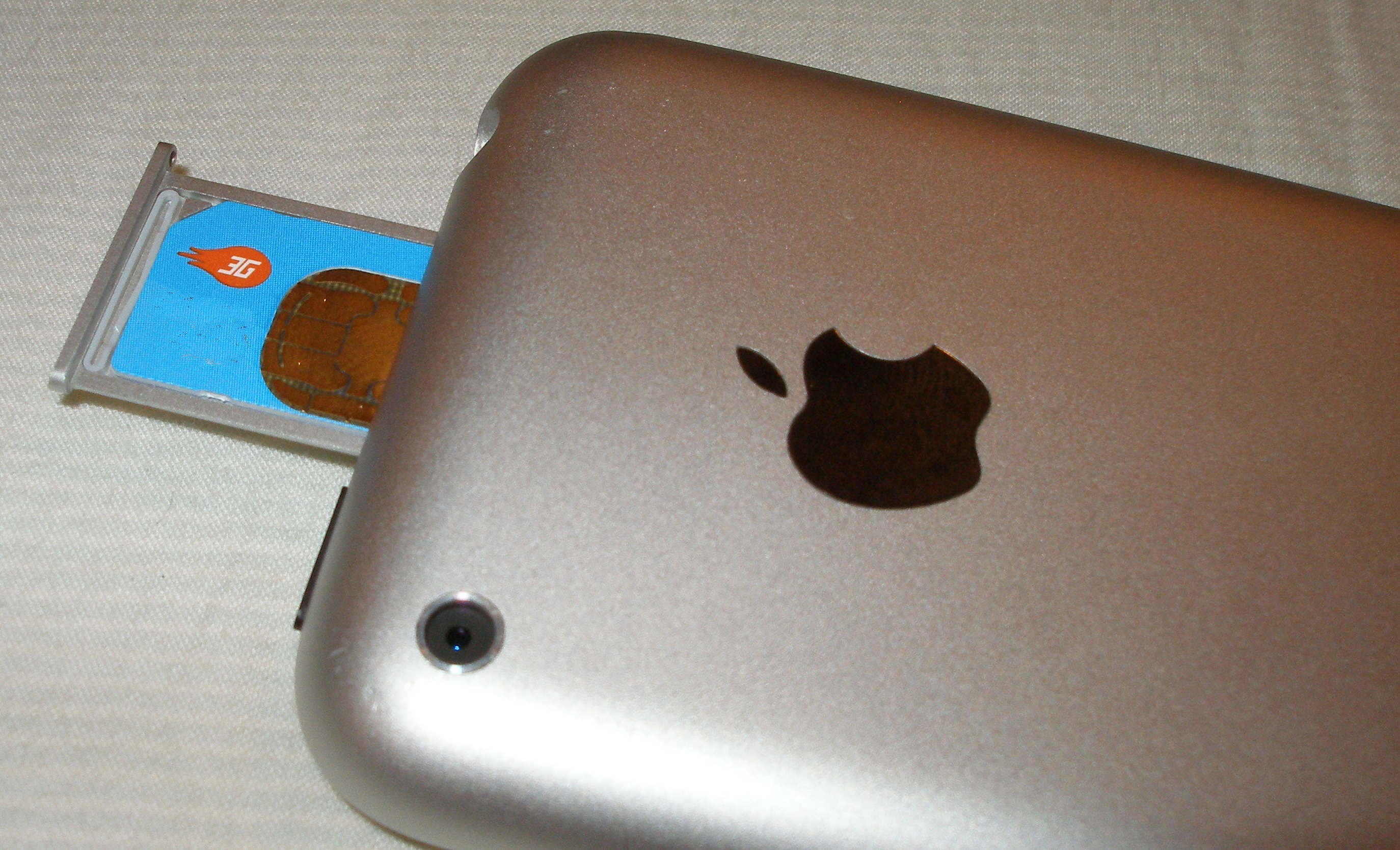
iPhone（初代）のSIMカードスロット

総務省は、2010年4月に主要携帯電話4社（NTTドコモ、KDDI/沖縄セルラー電話連合、ソフトバンクモバイル、イー・モバイル）、消費者団体、端末製造業界代表、MVNO1社を呼び、携帯電話のSIMロック解除について公開ヒアリングを行った。さらに、SIMロック解除についてのガイドライン案を5月に発表し、これに対するパブリックコメントの受付を行った。そして、6月30日には、SIMロックの解除についてのガイドラインを発表した。これによると、通信事業者の自主的取り組みにより、2011年4月よりSIMロックの解除を行う、というものであり、法的な強制力の伴わない規制となっていた。
2014年6月、総務省は2015年度にもロック解除を義務付ける方針を固めたと報道され、7月には2015年度にも解除を義務付けると正式に発表された。そして2015年5月1日以降に発売された携帯電話は、ごく一部の例外機種を除き SIMロックを解除できるように義務付けられた。

### インセンティブ制度
携帯電話・PHSの契約数を多く獲得する目的で、購入時の端末価格を抑えるために、月々の基本料金から販売店へのバックマージンを支払うというビジネスモデル（インセンティブ制度）により、1円から数百円など端末原価を大幅に下回る価格で端末が乱売される事もあったが、その反面、中途解約に対して違約金を請求される「縛り」という問題もあった。

### 端末の分割購入と加入審査
日本の携帯電話会社（PHS含む）大手5社では、携帯音声通信事業者による契約者等の本人確認等及び携帯音声通信役務の不正な利用の防止に関する法律により、本人確認を徹底する他、携帯電話端末を割賦販売により24ヶ月まで24回の分割購入出来る様になっており、同時に信用情報へ登録されている（クレジット審査をする会社も存在する）。また、携帯電話料金の未払い金が無いか、加入審査や分割審査（機種を一括で購入する場合は、携帯電話料金の支払審査のみ）も実施する。
携帯電話料金の未納者や踏み倒し件数が増加しおり、2013年12月31日時点で、約275万件もの滞納件数があり、2010年からの3年間で滞納件数が3倍に増えている。政府広報も平成25年1月28日に、携帯電話料金の未払いで信用情報に傷が付くと注意を促している。

### 周波数帯域と災害
2000年前後から、各キャリアの契約者数が増え、以前のように「無線の強さ」よりも、限られた周波数帯域を奪い合う弊害の方が目立つようになった。とりわけ大きな地震が起きるようになると、一番手軽に対外情報を確認できるツールとして、一斉に携帯電話を使うのが当たり前になってきている。そのたびに携帯電話会社の設備容量を超える発着信が発生し、輻輳による発信規制を敷くなど、1995年の阪神・淡路大震災（兵庫県南部地震）の頃とは状況が変わった。
携帯電話会社や機種によって、通話と通信の両方が同時に規制される場合と、どちらかが規制される場合がある。最大手のNTTドコモは、大規模地震の時の発信数は通常時の数十倍と発表している。地方公共団体や、電気・ガス・公共輸送機関など、災害復旧に通信を必要とする利用者向けに、発信規制時も災害時優先電話によって、輻輳時でも優先接続できるサービスが提供されたり、優先接続対象外の利用者向けには、効率的に情報をやり取りできる臨時伝言板サービスが設けられるなど、対応が細やかになってきている。

### 利用者増と電話番号逼迫対策
更に、携帯電話の爆発的な普及により、数回にわたる電話番号逼迫対策が行われた。1988年に160km以内は030-bc-defgh（a、b等の文字は 1から9 までの数字である）、160km超は040-bc-defghの準地域無指定方式に移行してからは最大1,000万契約まで収容できるようになったが、1995年頃から番号が不足してきたため、1996年には160km以内080-bc-defgh、160km超090-bc-defghも追加された。同年に010-bc-defghが追加されると040-bc-defgh及び090-bc-defghは一旦廃止され、完全地域無指定方式に移行した。
1997年には020-bc-defghも割り当てられるとともに、同年から翌年にかけて一旦廃止された040-bc-defgh及び090-bc-defghも再び用いられた。それでも番号容量が不足したため、1999年から090-abcd-efgh（aは10桁時の2桁目の番号）の11桁に移行した。
2002年からは080-abcd-efghも追加されたが、2012年にはPHS専用だった070-abcd-efgh(aとしては5と6がPHSで使用済みのため、1、2、3、4、7、8、9を携帯電話に割り当てる)を携帯電話に開放する方針が総務省から発表され、2013年11月より導入(モジュール組み込み型など、音声を伴わない契約に関しては、2013年2月以降先行実施)。なお、導入までの間に逼迫が生じた場合は、これまで未割当となっていた090-abcd-efghの割り当てによって当面凌ぐとしている(080-0bcd-efghは、着信課金番号の0800-bcd-efghとして、使用されているため、携帯電話用途に用いることはできない)。
前述のとおりPHSサービス（一部）が2021年1月末に提供終了したが、「070-5〜6」の電話番号帯の利用予定は未定である。

### 通信事故の報告義務
通信障害が起こり、その対象者が30,000人以上かつ通信障害が2時間以上継続した場合は、電気通信事業報告規則（第7条）に則り、制限を行った日から3ヶ月以内に、書面等を総務大臣に提出しなければならない。

## 端末

### ガラパゴス・ケータイ
日本語で携帯電話は、文字通りに「携帯電話」と呼ばれるが、しばしば省略された片仮名「ケータイ」という名称で一般に知られる。2000年代には日本に在住する人口の多くが携帯電話を所有し、その大部分はスマートフォンに先駆けてデジタルカメラ機能を始めとする拡張機能が備わっている端末であった。このように多機能化した携帯電話を大部分の人口が有する日本の事情から、国際的に見ても特異な携帯電話文化が日本には生まれた。
日本の携帯電話は着信メロディやボイスレコーダーなどの音声機能、動画再生やデジタルカメラなどの映像処理機能、スケジュール管理をはじめとするPDA的な機能、ワンセグ・着うた・おサイフケータイといった日本特有のサービスに対応し、日本独自の発達を遂げ、ガラパゴスケータイと称された。2000年代中盤時点では最先端の携帯電話を謳歌していたものの、その後のスマートフォン上陸で急激な崩壊を迎え、同時期に低迷著しい状況になっていた日本の電機メーカーや、通信各社の体質が批判される一因となった。携帯機器の項目も参照。
ガラケーのOSには長くリアルタイムOSのTRONシリーズが採用されてきたが、高機能化に伴い、汎用OSが採用されるようになり、その代表格であるSymbian OSやLinux、BREW（←REX OS）などを搭載していた。なお、日本以外の携帯電話では、iTRONの採用は、最初からほとんどない。
- cHTMLメール対応（デコメール、デコレーションメール、アレンジメール等）
- 時計代わりの利用（目覚まし時計）
- パーソナルコンピューター的な利用
  - ウェブ・メール
  - フルブラウザ搭載
  - PDFやWord・Excelファイルなどの閲覧
- PIM機能
  - 電卓・カレンダー/スケジュール・メモ帳など
  - 着信履歴等を自動でデータベース化
- ゲーム機
  - ドラゴンクエスト・ファイナルファンタジーなどの有名RPGの搭載
  - 携帯ゲームの大容量化、高画質化
- 音声や音楽、画像や動画の録画や再生等
  - 音楽をダウンロードして再生（着うた、着うたフル
  - auでは、サービス開始後WIN全機種にau Music Player（現・LISMO Player）を搭載。
  - 携帯音楽プレーヤー（MP3プレーヤー、SD-Audio、メモリースティックオーディオ等）
  - ビデオクリップの再生（音楽DVD等）
  - サウンドレコーダー
  - デジタルカメラ
  - ムービーカメラ
- GPSによるナビゲーション
- 位置情報サービス
- テレビ・ラジオ放送の視聴など
  - 1セグメント放送
  - 緊急地震速報、全国瞬時警報システムの受信
- テレビ電話搭載
- 非接触型ICカード（FeliCa「おサイフケータイ」）の搭載による、電子マネーサービスや、各種認証機能の搭載
  - 各社の電子マネーおよびファイナンスサービス（一部）
    - 楽天Edy
    - モバイルSuica（電車・バスの乗車券/定期券としても利用可能）
    - iD・dカード
    - QUICPay

  - 航空搭乗チェックイン機能
    - ANAモバイルAMC
    - JAL ICポケット

  - 会員証/ポイントカード、クーポン券としての利用（一部）
    - ビックカメラなど家電量販店
    - マツモトキヨシなどドラッグストア

  - Touch Message（対応機種同士での非接触メッセージ交換）
- 防犯ブザー・緊急通報装置の搭載[注 10]
- 歩数計機能の搭載
- 音声読み上げ装置
- タッチパッドの搭載
- その他（傾向、技術）
  - 高機能化に対して高齢者・学童向けのシンプル機能
  - PDAライクで操作できるモデルなどの出現（例：SoftBank 922SH、SH-04A）
  - Bluetooth搭載で、無線音楽プレーヤーとしての利用や、自動車運転中のハンズフリー通話
  - 記憶データ等の個人情報対策として指紋・顔認証機能搭載
  - HDD搭載携帯電話
  - 無線LANを搭載しモバイルセントレックスサービス対応
  - Symbian OSやLinux、BREWなど、汎用OS搭載によるソフトウェア開発の短縮化
  - 有名ブランドなどを冠した端末の登場（例：AQUOSケータイ、ウォークマンケータイなど）
  - バーコード・QRコード読み取りの他、撮影した名刺からアドレス帳へ登録するための簡易OCR機能

これらのサービスは、日本国外はもちろんパソコンやPDA、国内キャリア同士とも互換性を欠いている場合がしばしばあった。

### 端末形状
日本の音声通話端末は、1990年代は、ストレート型やフリッパー型が主流だった。それまで折りたたみ型はあまり存在しなかったが、2000年頃から人気が上昇し始めた。2002年には各キャリアがカメラ付き携帯電話をラインナップのメインに据えたため、大画面化に有利な折りたたみ型が主流となり、ストレート型は少なくなっていた。ビジネスユースが主流だった時代は携帯電話機の本体色に使われる色は黒色系がほとんどを占めていたが、パーソナルユースの普及率の増加に従いカラーバリエーションが展開されるようになった。2003年頃からは、折りたたみ型の画面側が回転する回転2軸ヒンジ型の形状や、メインディスプレイが常に外側を向くスライド型、回転型（リボルバー型）が増え、2006年にはワンセグ対応機種の登場にともないサイクロイド型も現われた。また、上記の基本形状の他にも、サブディスプレイや外部アンテナの有無、バッテリーの位置などさまざまな形状が試行錯誤された。
1990年代中盤にはPHS向けの非正規品の光るホイップアンテナが発売され、後に携帯電話用も発売された。携帯電話ストラップに次ぐ携帯電話・PHS用アクセサリー商品としてヒットしたが、非正規品のアンテナに交換したPHS・携帯電話を使用すると技術基準適合証明の適用を外れるため電波法違反になる。またPHS・携帯電話に非純正品のアンテナを接続すると同調がずれて電波強度が下がったり、消費電力が増したり、端末の故障を招くなどのトラブルが増えた。なお法律違反にならないように配慮した光るストラップも発売されたが、携帯電話メーカーはホイップアンテナを交換できない構造に変更したり、一体型アンテナ・内蔵アンテナに設計変更したこともあり、2000年頃にはブームは収束した。

#### 音声通話端末形状
音声通話端末でも、別売りのケーブルを使う事で、多くの端末でデータ通信も行う事ができた。また、通信モジュールも存在し、モジュール単体では使わず、自動販売機などに組み込んで使う。取り外しを考慮していないものが多いが、PHSにはW-SIMの様に差し替えて使う事を前提としたものも存在した。
| 形状                   | 画像                    | 特徴 |
| ---------------------- | ----------------------- | --- |
| ボックス型             | ボックス型              | 本体が箱のような形の携帯電話。受話器や送受信部が本体と分かれている。初期の自動車電話や特殊用途で使用されている。 - 自動車電話TZ-801・船舶電話・列車電話・航空機電話などが該当する。 |
| トランク型             | トランク型              | トランクのように厚みがあり丈夫な二つ折りの本体・ケースに入っている携帯電話。構造上大掛かりになるものの、可搬性も考慮しなければならない非常用の無線電話などで使用されている。 - 衛星電話ワイドスター・都市災害対策用可搬型無線電話などが該当する。 |
| ショルダーホン型       | ショルダーホン型        | トランク型を小型化し、肩掛けカバンのようなストラップをつけた自動車電話・携帯電話。初期の自動車電話で使用されていた。 - ショルダーホンTZ-803Aが該当する。 |
| ストレート型           | ストレート型            | 本体に大がかりな可動部分が無い、最も簡単な構造のもの。折りたたみ型が主流になってからは少数であり、デザイン上の意図のある場合での採用がみられる。大きい画面にタッチパネルを搭載しているスマートフォンもこの分類に入る。 - 長所：小型軽量。回転機構が無いため薄くしやすい。 - 短所：画面が露出しているため傷つきやすい。ボタンが露出しているため、バッグに入れている際などに誤操作を起こす可能性がある。 - NEC製を除く初期型電話、現在ではNTTドコモのD705iμ、auのW63K、（SHI12）、SoftBankの822P、SonyのXperia、AppleのiPhoneなど - 携帯電話形状に近いスマートフォンとしてイー・モバイルのS42HW、auのINFOBAR C01（SHX12）もこの分類となる。 |
| フリッパー型           | フリッパー型            | ストレート型のキー部分にカバー（フリップ）を付けた構造のもの。フリップ型と呼ばれることもある。カバーの部分がスライドする端末も存在する。 - 当初はNTTドコモmovaおよびJ-PHONE（現・SoftBank）のDシリーズによく採用され、2007年はauのMEDIA SKIN (W52K)が久々にフリッパー型を採用した。 |
| 折りたたみ型           | 折りたたみ型            | 中央部で折りたためる構造のもの。その形状から、日本国外では「クラムシェル（貝殻）」とも呼ばれる。2010年現在、最も多いタイプ。折りたたんだ時にも情報を表示できるように、背面にサブディスプレイをもつものが多い。スマートフォンでは、折りたたみスマホともいう。また近年は、1軸ヒンジの単純な折りたたみ式で、薄型の機種も出てきた。 - 長所：画面に傷がつきにくい。大きな画面を搭載できる。画面を閉じられるため、使用していないときに他人に覗かれにくい。 - 短所：画面をすぐにチェックしにくい。折り畳むときに「カチッ」と音が鳴るものが多い。多くの機種では片手で開きにくい（デザインや機構でこの短所をカバーしている機種もある）。内側に磁石を使用しているものでは磁気カード類を挟むとカードの情報に影響することがある。 - 初めはNTTドコモmovaのNシリーズだけが採用していたが、503iSシリーズ以降は多くの機種が採用した。 - パナソニック製では、供給している3社すべてにワンプッシュオープン（ヒンジ部分にボタンがついていて、押すとばねの力で自動的に開く）と呼ばれる構造を持つ機種がある。 |
| スライド型             | スライド型              | 2枚構造の本体が、縦または横方向にスライドする構造のもの。広い画面とある程度使いやすいダイヤルキー部分を両立できる。ただし、クリアキーが可動側にある機種だと、段差で文字入力時の操作をしにくい。また、最近はフルスライダー型端末もある。 - NTTドコモのD905i、auのSA001、SoftBankのFULLFACEなど。 - ちなみにスマートフォンではauのAQUOS PHONE IS11SH（SHI11）がこれに該当する。 |
| スライドチルト型       | スライド型              | 2枚構造の本体がスライドし、画面部分が傾斜する構造のもの。傾斜角度はノートパソコンのように自由に調整できる。 - スマートフォンでは、イー・モバイルのEMONSTERがこれに該当する。 |
| 回転型（リボルバー型） | 回転型                  | 2つに分かれた本体が、回転するようにスライドする構造のもの。 - NTTドコモのSO505i、SO505iS、SO506iC（180度スタイル）、auのA5502K、SoftBankの931Nなど。 |
| 回転2軸ヒンジ型        | 回転2軸ヒンジ型         | 折りたたみ型の構造に折りたたみ用ヒンジの軸と直交する軸を持つヒンジを加え、折り畳んだ時にメインディスプレイが内側だけでなく外側にも向くように180度回転できるもの。本体（キー側）・開閉ヒンジ・回転ヒンジ・ディスプレイ部、という構造。 - 長所：画面を外側にし閉じたままでもほとんどの機能が使用できる。画面を外向きにし開いたままカメラを起動すると自分を撮影することができるなど。 - 短所：背面液晶が搭載されているモデルが少ない。開く際に画面が回転してしまうなど。圧力のかけかたによっては可動部分が破損しやすい。 - DoCoMoのSH905i、auのW63CAなど。 - ちなみにスマートフォンではSoftBankのAQUOS PHONE THE HYBRID 007SHがこれに該当する。 |
| サイクロイド型         | サイクロイド型          | 折りたたみ型の構造に加え、ワンセグ視聴のために、メインディスプレイが横向きに90度回転するもの（現在では右方向のみに回転する）。回転した後もディスプレイ中心線と端末の中心線は一致する。 - シャープのAQUOSケータイの他、NTTドコモのF-09A・F-06B（富士通製・スライドヨコモーション）が該当する。 |
| スイング型             | スイング型              | 折りたたみ型の構造に加え、ディスプレイ側ボディを横向き回転させることができるもの。サイクロイド型に似ているが、左右90度ずつ回転でき、横向きにしたときの位置が中央ではなく左右にずれている。 - NTTドコモのF903i・F903iX HIGH-SPEED・F904i・F905i・F906i・F-07B・らくらくホンプレミアム（ヨコモーション）がこれに該当する。 |
| デュアルオープン型     | デュアルオープン型      | 通常の折りたたみ型は縦方向に開閉するものだが、横方向にも開閉できるもの。本体の側面に、開閉ヒンジを支える別の回転ヒンジがついている。なお、方向は排他式で、縦と横で同時に開く事は出来ない。 - パナソニックのVIERAケータイの他、auのW44SおよびBRAVIA Phone S004（SO004） などがこれに該当する。 |
| 爪切り型               | 爪切り型                | 回転型（リボルバー型）の構造に回転軸と直交する軸を持つ折りたたみヒンジを加え、折りたたみ型のような開閉も可能なもの。画面側が爪切りのてこ部のように可動する。回転2軸ヒンジ型に似ているが、スイング型のようにディスプレイを横に90度回転させて使うこともできる点が特徴。本体（キー側）・回転ヒンジ・開閉ヒンジ・ディスプレイ部、という構造。 - NTTドコモのP505iS（フレックススタイル）やP903iTV、SoftBank（旧・Vodafone）の902Tなど。 |
| QWERTYキーボード型     | QWERTYキーボード型      | ストレート型にQWERTYキーボードを備えたスマートフォン（機種によっては更にタッチパネルを備える）。データ通信以外にも音声通話機能も有している。 - NTTドコモのBlackBerry Bold、BlackBerry Bold 9700、SC-01B、SoftBankのX02HT、X01SCなど。 |
| リバーシブルスタイル型 | リバーシブルスタイル型  | 折りたたみ型に加え、平行方向の回転軸を追加し、開いた状態から更に開き逆側に折りたたむことができるもの。この状態ではメインディスプレイが露出し、テレビ放送の視聴などがしやすくなるとしている。 - auのW56T、Vodafone（現SoftBank）のV603Tなど。 |
| セパレート型           | セパレート型            | PDA型とスライド型の折衷で、合体させた状態ではスライド型として、操作部を分離させた状態ではPDA型として振舞う。 - NTTドコモのF-04Bがこれに該当する。 |
| デジタルカメラ型       | デジタルカメラ型        | デジタルカメラとPDA型携帯電話を表裏一体にした形状。 - NTTドコモのSH-05C及びL-03Cがこれに該当する。 |
| デュアル型             | デュアル型 · デュアル型 | 2枚構造のタッチパネル型本体の下部にQWERTYキーボードを備え、縦または横方向にスライドする構造のもの。広い画面とある程度使いやすいQWERTYキーボード部分を両立できる。タッチパネルとQWERTYキーボードの2つの機能を備えたスライド型スマートフォン。データ通信以外にも音声通話機能も有している。 - RIMのBlackBerry Torch、HTCのHTC Dreamなど。 |
| タッチパネル型         | タッチパネル型          | タッチパネル型、PDAとして利用できるスマートフォンであり、ストレート型としても分類される。データ通信以外にも音声通話機能も有している。なおタブレット端末の場合はスレート型と呼ばれる。 - AppleのiPhone、SonyのXperia、SAMSUNGのGALAXYなど。 - 非スマートフォンとしてはJ-PHONEのJ-PE01、auのSportio water beat (SHY01)、SoftBankのOmnia 930SCなど。 |

#### データ通信専用端末（無線モデム）形状
| 形状                          | 画像              | 特徴 |
| ----------------------------- | ----------------- | --- |
| PCカード型                    | PCカード型        | データ通信に特化した構造で音声通話機能を省略したもの。PCカードスロットを内蔵したノートパソコン・PDAなどのモバイル機器向け。 - NTTドコモのM2501 HIGH-SPEEDなど。 |
| CFカード型                    | CFカード型（PHS） | PCカード型と同様、データ通信に特化した構造で音声通話機能を省略したもの。CFカードスロットを内蔵した小型モバイル機器向けで、アダプタを利用することでPCカードスロットにも装着できる。 - auのW05K、SoftBankのC01SIなど。 |
| ExpressCard型                 | ExpressCard型     | PCカードに代わる小型カード型インターフェース、およびその規格による拡張カード。PCカード型と同様、データ通信に特化した構造で音声通話機能を省略したもの。ExpressCardスロットを内蔵した小型モバイル機器向けで、アダプタを利用することでPCカードスロットにも装着できる。 - NTTドコモのL-07A、イー・モバイルのD24HW、auのW06K、DATA02（HID02） など。 |
| ドングル型（USBスティック型） | USBスティック型   | PCカード型と同様、データ通信に特化した構造で音声通話機能を省略したもの。USBポートを内蔵した小型モバイル機器向け。PCカードやCFカードやExpressCardスロットが無いネットブックと併用する場合が多い。 - SoftBankのC01LC、NTTドコモのL-05A、イー・モバイルのD31HW、auのDATA01（HID01） など。                                                         |
| SDIO型                        |                   | SDIOカードとしてデータ通信用PHSカードが市販された。 - AH-S101S など。 |
| モバイルWiFiモデムルーター型  | USBスティック型   | 他の通信用端末と異なり、通信端末とパソコンなどを有線で接続せず、無線LANを用いて接続し通信を行う物。 - イー・モバイルのD25HW、SoftBankのC01HW、NTTドコモのBF-01B、PortableWi-Fiなど。 |
| モバイル型                    | モバイル型        | テザリングでスマートフォン端末をBluetooth・USB・Wi-Fi接続で使用し、携帯電話回線を通じてインターネットに接続する。 - auの+WiMAXとau 4G LTE対応機種、NTTドコモのXi対応機種など。 |

#### データ通信端末（ラップトップ・PDA端末）形状
| 形状                  | 画像 | 特徴 |
| --------------------- | ---- | --- |
| ノートパソコン型      |      | 小型ノートパソコン（ネットブック）やスマートブックにデータ通信機能及び音声通話機能を備えたもの。音声通話は別にヘッドセット（有線又はBluetooth）が必要。 - ウィルコムのWS016SH、auのIS01（SHI01）、NTTドコモのLYNX (SH-10B)、ヒューレット・パッカードのHP Mini 1000（SIMカードスロット付きネットブック）など。 - 非スマートフォンとしてはNTTドコモのN-08Bなど。 |
| ハンドベルド型・PDA型 |      | タッチパネル型とQWERTYキーボード型、タッチパネルとQWERTYキーボードの2つの機能をもったスライド型の3種がある。PDAとして利用できるが、音声通話機能は備えていない。 - イー・モバイルのEM・ONEなど。 |
| タブレット型          |      | PDA型のデータ通信端末を一回り大きくした形状。基本的に通話機能を有していないが、一部の機種は通話機能を有している。 - アップル/ソフトバンクモバイル/auのiPad、NTTドコモのSC-01C（GALAXY Tab） など。 |

### スマートフォンの日本での普及
日本では特異な携帯電話文化が発達する中、W-ZERO3シリーズなどWindows Mobileベースの日本独自のスマートフォンも開発されたが、操作が煩雑、日本特有の携帯コンテンツに対応していないなどの理由から、スマートフォンは「ニッチ市場」と言われていた。
しかし、アップルのiPhone 3Gが、ソフトバンクモバイルより発売されると、日本のスマートフォン状況は一変し、約60万台の出荷台数を記録するスマッシュヒットとなり、スマートフォンに注目が集まることとなった。
iPhoneの後を追って、Touch Pro、BlackBerry Bold、TG01、HTC Magicといったグローバルモデルのスマートフォンが日本でも発売された。ただこれらの商品は注目はされたものの、ヒットとまではいかなかった。
2010年以降、シャープ、ソニーエリクソン、パナソニックなどのメーカーによってAndroid搭載の日本産スマートフォンが開発された。これらは前述の日本特有の携帯コンテンツ（キャリアメール・ワンセグ・おサイフケータイ・デコメなど）がそのまま使えることもあり（ガラパゴススマートフォン）、日本でもAndroidスマートフォンが増加していった。
2011年にiPhone 4Sがauから、2013年にはiPhone 5sがNTTドコモから発売されたため、2013年8月までの調査結果では、日本国内のスマートフォンとタブレット端末のOSにおけるiOSの比率は47.4%となり、Androidは48.6%だった。
2013年3月の調査で、個人用で所有している携帯電話の40.9%がスマートフォンとなっていた。ガラパゴスケータイの衰退にあわせて日本メーカーが徐々に撤退していき、海外メーカーへのシフトが進んだ。

### 日本語入力

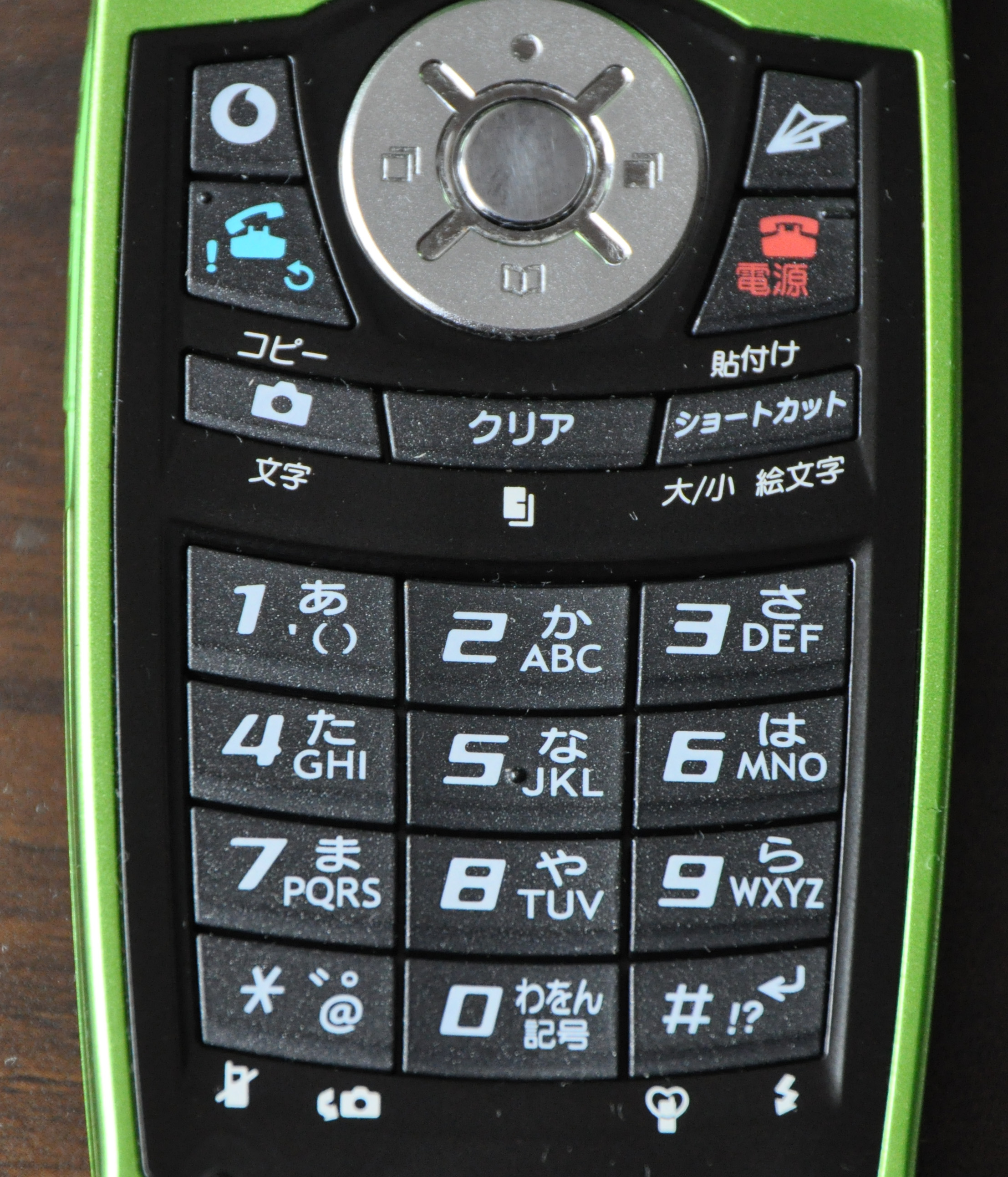
典型的な2000年代のキーボード

日本の携帯電話特有の機能として、日本語入力に関連するソフトウェアが挙げられる。限られたキーで五十音の入力を可能にするため、「1」のキーに五十音図のあ行の文字、「2」のキーにか行の文字などを割り当て、トグル入力、2タッチ入力(ポケベル打ち)、フリック入力などの方法で入力させる。
入力した文字列はかな漢字変換することができるほか、辞書や過去の入力履歴から入力を省力化できる入力予測が搭載されている。この二者を処理するソフトウェアとしてジャストシステムのATOK+、オムロンのWnnシリーズ、ソニー・エリクソン・モバイルコミュニケーションズのPOBox（Wnnシリーズとの組み合わせ）などがある。過去には東芝のMobile Rupo、シャープのケータイShoin（基幹エンジンは富士ソフトのFSKAREN）などワープロ機に由来するものもあった。
またフォントも徐々にシャープのLCフォント、NECのFont Avenue、モリサワの新ゴや新丸ゴなど、アンチエイリアス機能を合わせて搭載することで、ただ表示するだけではなく綺麗で見やすいフォントが採用されていった。

### データ通信
かつてデータ通信はPHSが主流でかつ一部のマニアが利用する程度であったが、イー・モバイルの3Gデータ通信参入と低価格ネットブックの日本国内市場参入と併せて、USBスティック型データ通信端末とネットブックのセットが、携帯電話販売店や家電量販店でインセンティブにより非常に安価に購入できる状況で、一部の一般ユーザーを取り込んでいる。また、NTTドコモもイー・モバイルへの対抗策として同等の手法をとっており、2社の間でのデータ通信シェア争いとなっていた。
また、ニンテンドーDSやPSP、iPod touchなどのWi-Fi携帯機器の登場により無線LANが普及した為、ウィルコムとイー・モバイル、ドコモがモバイルWi-Fiルーターを発売した（ソフトバンクモバイルは、イー・モバイルMVNO契約との抱き合わせの形で、イー・モバイル向け端末のソフトバンクモデルとしてリリース）。

### フィルタリング
青少年が安全に安心してインターネットを利用できる環境の整備等に関する法律が2008年6月11日に成立し2009年4月1日に施行された。法の施行後はその定めにより18歳未満の青少年が携帯電話を契約する場合、インターネット接続機能の付いた端末には予めフィルタリング（有害サイトアクセス制限）を導入する事が義務づけられた。フィルタリングは18歳未満の者は解除の申請が出来ず保護者が申し出た場合のみ解除する事が出来る。

## ビジネスモデルにおける問題点
この項には、主に通信インフラや通信キャリアが関係するビジネスモデルの問題点について記述する。

### ビジネスモデル・収益構造の変化

#### フィーチャーフォン時代
日本の携帯電話のビジネスモデルは伝統的には垂直統合モデルだった。これは通信事業者が指導的立場に立って端末やサービスの仕様を決定し、端末メーカーやコンテンツプロバイダはこれに従うというものである。端末やコンテンツが事業者ごとに囲い込まれるため、新機能や新サービス、またそれを生かしたコンテンツを足並みをそろえて速やかに普及させることができた。端末は事業者を通じて販売され、その後の料金収入を当て込んだ多額のインセンティブによって見かけ上の端末販売価格の大幅な値引きが可能となるため、高機能端末の普及も促進された。
しかし、利用者が事業者と端末の組み合わせを自由に選ぶことはできない（番号ポータビリティで自由化したのは電話番号と事業者の関係である）し、ある事業者のもとで提供されているコンテンツ（iモード、EZweb、Yahoo!ケータイに付随するサービス等々）を他の事業者で利用することも難しい。
このようなビジネスモデルの違いにより、日本と世界では端末やサービス、ひいては携帯電話を取り巻く文化に至るまで、ガラパゴス化ともよばれる大きな違いが生じた。
2000年代後半以降、インセンティブに頼る端末販売政策の限界（市場の飽和による新規契約数の頭打ち傾向）や矛盾（SoftBank 3G端末のSIMロック解除目当ての短期解約や転売）、寡占構造による市場構造の固定化などの弊害にかんがみ、2007年、総務省はモバイルビジネス研究会という諮問グループを設置し、市場活性化についての答申を行わせた。モバイルビジネス研究会は2007年9月に最終報告書をまとめたが、その報告書において、従来型の端末販売奨励金を中心とした販売の見直しの必要性を指摘した。
この答申結果にもとづき、総務省は2007年10月に端末販売奨励金つきの従来型契約と端末販売奨励金なしの端末費用と通信費用の分離型の契約の2つをユーザーが選択出来るようにするべきであるというガイドラインを打ち出した。この総務省ガイドラインを受けて、ドコモおよびKDDIの2社は新しい料金プランを発表した。ソフトバンクモバイルは、総務省方針にさきがけ端末費用を月賦払いできるようにしていた。
各社間で販売合戦が繰り広げられた結果、後述の「実質0円」とも連動して料金体系は複雑なものへと変化し、有料オプションサービスも乱発され、利用者がどの料金体系を選択すれば良いのか他社と比較検討できないよう分かりにくくすることに努力が注がれるようになった。広告・宣伝では「無料通話分の○か月（あるいは無期限）繰り越し」「通話料ゼロ円」「パケット料ゼロ円」といった、メリットばかりを強調したキャッチコピーが目立つようになり、景品表示法違反の可能性があるとして、2006年12月12日、公正取引委員会がソフトバンクに警告、KDDI、NTTドコモに対して注意処分を行った。

#### スマートフォン時代
2008年7月のiPhone日本上陸、2009年のAndroid上陸以降、スマートフォンの普及が進み、ガラパゴス化した垂直統合モデルが弱体化していった。また2006年10月には番号ポータビリティが開始され、2010年12月には総務省が「SIMロック解除に関するガイドライン」が制定され、2012年ごろからは携帯電話回線の提供に特化した仮想移動体通信事業者（MVNO）が普及していった。
フィーチャーフォンからスマートフォンへの移行期になると、いわゆるネットワークインフラのただ乗りが進み、大手キャリアは従来型のビジネスモデルの弱体化により通信料収入の依存が高まることによる収益の先細り、「土管化」（ダムパイプ化）の事態に直面した。
元来、音声通話による料金収入が減少していた通信会社は、iモードなどのようにフィーチャーフォン上のインターネットサービスの提供と事業者の回線との間に縛りを設けることによって囲い込みをし、そこで行われる様々なインターネットサービスを収益源としていた（その制約から逸脱したウェブサービスは勝手サイトなどと呼ばれた）。事業者回線での囲い込みと同様に公式サイトポータルの提供による利用者の囲い込みも重要であった。
一方、スマートフォンはパーソナルコンピュータと同様に、オープンネットワーク、すなわち携帯電話事業者の回線に縛られないアクセスを基本としているため、キャリアによる囲い込みが出来ず、無線ネットワークインフラストラクチャを提供するだけの「土管」と化す。オープンアクセス化により、AppleやGoogleのようなスマートフォンのオペレーティングシステムや各種サービスを提供する企業に主導権を奪われた。
そのため携帯電話事業者は、通信販売事業に出資したり、電子書籍・動画配信サービスなどのメディア・コンテンツ事業、クレジットカード・電子決済などの金融・決済事業、IoT関連の新事業に参画するなど、新たな収益源を模索。2010年代前半には、各社各様のビジネスモデルに転換することになった。
NTTドコモは、通信回線の提供・インターネットを使用したコンテンツサービス事業の実施や、コンテンツサービス事業者に出資するというビジネスモデルに転換。
KDDIは、携帯電話・固定電話・インターネット回線・ケーブルテレビなどを連携させた通信事業・コンテンツサービス全体で収益を得るビジネスモデルに転換。
ソフトバンクは、グループ全体の事業を再編。ソフトバンク（旧 ソフトバンクモバイル）は携帯電話事業に専念し、親会社のソフトバンクグループ（旧 ソフトバンク）は通信事業者から投資会社に先祖返りすることになった。

### 2年縛り
2年縛りとは、最短の契約期間を2年とする契約条件のことを指す。解約できる期間は25ヶ月目の1ヶ月間（最長でも2ヶ月間）であり、その1ヶ月間だけ無料で契約を解除できる。この2年縛りは、俗に「囲い込み」ともいわれている。
問題視されているのは、この「契約を解除」できる条件にある。契約を無料で解除できるのはあくまで「25ヶ月目の1ヶ月間のみ」となっており、26ヶ月目以降は再び2年縛りが再開され、次の2年契約満了である49ヶ月目までの間の解約には費用（解約金）がかかる。いくら長期間契約し続けても違約金が割り引かれず、24ヶ月の契約期間の満了後、直後の1ヶ月間のみ無料で解約する猶予があるものでしかなく、その1ヶ月の猶予を過ぎた時点で2年縛りを再開する。
なお、無料解約の猶予期間（更新月）以外で解約すると、各種割引サービスに応じ、高額な解約違約金や手数料を課するうえ、違約金の上限に制限がないことと、違約金の「前払い」を一切受け付けない（解約時の一括払いしか受け付けない）ため、日本の携帯電話市場は極端に流動性が悪くなった。
このシステムは、2007年8月22日に、NTTドコモがひとりでも割50として提供開始した。翌月2007年9月1日にはKDDIが誰でも割として提供を開始した。
2007年1月16日にソフトバンクが「25ヶ月目以降は違約金は不要」として提供し始めた「ホワイトプラン」が、2010年4月に「ホワイトプランN」と改称し、更新月以外の解約時に違約金が必要なシステムへと改悪した。それ以降、その他事業者もこれに倣い、更新月以外の解約に違約金が必要な契約を基本とするようになった。
2012年には、この2年縛りによる契約システムが不当だとして、KDDI（au）を相手取った裁判を起こし、解約金の一部を返金するよう原告の訴えが認められた例があるが、ドコモを相手取った裁判では2年縛りは有効だとの判決が出された。
2014年、この問題を受けた総務省は、2年契約満了時にはいつでも無料で解約できるよう、各社に要請する方針を明かした。2015年に総務省が、大手3大キャリアに対し、2年縛りを撤廃し、なおかつ、利用者へ2年縛りの期間が満了する通知を出すよう命令したが、各社とも抵抗を続け、廃止は2022年までずれ込んだ。
またパソコン専門小売店の「PCデポ」では、さらに悪質な12年縛りというものもあった（通称「PCデポ事件」）。これはモバイル端末に加えて、ルーターやその他オプションサービスなどを同時契約するサービスだが、それぞれ単体のサービスが24ヶ月縛りや36ヶ月縛りなど、違約金が発生する時期が異なっており、すべてのサービスの違約金が無料になる時期が145ヶ月目（13年目の最初の月）しかないというものだ。

### 誤解を与える「実質0円」
通信キャリアで携帯を購入する際に、端末商品と広告で「実質0円」と強調する商品が数多く存在する。
これらの端末はもちろん無料なわけがなく、実際は「2年以上の契約」（2年縛り）と、「割高なプラン契約」を条件とした上で、毎月の使用料金の割引額から差し引いて、2年契約満了時に割引総額から、端末分の料金を支払う分割払いの仕組みのことを指す。
いわゆる「本体価格の見た目は0円」でも、最低2年間は分割払いで負債を抱え、信用情報に掲載されることになる。そのため、2年契約満了前に機種変更や乗り換えなどをすれば、本体分の債務（残額の支払い義務）が発生するのが、『一括0円』との違いとなる。
これを知らずに「端末が無料で手に入る」と誤解し、「実質0円」の端末を購入する初心者が多いといわれている。また端末そのものの値段や、通信料が「本当に安いのか」判断しにくくなる問題もあるが、結局のところ、消費者から見れば（全体的な総額として）決して安いといい切れない面がある。
またソフトバンクの場合、2013年決算では1兆円の営業利益を上げたが、キャリア側は実質0円にできるほど携帯料金や違約金を自ら負担しているにもかかわらず、これ程までに膨大な利益を出しているのは異常かつ、通信料金に機種代金を上乗せしているのではないかという指摘もされている。
2016年頃からは実質0円の販売が規制されたが、その対策として「実質1円」と謳う商品が出始めるようになった。このように規制の意図がかいくぐられ、ほとんど意味をなしていない。

### 代理店による「頭金」
一般的な意味での頭金は、商品を分割払いで購入する際に、購入商品の代金の一部として最初に支払う金銭だが、携帯電話の販売においては、分割・一括といった支払い方法に関係なく、携帯端末の販売価格や機種変更手数料などの必要経費とは別に「頭金」と称して、携帯端末支払額を上乗せして請求されることがある。
この「頭金」は販売代理店の販売業務に対する手数料や、代理店独自の販促イベントやセールなどの原資という名目のもとに、代理店の裁量で決められるため、金額の幅が非常に広い。全く請求されない場合もあれば、端末代金の一括払いや2年縛りの割引サービスに加入するといった比較的軽度な条件で免除されるケース、悪質な場合だと「頭金」について一切言及せず、合算した金額を提示したり、「頭金」の免除と引き替えに有料コンテンツへの加入やオプション商品の購入を迫るなど、実態や形態は様々だ。
なお、この「頭金」は通信キャリアには入らず、代理店の収入となるため、通信キャリアの直営店や公式オンラインショップではそもそも存在しない。しかし、多くの消費者には通信キャリアの名を冠した公式ショップ（docomoショップ、auショップ、SoftBankショップなど）には「直営店」と「代理店」（フランチャイズ店）の2種類があることはあまり知られておらず、そもそも直営店の数自体も国内数箇所の大都市に1店舗ずつなど非常に少ない（「直営店」と「代理店」にしても、店舗や看板のレイアウトが統一されているため、店舗の外見上では判別できない）。
またこれらの公式ショップに限らず、家電量販店や大型商業施設の携帯電話コーナーも「代理店」の扱いとなるため、最寄の店舗などで購入していれば、程度に差はあれど知らず知らずのうちに支払っている可能性が高い。
本来、同じ商品であっても店舗によって販売価格が異なるのは、携帯電話に限らず多くの物品においてごく当たり前のことだが、携帯電話の購入においては、こうした店舗による価格差を、一般的な意味とはかけ離れた独自解釈の「頭金」によって形成していることで、最終的に支払うべき金額が分かりづらくなっている。

### 高額なキャッシュバック
キャッシュバックとは番号ポータビリティー (MNP)乗り換えと、2年以上の契約などの条件の上で、端末料金の一部が払い戻されるサービスのことを指す。
NTTドコモがiPhone 5sを取り扱い初めた時期から、このキャッシュバックの額が年々上がる傾向があり、端末1台のキャッシュバックが平均7〜8万円に上るケースもあった。高額化したキャッシュバックを利用して、多数の携帯電話を契約して、キャッシュバックを稼ぐ者もいた。
2014年時点で、MNP利用者は550万人おり、携帯電話全体の契約数からすると、5パーセントに相当する。このMNP利用者に、年間およそ3,400億円のキャッシュバックが支払われており、残りの契約者である95％が、この金額の穴埋めをすると、一人あたり年間2,800円となる。これは5％のユーザーのために95％のユーザーが、1人2,800円ずつ出しあってMNP利用者に流れている事情がある。
これは、いわゆる短期契約者が得をし、長期契約者が損をする全体像を表している。長期間に渡って携帯電話を契約している利用者から不満が募っていたため、まずは「代理店・販売店業界の自主規制」という形で、2014年2月に販売規制がかかり、電気通信事業者協会は2014年4月1日から、毎月のMNP移動数の公表を終了し、四半期（年4回）おきに公表する方式に転換した。
総務省も2016年2月に、過度なキャッシュバックをやめるよう、携帯電話事業者や販売店に通達を出した。もし従わない場合は、新たな携帯電話周波数帯の割当てをしない方針としているため、キャッシュバックによる新規顧客獲得競争は沈静化した。

### 高額な料金システム
日本の携帯電話・スマートフォンを扱う3キャリアの基本料金プランは、「2GBで8,000円以上」のように、最低でも月額数千円単位の高額な選択肢しか用意されておらず、基本料金の「下限」を非常に高く設定している一方で、「上限」については明確に制限していない。そのため、パケット通信の少ない利用者（2GBまで使用しない利用者）が上限価格の料金を負担するのは、利用実態と料金がかけ離れている問題がある。
これを懸念した総務省は、2016年度にも「データ通信量の少ない利用者に、上限が低額のプラン」を提供するよう義務付ける方針を発表した。これに対して、ソフトバンク・KDDIは1GB・2,900円のプランも導入、5分以内の通話が無料のプランを利用した場合の月額が5,500円（税別5,000円）を切るようになった。対して、NTTドコモは家族間で使えるプランの拡充のみに留めた。なお、3社ともこれらのプランでは端末代の値引きサービスが受けられなかったり、値引き額が減額されたりする場合がある。
その一方、ソフトバンクは、2016年9月8日に「月6000円で20GB通信可能のプラン」を発表した。スマ放題ライトとギガモンスター20GBの組み合わせで、月8,800円（税別8,000円）でスマートフォンを利用することができる。NTTドコモとauも追随。大容量向けプランを拡充した結果、低額プランの割高感が際立つ格好となった。
また、3キャリアとも横並びの同じ料金設定となっているため、消費者側の選択肢がなくなっている問題も指摘されている。

### 複雑な契約内容
日本のキャリアから販売される携帯は、料金や契約内容が複雑な傾向にある。これに関しては、店側の説明を受けても前知識がなければ難解な内容であり、店側では「できれば説明したくない」という思いが働くが、一方で契約者側も「専門用語が多いため、説明を聞いても理解できない」という思いも働くことで合致する。
契約側の理解が曖昧なまま話が進んだ結果、月額料金や実質価格ばかりに気を取られ、年間の総額はいくらになるかを意識しないユーザーが後を絶たない。これは、2014年4月以降（消費税分を含む）総額表示義務が廃止されたことで、（消費税分に相当する数百円～数千円単位の差額も無視できないため）最終的な「消費税・諸経費込みの支払総額」が判別できないことも起因している。
その後、携帯の解約に踏み切る時に、「2年縛りで解約できない」などの契約内容に引っかかり、後から携帯料金の総額を意識してトラブルに発展するケースもある。
プランの難解さゆえに、さらに悪質な場合は、店員が知識不足で間違った説明をすることも多くある。

### 通信品質の不透明さ
LTEの普及に伴い、携帯キャリア各社は、通信品質と利用可能なエリアに関して「つながりやすさNo.1」「最大xxMbps」などと謳う宣伝合戦が行われるようになった。
しかし、これらの具体的なデータ収集方法や、利用可能なエリア（町・村・離島での利用の可否）は公表されておらず、一定の基準すら設けられていない。そのため、キャリア各社は「理論上（ベストエフォート）の最高速度」のように、自社に好都合な解釈によるデータしか公表しないため、総務省の指導が入り、この手の広告に対して規制がかかった。
そのため、電波が混雑する都市部・曜日・時間帯によって、公表値と実感する速度が、かなりかけ離れる。また、高速データ通信で利用可能なエリアも、一部の都市部に限られるため、利用者の苦情も増えている。

### APNロック
日本の携帯電話の多くは、テザリングをONにするとキャリアのAPNに強制変更され、他社のAPNが利用できない仕様になっている（NTTドコモのスマートフォンの場合、spモードでロックされる）。この仕様を備えた携帯電話端末では、MVNOや日本国外のSIMカードでテザリングが利用できない問題がある。これはSIMロックを解除しても、APNだけは引続きロックされたままになっているため、消費者から利便性を奪っている旨の指摘がされている。

### キャリアの後出しによる契約違反
広告上で「データ通信量無制限」を謳っていたにも拘らず、後で契約条項を付け加え、速度制限をかけるよう一方的に契約内容を変える場合もある。

### クーリングオフの適用
「速度が出ない」「電話料金が高い」など契約上のトラブルが多く見られることから、総務省は電気通信事業法を改正、2015年までにクーリングオフ制度を導入し、2015年5月22日に改正案が成立、2016年5月21日に「初期契約解除制度」と「確認措置」の制度が施行された。

### オプションサービスの押し売り、ユーザー蔑視
専門知識のない高齢者などに、不要なオプションサービスを押し売りするセールスが問題視された事例もある。2020年には、ドコモショップにて店長が「親が支払いしてるから、お金に無トンチャク」「つまりクソ野郎」といった侮辱的な言葉を書いたメモで、窓口の店員にプランの変更を勧めるよう指示した事例もある。親が代表回線を持ち、家族分の利用料を一括して支払っていることから、「お金に無頓着だから、オプションサービスも勧めれば申し込むだろう」と見下す内容も記されていたといい、オプションサービス押し売りという内部事情が明るみに出た。

### ローカル規格の問題
Felicaの事例では、2010年代からスマートフォン市場で広く普及したiPhoneシリーズでは長らく利用できず、2016年秋のiPhone 7・iPhone 7 Plusで初めてFeliCaが搭載され、前述の「モバイルSuica」を含めた電子決済が利用できるようになった。2010年代後半からは、携帯電話の電子マネー決済の主流は、FeliCaの搭載にライセンスコストがかかり、海外メーカーが参入しにくいおサイフケータイから、国際的に普及が進むQR・バーコード決済に移ってきており、モバイル乗車券も、モバイルSuica以外では2020年に関東私鉄・公営系の「モバイルPASMO」が登場するまで広まらなかった。

#### アップデートの障壁
日本のスマートフォンは、Androidがアップデートされにくい傾向がある。これは、日本の「おサイフケータイ」「ワンセグチューナー」やキャリアアプリなど、ガラパゴススマートフォン仕様に改造されているものがあるためで、アップデートでの互換性対応が追いつかず、日本のAndroid端末のアップデートは、諸外国に比べて半年や1年以上遅れるのも恒常化している。
最悪の場合、発売当初のOSバージョンから、一度もメジャーアップデートが配布されず、端末サポートが終了してしまう、いわゆる売りっぱなし問題も起きている。
本来Androidは、SDKから新バージョンが公開されれば、メーカー側は数週間以内にOTAアップデートを配布することが可能で、Android自体のアップデートは迅速に行われているが、ガラパゴスな日本市場では、メーカーとキャリアの都合でアップデートされないことが多いとされる。

### 端末業界再編
携帯電話においては、幾度かの端末業界再編が実施されてきた。まず2000年から2002年にかけての第2世代から第3世代への過渡期には、第3世代対応端末の開発費用が第1世代及び第2世代に比べて大幅に上昇したことを受け、パイオニア・デンソー・ケンウッド・日本無線・日立国際電気等が携帯電話事業から撤退していった。
更に2007年には、総務省がこれまでの端末価格を抑える代わりに利用料で元を取る従来プランをやめ、月々の通信費用負担を抑えるかわりに端末の実勢価格を払う（一括・月賦払いを選択可能）、新しい料金プラン（分離型プラン）についての意見をまとめた。2008年は、3大キャリアのいずれもが、端末販売奨励金を廃止した分離型プランと、端末販売奨励金付きの従来型プランを並行して販売したが、大多数のユーザーは、分離型プランを選択したと報じられている。この為、必然的に、ユーザーの端末調達コストは跳ね上がり、分離型プランの2年縛り条項とあわせて、端末の買い替え間隔は、従来より大幅に伸びている。このため、既に飽和に近い携帯電話保有率と併せて、5000万台弱前後で推移してきた国内年間販売台数は、2007年をピークとして以降減少に転じ、MM総研の調査データによると、2008年度3578万台、2009年度3440万台を記録した。
このような市場環境の変化にともない、将来展望が描けないことから、下位端末メーカーの中には、携帯電話製造からの撤退を発表するところも出てきた。2008年4月には、京セラが三洋電機の携帯電話事業を427億円で買収した。また、2008年3月には、三菱電機が携帯電話事業からの撤退を発表したほか、ソニー・エリクソンが端末納入計画を見直していると発表された。当時世界市場首位のノキア（当時日本でのシェア1%程度）も、世界金融危機による世界的な端末需要の減退、スケールメリットと市場将来性の見込めないことなどを理由として日本市場に見切りをつけ、超豪華端末ブランドのVertuを除く、NOKIAブランドの日本市場向け端末開発から撤退することを、2008年10月に発表した。また、モトローラも2007年以降の業績不振により2009年2月27日をもって日本国内向け携帯電話事業から撤退している（ただし、モトローラはスマートフォンで再参入している）。また、東芝は日本国内での携帯電話市場の将来性が見込めないことから、2009年10月以降は携帯電話の国内生産からの撤退することを2009年5月に発表し、端末納入計画を見直すこととなった。
さらに端末メーカーの業界再編の流れは続き、2009年12月に、NEC、日立製作所、カシオは、それぞれの携帯電話事業を統合する事を発表した。新会社、NECカシオ モバイルコミュニケーションズは、2010年6月に発足した。続いて、2010年6月には、富士通と東芝が同じく携帯電話事業を統合すると発表し、2012年4月に富士通モバイルコミュニケーションズが発足した(2016年2月に、富士通本体の携帯電話部門が新設会社の富士通コネクテッドテクノロジーズに吸収分割で移行したため、富士通モバイルは、富士通コネクテッドの子会社となっている)。
だが業界再編後も立て直せず2013年にはパナソニック モバイルコミュニケーションズとNECカシオ モバイルコミュニケーションズが国内向けスマートフォンから撤退、2018年には富士通のスマホarrowsブランドが投資会社へ売却された。こうしてかつて11社存在した国内携帯電話メーカーは、令和元年である2019年にはソニーモバイルコミュニケーションズ、京セラ、FCNTホールディングス傘下の二代目富士通コネクテッドテクノロジーズ（後に社名もFCNTに変更）、鴻海傘下のシャープを残すのみとなっていた。その後の流れは#2023年：京セラの個人向け携帯電話の一部の撤退とFCNT（旧富士通）の買収を参照。

## 業務区域

### 1999年9月末時点での各社の業務区域
| 地域         | 接続業者                                                                |
| ------------ | ----------------------------------------------------------------------- |
| 北海道       | NTT北海道移動通信網、北海道セルラー電話、デジタルツーカー北海道         |
| 東北地方     | NTT東北移動通信網、東北セルラー電話、デジタルツーカー東北               |
| 新潟県       | NTT移動通信網、東北セルラー電話、デジタルツーカー東北                   |
| 関東甲信地方 | NTT移動通信網、日本移動通信、東京デジタルホン、ツーカーセルラー東京     |
| 東海地方     | NTT東海移動通信網、日本移動通信、東海デジタルホン、ツーカーセルラー東海 |
| 近畿地方     | NTT関西移動通信網、関西セルラー電話、関西デジタルホン、ツーカーホン関西 |
| 北陸地方     | NTT北陸移動通信網、北陸セルラー電話、デジタルツーカー北陸               |
| 中国地方     | NTT中国移動通信網、中国セルラー電話、デジタルツーカー中国               |
| 四国地方     | NTT四国移動通信網、四国セルラー電話、デジタルツーカー四国               |
| 九州地方     | NTT九州移動通信網、九州セルラー電話、デジタルツーカー九州               |
| 沖縄県       | NTT九州移動通信網、沖縄セルラー電話、デジタルツーカー九州               |

### 2014年7月1日時点での各社の業務区域
| 地域         | 接続業者                                                        |
| ------------ | --------------------------------------------------------------- |
| 沖縄県       | NTTドコモ、沖縄セルラー電話、ソフトバンクモバイル、ワイモバイル |
| その他の地域 | NTTドコモ、KDDI、ソフトバンクモバイル、ワイモバイル             |

### 2014年8月1日時点での各社の業務区域
| 地域         | 接続業者                                                                        |
| ------------ | ------------------------------------------------------------------------------- |
| 沖縄県       | NTTドコモ、沖縄セルラー電話、ソフトバンクモバイル、ワイモバイル、ウィルコム沖縄 |
| その他の地域 | NTTドコモ、KDDI、ソフトバンクモバイル、ワイモバイル                             |

### 2015年9月1日時点での各社の業務区域
| 地域         | 接続業者                                                                |
| ------------ | ----------------------------------------------------------------------- |
| 沖縄県       | NTTドコモ、沖縄セルラー電話、ソフトバンク、ワイモバイル、ウィルコム沖縄 |
| その他の地域 | NTTドコモ、KDDI、ソフトバンク、ワイモバイル                             |

### 2020年5月1日時点での各社の業務区域
| 地域         | 接続業者                                                                              |
| ------------ | ------------------------------------------------------------------------------------- |
| 沖縄県       | NTTドコモ、沖縄セルラー電話、ソフトバンク、ワイモバイル、ウィルコム沖縄、楽天モバイル |
| その他の地域 | NTTドコモ、KDDI、ソフトバンク、ワイモバイル、楽天モバイル                             |

## 周波数帯域利用状況（2012年9月現在）
| 周波数帯域                      | サービス |
| ------------------------------- | --- |
| 700MHz帯                        | NTTドコモ：Xi（LTE） au：au 4G LTE（LTE） |
| 新800MHz帯 （N800MHz帯）        | NTTドコモ：FOMA（W-CDMA、プラスエリアのみ） au：CDMA 1X WIN（CDMA2000 1x／EV-DO）、WIN HIGH SPEED（MC-Rev.A・iPhone 5含む）、au 4G LTE（LTE・Android搭載スマートフォンのみ） |
| 900MHz帯                        | ソフトバンク：W-CDMA（HSPA+、プラチナバンド） |
| 1.5GHz帯                        | NTTドコモ：Xi（LTE） ソフトバンクモバイル：SoftBank 3G（W-CDMA）の新帯域として、2010年春モデル以降の一部機種で、従来の2GHz帯とのデュアル利用 au：au 4G LTE（LTE・Android搭載スマートフォンのみ） |
| 1800MHz帯                       | ワイモバイル：W-CDMA（HSDPA）、LTE NTTドコモ：PREMIUM 4G、Xi（LTE、東名阪地域のみ） |
| 2GHz帯 （FDD：上り1.9/下り2.1） | NTTドコモ：FOMA（W-CDMA、プラスエリア除く）、Xi（LTE） au：CDMA 1X WIN（CDMA2000 1x／EV-DO、W02Hを含み、2GHz帯に対応したau ICカード対応au音声端末）、WIN HIGH SPEED（MC-Rev.A・iPhone 5含む）、au 4G LTE（LTE・iPhone 5のみ） ソフトバンクモバイル：SoftBank 3G（W-CDMA）、SoftBank 4G LTE（LTE・iPhone 5含む） |

## 提供中システムの状況

### 5G（ミリ波）
|            |              | バンド |
| n257       |              |        |
| ---------- | ------------ | ------ |
| オペレータ | NTTドコモ    | ○      |
| オペレータ | KDDI         | ○      |
| オペレータ | ソフトバンク | ○      |
| オペレータ | 楽天モバイル | ○      |

### 5G（Sub6）
|            |              | バンド | バンド | バンド |
| n77        | n78          | n79    |        |        |
| ---------- | ------------ | ------ | ------ | ------ |
| オペレータ | NTTドコモ    | ○      | ○      | ○      |
| オペレータ | KDDI         | ○      | ○      |        |
| オペレータ | ソフトバンク | ○      |        |        |
| オペレータ | 楽天モバイル | ○      |        |        |

### LTE
|            |                       |                       | バンド | バンド | バンド | バンド | バンド | バンド | バンド | バンド | バンド | バンド |
| 1          | 3                     | 8                     | 11     | 18     | 19     | 21     | 26     | 28     | 41     |        |        |        |
| ---------- | --------------------- | --------------------- | ------ | ------ | ------ | ------ | ------ | ------ | ------ | ------ | ------ | ------ |
| オペレータ | NTTドコモ             | 全国バンド            | ○      |        |        |        |        | ○      | ○      |        | ○      | ○      |
| オペレータ | NTTドコモ             | 東名阪バンド          |        | ○      |        |        |        |        |        |        |        |        |
| オペレータ | KDDI/沖縄セルラー電話 | KDDI/沖縄セルラー電話 | ○      | ○      |        | ○      | ○      |        |        | ○      | ○      | ○      |
| オペレータ | ソフトバンク          | ソフトバンク          | ○      | ○      | ○      | 予     |        |        |        |        | ○      | ○      |
| オペレータ | 楽天モバイル          | 楽天モバイル          |        | ○      |        |        |        |        |        |        |        |        |

### 3G
|              |                      |                                          | バンド | バンド | バンド | バンド | バンド | バンド |
| 1            | 6                    | 8                                        | 9      | 11     | 19     |        |        |        |
| ------------ | -------------------- | ---------------------------------------- | ------ | ------ | ------ | ------ | ------ | ------ |
| オペレーター | NTTドコモ            | FOMAサービスエリア                       | ○      |        |        |        |        |        |
| オペレーター | NTTドコモ            | FOMAプラスエリア                         |        | ○      |        |        |        | ○      |
| オペレーター | NTTドコモ            | FOMA 関東,東海,近畿地域（東名阪のみ）    |        |        |        | 停     |        |        |
| オペレーター | ソフトバンクモバイル | SoftBank 3G（旧Vodafone 3G）             | ○      |        |        |        |        |        |
| オペレーター | ソフトバンクモバイル | ULTRA SPEED                              |        |        |        |        | ○      |        |
| オペレーター | ソフトバンクモバイル | プラチナバンド                           |        |        | ○      |        |        |        |
| オペレーター | イー・アクセス       | EMモバイルブロードバンドおよびEMOBILE G4 |        |        |        | ○      |        |        |

#### FOMAプラスエリアの詳細
| バンド   | ブロック | 上り (MHz) | 下り (MHz) | 間隔 (MHz) | 帯域幅 (MHz) | 備考                                                 |
| -------- | -------- | ---------- | ---------- | ---------- | ------------ | ---------------------------------------------------- |
| VI (6)   | A        | 830 - 835  | 875 - 880  | 45         | 5            | 隣接ブロック組合せで5MHz幅,10MHz幅,15MHz幅として運用 |
| VI (6)   | B        | 835 - 840  | 880 - 885  | 45         | 5            | 隣接ブロック組合せで5MHz幅,10MHz幅,15MHz幅として運用 |
| XIX (19) | C        | 840 - 845  | 885 - 890  | 45         | 5            | 隣接ブロック組合せで5MHz幅,10MHz幅,15MHz幅として運用 |

### CDMA2000
|            |                       |                       | バンドクラス(枝番はsubclass) | バンドクラス(枝番はsubclass) | バンドクラス(枝番はsubclass) |
| 0-2        | 3                     | 6                     |                              |                              |                              |
| ---------- | --------------------- | --------------------- | ---------------------------- | ---------------------------- | ---------------------------- |
| オペレータ | KDDI/沖縄セルラー電話 | KDDI/沖縄セルラー電話 | ○                            | 停                           | ○                            |

## 携帯電話国内メーカー
現在も製造しているメーカーと主な製品
- ソニー -「Xperia」
- シャープ -「AQUOS PHONE」「AQUOSケータイ」
- FCNT -「arrows」「らくらくスマートフォン／らくらくホン」
- 京セラ -「TORQUE」「DIGNO」
- アイワ -「aiwa phone」
- ピーアップ -「Mode1」
- MAYA SYSTEM -「jetfon」

過去にスマホも製造していたメーカーと主な製品
- バルミューダ -「BALMUDA Phone」
- 東芝 -「REGZA Phone」
- パナソニックモバイル -「ELUGA」
- NECモバイルコミュニケーションズ -「MEDIAS」
- プラスワン・マーケティング -「FREETEL」

過去に製造していたメーカー
- NEC
- カシオ日立

- カシオ
- 日立

- 三菱電機
- 三洋電機
- 日立国際電気
- 日本無線
- デンソー
- パイオニア
- ケンウッド
- セイコーインスツル
- インバースネット
- オンキヨー